# Uetersen
Uetersen [ˈyːtɐzən] (früher auch Ütersen (Holstein), dänisch Yttersen) ist eine Kleinstadt im Kreis Pinneberg in Schleswig-Holstein. Sie ist als Chorstadt des Nordens und Rosen- und Hochzeitsstadt an der Pinnau bekannt. Uetersen gehört zur Metropolregion Hamburg, zur Maritimen Landschaft Unterelbe und zur AktivRegion Pinneberger Marsch & Geest. Unter den zwölf Gemeinden in Schleswig-Holstein, die zu den 100 am dichtesten besiedelten in Deutschland gehören, belegt Uetersen den achten Platz, vgl. Liste deutscher Gemeinden, nach der Bevölkerungsdichte geordnet. Die Stadt dient den ländlichen Kommunen im südwestlichen Kreis Pinneberg als Unterzentrum und Anlaufpunkt für die Versorgung des Bedarfs an Dienstleistungen, Gütern und Infrastruktureinrichtungen. Insgesamt versorgt die Stadt im Umland ein Einzugsgebiet mit rund 50.000 Menschen. Seit einigen Jahren strebt sie als größtes Unterzentrum in Schleswig-Holstein die Anerkennung als Unterzentrum mit Teilfunktionen eines Mittelzentrums an.
Die Stadt verfügt über keine Gründungsurkunde. Als Gründungsjahr wird 1234 angenommen, das Jahr, in dem die Stadt erstmals urkundlich erwähnt wurde. Seit 1933 wird dieses Datum offiziell landesgeschichtlich anerkannt.
Die Geschichte der Stadt wurde überwiegend durch Brände, Kriege, Katastrophen und Unglücke geprägt. So brannte der damalige Ort mehrmals fast vollständig ab. Zu den größten Katastrophen der Stadt zählen die große Cäcilienflut 1412, die Sturmfluten von Weihnachten 1717 und vom 7. Oktober 1756, die Markusflut, bei denen die Stadt meterhoch überflutet wurde und 62 Menschen ertranken. Eine weitere ungewöhnliche Naturkatastrophe war die Windhose vom 10. August 1925, die große Teile von Uetersen zerstörte. Am 24. Februar 1962 kam es zu (vorerst) letzten Überflutungen durch den Adolph-Bermpohl-Orkan in Uetersen.
Seit 1999 trägt die Stadt den Titel Hochzeitsstadt. Das Standesamt Uetersen ist zuständig für rund 33.000 Bürger, darunter auch diejenigen der Nachbarstadt Tornesch. Im Jahresdurchschnitt werden in der Stadt mehr als 550 Ehen geschlossen. Die meisten Eheschließungen gab es bisher in den Jahren 2015 (579) und 2016 (598).
Vom 1. Januar 2007 bis zum 31. Dezember 2016 bildete Uetersen eine Verwaltungsgemeinschaft mit dem dann aufgelösten Amt Haseldorf, dessen Verwaltungsgeschäfte die Stadt führte. Sie wurde am 6. Dezember 2006 im Uetersener Rathaus geschlossen und war eine von insgesamt 15 Verwaltungsgemeinschaften in Schleswig-Holstein.

## Geografie

### Geologie und geografische Lage

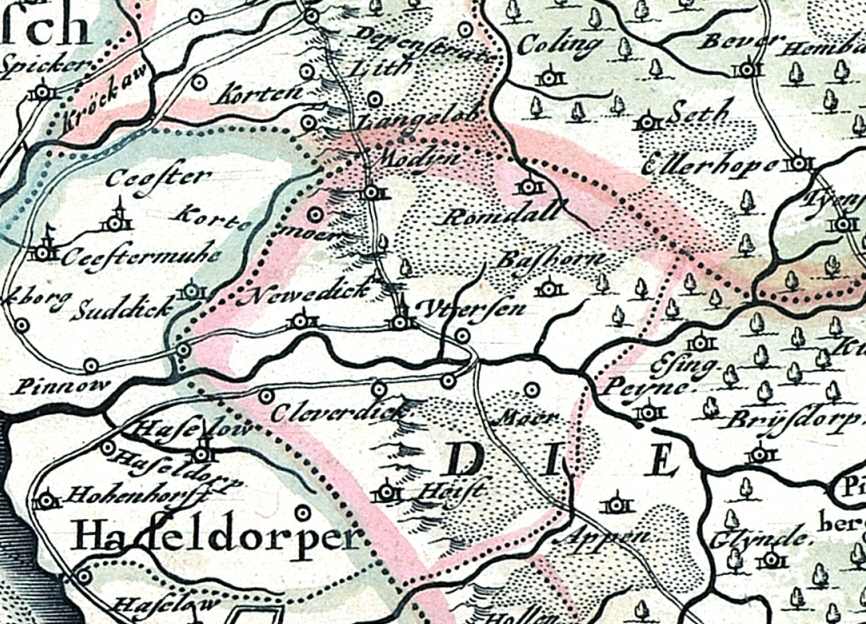
Uetersen und Umgebung um 1650, gut sichtbar die Dünenlandschaft im Norden und Osten der Stadt

Uetersen liegt im Westen an der Grenze zwischen Seestermüher Marsch und Geest. Der Höhenunterschied der beiden Landschaftsformationen ist deutlich erkennbar, wenn man aus der Marsch auf die Stadt zukommt. Der tiefste Punkt der Stadt liegt in den Deichwiesen an den Klosterkoppeln bei einem Meter, der höchste Punkt mit 18 Metern im Waldgebiet von Langes Tannen (Russenberg). Der südliche Teil der Stadt mit der Altstadt liegt am Rand des ehemaligen Pinnautals. Dieses Tal ist nicht mehr erkennbar, da das Flussbett der Pinnau mehrmals verändert wurde. Das östliche Stadtgebiet befindet sich auf einer ehemaligen Dünenlandschaft, die aus der Eiszeit stammt und sich von Wedel über die Holmer Sandberge bis nach Elmshorn erstreckt. Diese Dünenlandschaft war kaum bewaldet und nur mit Heide und Krüppelkiefern bewachsen und zudem ständig in Bewegung. Besonders bei den Frühjahrsstürmen wurden Unmengen von Sand aufgewirbelt, der durch sämtliche Ritzen kam und das Atmen zur Qual machte. Im 18. Jahrhundert versuchte man durch Anpflanzen von Strandhafer und Sanddisteln die Dünen zum Stillstand zu bringen, doch erst um 1870 wurde ein großer Teil der Dünenlandschaft einplaniert und mit fettem Marschboden bedeckt, sodass die Dünen zum Stillstand kamen. Diese wurden nach dem Ersten Weltkrieg weiter abgetragen und der Sand zur Aufschüttung des Hafengebietes benutzt. Von der Dünenlandschaft hatte man bis Mitte des 18. Jahrhunderts freie Sicht auf den rund 27 Kilometer entfernten Hamburger Michel. Straßennamen wie Bergstraße, Hochfeldstraße, Großer Sand, Kleiner Sand und Sandweg erinnern an die hohen Dünen. Das nördliche Stadtgebiet wird durch den Wald von Langes Tannen begrenzt, darin befinden sich noch einige größere, mit Bäumen bewachsene Sanddünen. Das Gebiet ist nach dem Bundesnaturschutzgesetz (BNatSchG) als Landschaftsschutzgebiet ausgewiesen.
Uetersen befindet sich in zentraler Lage im Kreis Pinneberg. Es grenzt im Norden an die Gemeinden Heidgraben und Groß Nordende, im Osten an die Stadt Tornesch, im Süden an die Gemeinden Moorrege und Appen sowie im Westen an Neuendeich. Uetersen liegt am historischen Ochsenweg, der als Radfernweg genutzt wird. Mit dem Auto ist Uetersen über die A 23 und die Bundesstraße 431 zu erreichen. Die Stadt liegt etwa 30 Kilometer nordwestlich von Hamburg an der Pinnau, einem Nebenfluss der Elbe. Der Fluss ist eine Bundeswasserstraße im Zuständigkeitsbereich des WSA Hamburg und hat für die Stadt eine große wirtschaftliche Bedeutung. Weitere Fließgewässer sind der Basshornlaufgraben und der Ohrtbrookgraben, der im unteren Bereich die Grenze zu Tornesch bildet, und der Heidgraben, der das Uetersener Rosarium mit Wasser versorgt. Der historische Mühlbach, der das Rosarium entwässert, wurde bei der Umgestaltung des Stadtkerns im Jahr 1984 verrohrt und fließt unterirdisch durch das Stadtgebiet. Weitere Gewässer sind die Klosterdeichwettern, die die weitläufigen Klosterkoppeln entwässern, und der historische Burggraben.

### Stadtgliederung

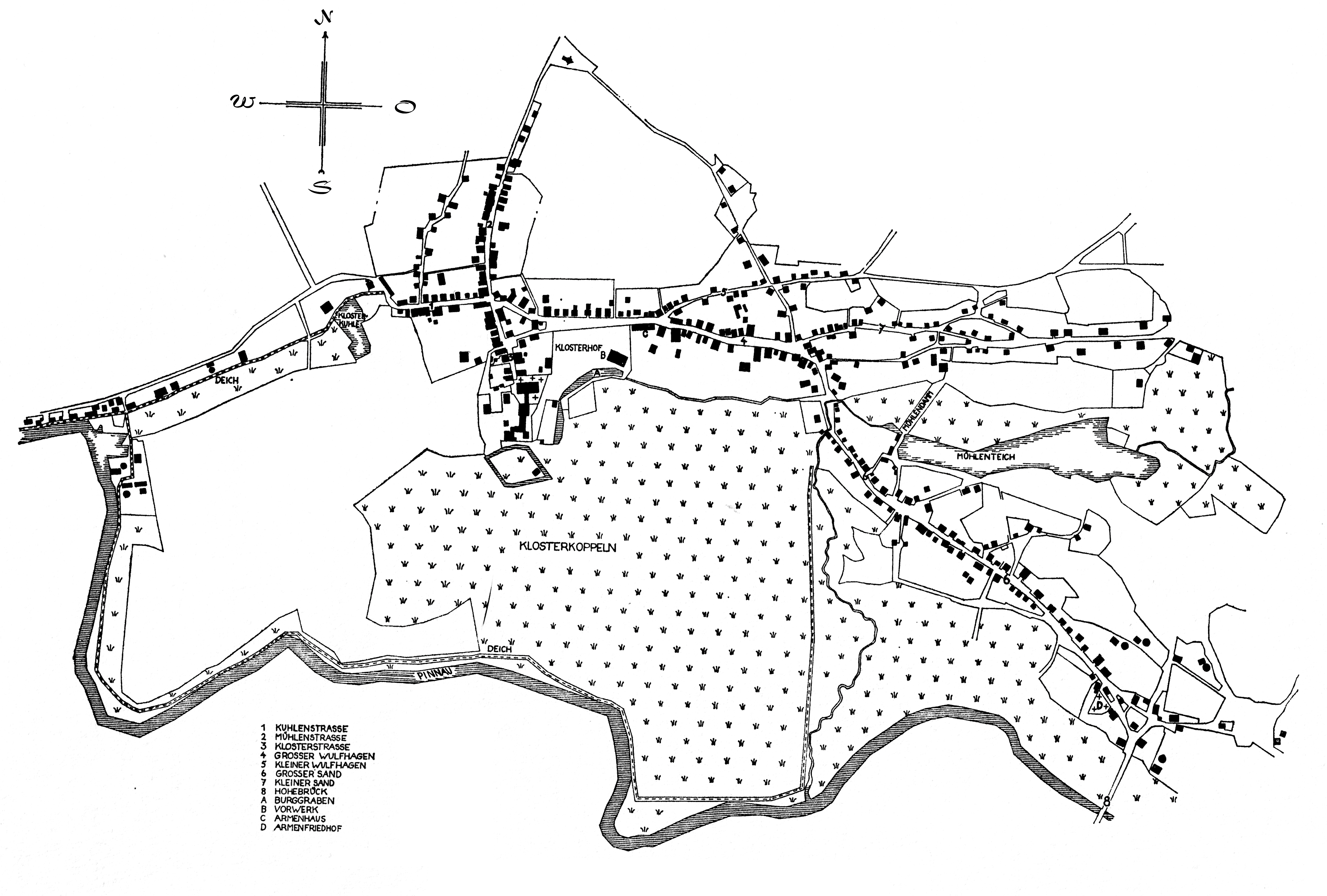
Uetersen nach einem Plan von Carl August Christian Rost († 1826)

Charakteristisch für Uetersen ist der lange Hauptstraßenzug als Zeugnis der Entwicklung des 1870 zur Stadt erhobenen Fleckens aus einem entlang einer Heerstraße entstandenen Dorf. Die Ansiedlung der Bewohner erfolgte zunächst entlang der alten Heerstraße (Lohe, Mühlen-, Kreuz-, Marktstraße, Großer Wulfhagen und Großer Sand, mit Schwerpunkt an der Mühlen-, der marktartig erweiterten Marktstraße und Großer Wulfhagen), die dem Geestrand zunächst in nordsüdlicher Richtung folgte und dann nach Osten und später nach Südosten verlief und die Pinnau überquerte. Weitere Ansiedlungen gab es in der Lohe mit Katzhagen und weitere verliefen den Ochsenweg entlang zur Pinnau und rund um den Kleinen Sand, der sich in weitere kleine Straßen verzweigte. Später erfolgten Ansiedlungen in Richtung der Marsch und dem heutigen Eggerstedsberg sowie in der Tantaus Allee und im Norden und Nordosten der Stadt.
Das Stadtgebiet Uetersens besteht heute aus der Altstadt mit dem Klosterbezirk und der Innenstadt, den Quartieren Lohe, Katzhagen, Kreuzmoor, den Wohngebieten um Rudolf-Kinau-Weg, Am Seeth/Wischhörn, Am Gehölz, Tornescher Weg, Am Steinberg, Weidenkamp/Ohrtbrook und Kleine Twiete, deren Grenzen jedoch nicht festgelegt sind. Neu hinzugekommen ist das Neubaugebiet „Am Hochfeld“ im Norden der Stadt. Auf dem bereits teilerschlossenen, 38 Hektar großen Gebiet sollen etwa 320 Wohneinheiten entstehen.

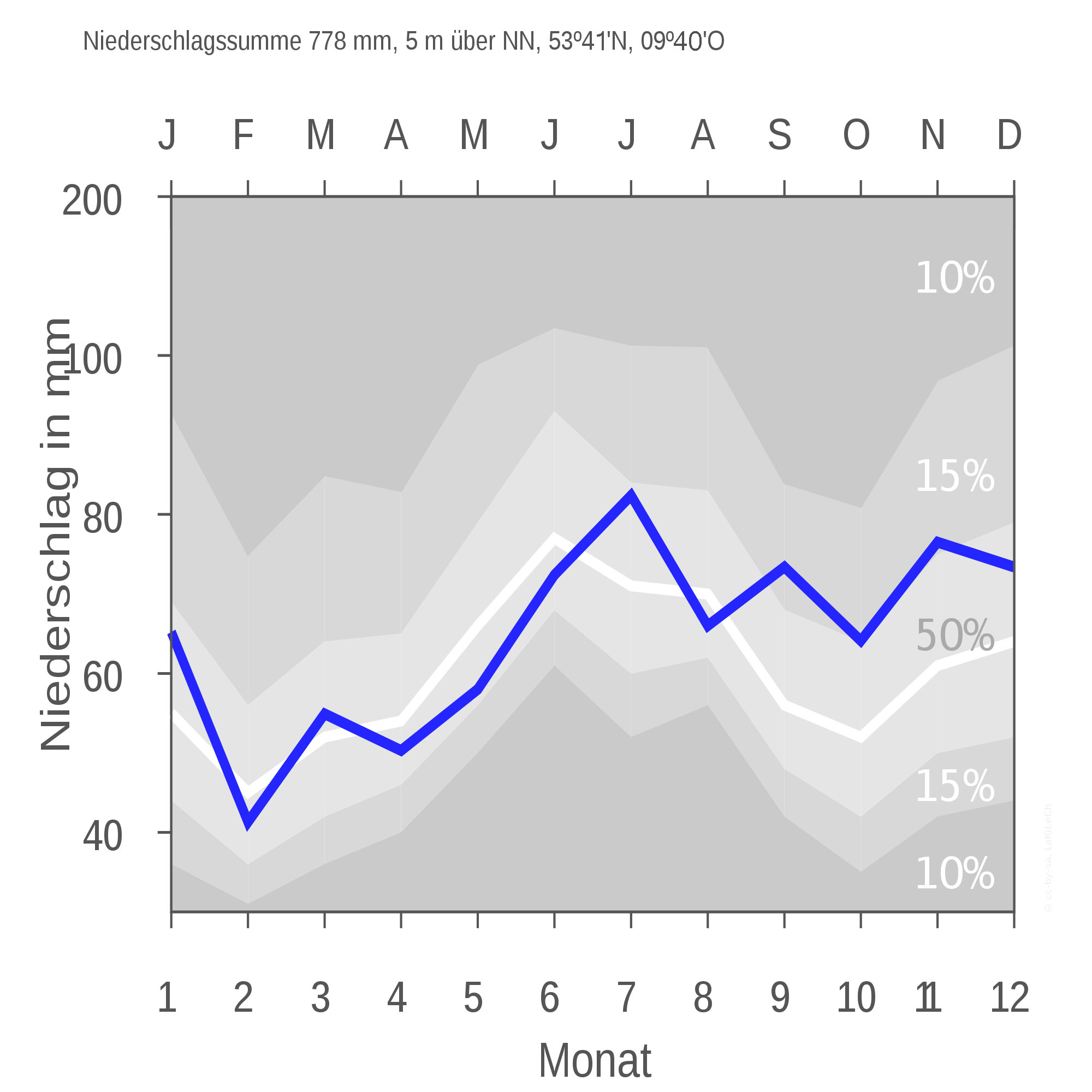
Klima Uetersen

### Klima
Die Stadt mit den angrenzenden Marschgebieten wird von der Nordsee und den Ausläufern des Golfstroms beeinflusst. Das Klima ist durch milde Winter und feuchte Sommer gekennzeichnet. Durch die geringe Entfernung zur Nordsee mit etwa 60 Kilometern wird die Stadt von starken Winden überwiegend aus Westen beeinflusst, die häufig im Herbst das berüchtigte „norddeutsche Schmuddelwetter“ mit sich bringen.
Im Winterhalbjahr kann es sehr stürmisch werden. Die Temperaturen können auf −20 °C absinken. Der tiefste gemessene Wert lag bei −30 °C im Februar 1940. Der wärmste Monat ist der Juli mit durchschnittlich 17 °C, der kälteste der Januar mit 1,1 °C. Temperaturen um die 28 °C sind im Hochsommer keine Seltenheit. Seit den 1990er Jahren wurden auch Spitzentemperaturen von bis zu 37 °C gemessen (August 1992, Juli 2010). Der kälteste März mit −17 °C und wärmste Oktober mit durchschnittlich +13 °C seit den Wetteraufzeichnungen des Deutschen Wetterdienstes war im Jahr 2006. Der wärmste Oktobertag seit der Wetteraufzeichnung war der 19. im Jahr 2012 mit einer Temperatur von etwa 22 °C. Im Laufe eines Jahres fallen durchschnittlich 778 Millimeter Niederschlag.

### Biotope und Naturschutz
Eine Verordnung des Kreises Pinneberg als Untere Naturschutzbehörde vom 19. Dezember 1997 schützt insgesamt 117 Naturdenkmäler in Uetersen. Darunter befindet sich die Uetersener Blutbuche, die zu den markanten und alten Baumexemplaren im südlichen Schleswig-Holstein gehört. Im Randgebiet der Stadt befinden sich mehrere Biotope, die unter Naturschutz stehen. Die Uetersener Binnendüne im Südosten der Stadt gehört neben der Langen Anna und den Holmer Sandbergen zu den drei besonders zu schützenden Naturdenkmälern im Kreis Pinneberg.
Seit den 1990er Jahren wird vom SPD-Ortsverein über eine Baumschutzsatzung zum Schutz von Bäumen nachgedacht. Der Versuch in Uetersen eine solche Satzung zu erstellen scheiterte bisher an der Mehrheit der CDU in der Ratsversammlung.
Ein besonderes Problem der Stadt ist der starke Befall der zahlreichen Rosskastanien durch die Miniermotte. Seit Jahren wird im November versucht, mit freiwilligen Helfern der Plage Herr zu werden. Mit Unterstützung der Schutzgemeinschaft Deutscher Wald (SDW) wurde im November 2008 die erste zentrale Veranstaltung des bundesweiten Tages der Kastanie in Uetersen durchgeführt. Bei dieser Aktion, bei der rund fünfhundert Helfer tätig waren, wurden nach Schätzungen der SDW etwa zweihundert Millionen Larven vernichtet.
Im März 2012 wurde als erste Aktion in Schleswig-Holstein mit Unterstützung von WikiWoods eine 6600 Quadratmeter große Streuobstwiese am Stadtrand angelegt. Die Obstbäume sollen dazu beitragen, den Klimawandel zu stoppen und das Umweltbewusstsein sowie die Umweltbildung voranzutreiben.

### Umwelt

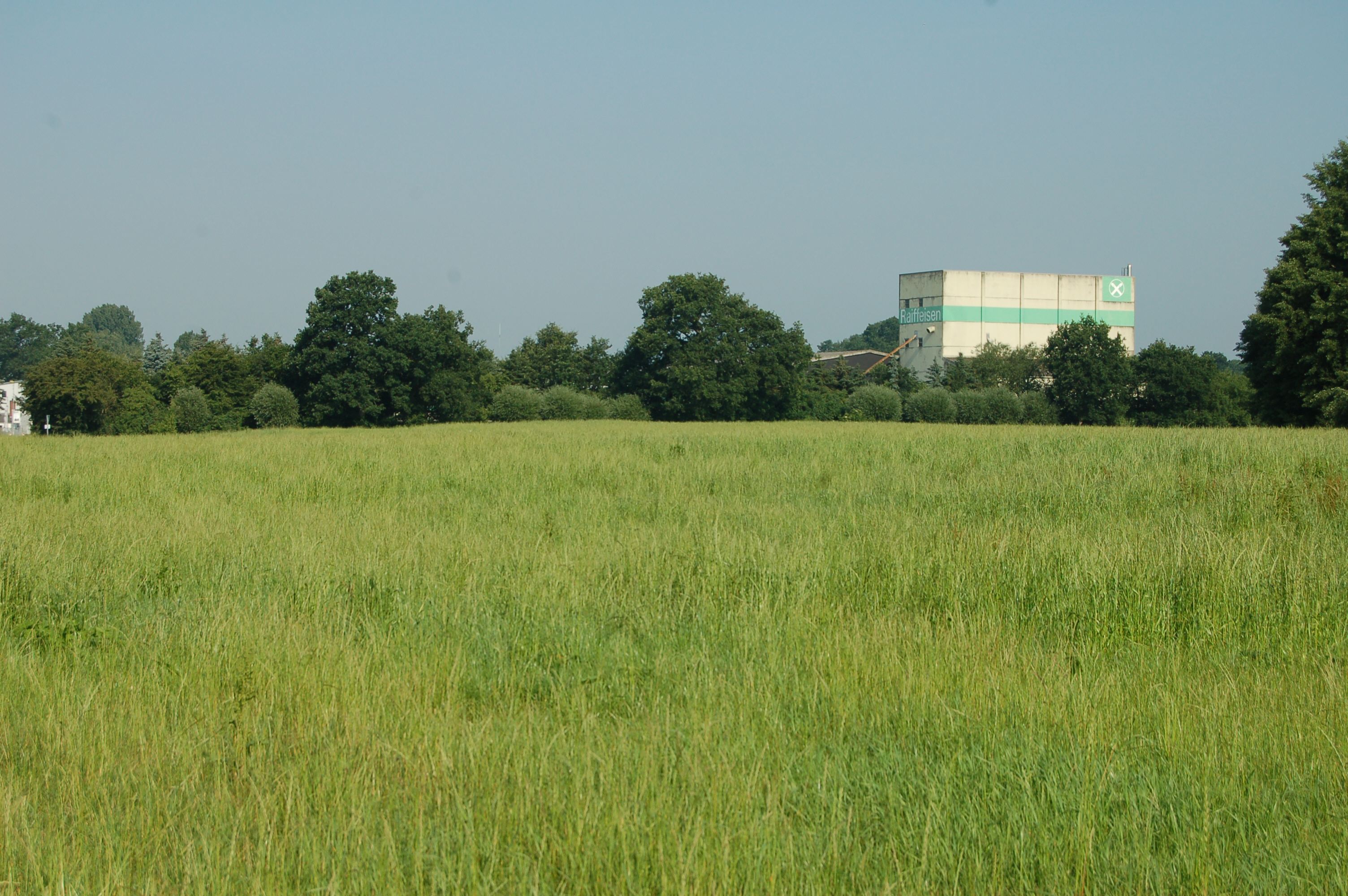
Eine der mit dioxinhaltigem Papierschlamm belasteten Grünflächen im Südosten der Stadt

Überregionale Bekanntheit erlangte Uetersen durch sein Dioxinproblem. Große Teile eines Neubaugebietes (Am Eichholz/Esinger Steinweg) befinden sich auf ehemaligen Feldern, auf denen in den 1960er Jahren dioxinhaltiger Papierschlamm ausgebracht wurde. Zwischenzeitlich wurde ein Großteil des betroffenen Bodens mit einer zusätzlichen schützenden Erdschicht versehen. Eine von den Anliegern geforderte vollständige Sanierung fand aus Kostengründen nicht statt und wurde von Experten auch als nicht erforderlich angesehen. Eine Gefahr für das Grundwasser wird verneint, kann aber nicht ausgeschlossen werden. Messungen hierzu finden statt. Am Rande des Gebiets befindet sich an der K 22 ein weiteres mit Dioxin belastetes Feld und im Überschwemmungsgebiet der Pinnau eine weitere dioxinhaltige Papierschlammdeponie.
Im Umkreis einer alten Hausmülldeponie an der Pinnau, nahe dem Stichhafen, werden regelmäßig Bodenproben entnommen.
Innerhalb des Stadtgebietes gibt es weitere ehemalige Deponien und durch Gewerbeunternehmen (Gerbereien, Baumschulen etc.) belastete Grundstücke.
Am 1. Januar 2003 trat die Landesverordnung für das Wasserschutzgebiet Uetersen in Kraft, um langfristig das Grundwasser im Einzugsbereich des Wasserwerks und somit die Wasserversorgung vor Verunreinigungen zu schützen. Die Einwohner der Stadt Uetersen, der Seestermüher Marsch sowie der Stadt Tornesch und der Gemeinde Heidgraben werden mit Trinkwasser aus Uetersen versorgt.
Das Wasserschutzgebiet liegt zu einem Drittel im westlichen Stadtgebiet Uetersens und zu zwei Drittel in der Seestermüher Marsch. Durch die ehemalige, schadstoffbelastete Betriebsfläche der Lederfabrik Tesdorf (1,2-Dichlorpropan) und die Verwendung von Chlortoluron als Pflanzenschutzmittel ist das Grundwasser verunreinigt und muss kostenaufwendig durch eine Aktivkohlefilteranlage gereinigt werden. Schadstoffeinträge durch Grundwasser befinden sich allerdings immer noch im geförderten Rohwasser. Deswegen wird es mit dem Trinkwasser der Hamburger Wasserwerke, das aus der Haseldorfer Marsch geliefert wird, im Verhältnis von 20:80 gemischt und an die Endverbraucher geliefert.

## Geschichte

### Herkunft des Stadtnamens
Der Name der Stadt Uetersen ist vermutlich aus der niederdeutschen Bezeichnung (de) üterste enn entstanden, was so viel wie (das) äußerste Ende bedeutet. Der Name bezieht sich darauf, dass der Ort am Übergang der Geest zur Seestermüher Marsch liegt. Die erste nachweisliche schriftliche Erwähnung stammt aus einer Schenkungsurkunde der Ritter von Barmstede um 1234, in der der Ort als Utersten bezeichnet wird. Weitere Namensformen waren im Barock Vtersten, Vttersten und Vtirzsten. Insgesamt gab es rund 20 verschiedene Schreibformen, bis sich der heutige Stadtname durchsetzte. Es gibt aber auch die Vermutung, dass der Name aus Ütersteen hervorging, was äußerster Stein bedeutet oder von Ütristina, dem alten Namen der Pinnau, stammt.

### Vorgeschichte
Das Gründungsjahr der Stadt ist nicht feststellbar, da es darüber keine Urkunde gibt. Verschiedene archäologische Fundstücke deuten auf erste menschliche Ansiedlungen im Stadtgebiet vor der Eisenzeit hin. 1789 fand man einen Bundschuh aus der römischen Kaiserzeit. Es handelt sich dabei um den frühesten bekannten archäologischen Fund in Schleswig-Holstein. Weitere bedeutende Funde waren Urnen, slawische Gefäßscherben und ein Schädel eines Torfrindes (bos brachyceros) aus der Zeit um 500 n. Chr. Dies bedeutet jedoch nicht, dass seit dieser Zeit bis ins 9. Jahrhundert eine Siedlungskontinuität bestanden haben muss. 809 sollen Truppen Karls des Großen nach der Unterwerfung der nordelbischen Sachsen von Hamburg kommend durch die damalige Gegend gezogen sein, um in Esesfelth eine Burg zu errichten, und 827 soll auf Befehl des Kaisers Ludwig des Frommem (778–840) der Ort gegründet worden sein. Später zogen die Wenden mehrmals durch die Siedlung. Um 1050 soll es auch ein Benediktinerkloster am Rand der Siedlung gegeben haben, von dem Johann Friedrich Camerer 1762 in seinem Werk Vermischte historisch-politische Nachrichten in Briefen von einigen merkwürdigen Gegenden der Herzogthümer Schleßwig und Hollstein, ihrer natürlichen Geschichte und andern seltenen Alterthümern berichtete. Von dem Verbleib des Klosters ist nichts weiter bekannt.
Später verlegten vermutlich die Ritter von Haseldorf ihren Wohnsitz von Haseldorf nach Uetersen und um 1154 soll eine einfache Burg (Motte) in Holz-Erde-Technik samt einer kleinen Vorsiedlung mit einigen Häusern und Hütten existiert haben, die in einer dänischen Urkunde als Uthersen taarn (äußerster Turm) erwähnt wurde. Diese Bezeichnung bezieht sich auf die Lage einer Burg auf einem Geestsporn am Rande der Seestermüher Marsch. In einem weiteren Schriftdokument, das vermutlich zuletzt Johann Friedrich Camerer im Jahr 1758 vorlag, soll um 1220 ein weiteres Kloster bestanden haben, das unter Gerhard I. bzw. Gebhard II. eingeweiht wurde. Über dessen Verbleib ist ebenfalls nichts bekannt. Dieses Dokument ist nicht mehr auffindbar, sodass die Stadt kein geschichtlich belegbares Gründungsjahr hat. Etwa zur gleichen Zeit wurden in der Nähe des heutigen Klosters zwei Burgen, Burg Uetersen (I) und Burg Uetersen (II) von den Rittern von Barmstede errichtet, die mit den Rittern von Haseldorf in Verbindung standen, an die nur noch der Burggraben der größeren Burg erinnert. Bei Umgestaltungsarbeiten auf dem Klostergelände im Jahr 2008 wurde viel Irdenware aus dem 13. Jahrhundert gefunden. Anhand dieser Scherben geht man davon aus, dass eine Vor- und eine Hauptburg bestanden.

### Gründungsgeschichte der heutigen Stadt
Nachgewiesen ist, dass der Ort im 12. Jahrhundert und bis zum ersten Viertel des 13. Jahrhunderts zum Urkirchspiel Barmstedt gehörte und dass Ritter Heinrich II. von Barmstede, der in Diensten des Erzbistums Bremen stand, um 1234 den Zisterziensern seinen Grundbesitz, zu dem auch die Siedlung, die Wassermühle und die älteste urkundlich erwähnte Windmühle des Landes gehörte, zur Errichtung eines Nonnenklosters schenkte. Dieses war später der Mittelpunkt der Entstehungsgeschichte der heutigen Stadt.
Durch weitere Schenkungen der Nachkommen des Ritters und Zukäufe des Klosters wurde der Besitz ständig erweitert, der im 13. und 14. Jahrhundert den größten Umfang hatte. Die Besitztümer reichten von Krempe bis nach Klein Flottbek und von Kehdingen bei Drochtersen bis nach Bönebüttel in der Nähe von Neumünster. Anfang des 14. Jahrhunderts begann das Kloster mit der Zucht des Holsteiner Pferdes. Dies ist durch eine Urkunde aus dem Jahr 1328 dokumentiert: Klosterpropst Johannes schenkte dem Propst des Klosters Neumünster zwei junge Pferde aus der klostereigenen Stuterei. Es ist die älteste Urkunde in Schleswig-Holstein, die das Vorhandensein einer Stuterei dokumentiert.

### 12. bis 16. Jahrhundert
Der Ort war anfänglich vermutlich auf die Burg der Ritter von Barmstede und die nahe gelegene gutsherrliche Wassermühle beschränkt. Er entwickelte sich verhältnismäßig schnell, dass um 1300 der Ort zum Mittelpunkt und Namensgeber der Herrschaft und Vogtei Uetersen wurde und zunächst von Johann II. und nach seinem Tod (1321) durch einen Erbvertrag von Adolf VII. verwaltet wurde.
Bereits 1664 (und erneut 1746) erhielt der Ort den Status eines Flecken. Das führte zur Ansiedlung weiterer Familien. Mitte des 17. Jahrhunderts wurden 256 Häuser gezählt. Die günstige Lage an der Heerstraße und der damalige Übergang über die Pinnau in der Nähe des Klosters beschleunigte die Entwicklung. Am Übergang der Pinnau begann auch die Schiffbarkeit des Flusses. Damit war ein kurzer Land- und Wasserweg nach dem sich stark entwickelnden Wirtschaftszentrum Hamburg vorhanden.
Durch den Kornanbau und die gutsherrliche Wassermühle gab es über die Pinnau einen regen Handel mit Korn und Mühlenprodukten mit dem benachbarten Hamburg. Daneben entwickelte sich der Handel mit Ziegeleierzeugnissen und das Brennen von Kalk aus Muscheln, der auf dem Land- und Wasserweg vertrieben wurde. So entwickelte sich recht früh eine umfangreiche Fluss- und Küstenschifffahrt.
Im Ort ging das Handwerk unter der Führung der Schuhmacher und Töpfer eine zunftmäßige Bindung ein. Jedes Jahr fanden zwei große Märkte zu Jacobi (25. Juli) und Felicianus (9. Juni) statt.
Wie andere Orte in der Region blieb auch Uetersen nicht von Kriegen und Katastrophen verschont. 1282 kam es zur ersten Schlacht bei Uetersen zwischen einer Armee des regierenden holsteinischen Landesfürsten Gerhard I. mit Hamburger Unterstützung und Aufrührern aus Dithmarschen und der Haseldorfer Marsch unter Führung von Heinrich IV. von Barmstede. Die Aufrührer wurden geschlagen, die Grafen eroberten die Burgen von Uetersen und Haseldorf. Gegen eine Zahlung von fünftausend Mark konnte Heinrich IV. von Barmstede sie später wieder einlösen.
Im Jahr 1306 stachelten unzufriedene Edelleute und Ritter die Bauern aus der Haseldorfer Marsch, die den Verlust ihrer Privilegien befürchteten, zu einem Aufstand gegen die holsteinischen Grafen an. Sie erhielten Unterstützung von den Dithmarscher und Krempermarscher Bauern, die schon einige Jahre vorher bei einem bewaffneten Vorgehen ihrer Herren erfolgreich Widerstand geleistet hatten. Zusätzlich halfen ihnen die Kehdinger und Altländer von der gegenüberliegenden Elbseite. Bei der zweiten Schlacht bei Uetersen am 28. Juli desselben Jahres wurden die Aufständischen mit ihrem Anführer Pelz, einem Mitglied der Familie von Wedel, den sie auch Bischof Pelz nannten, von einer Koalition der Herzöge von Lauenburg und Lüneburg und der Grafen von Holstein unter der Führung des Bremer Erzbischofs Giselbert nach harten Kämpfen geschlagen; die Rädelsführer wurden gefangen genommen, öffentlich gerädert und gevierteilt. Die Edelleute wurden verbannt und verloren ihre Besitztümer. Ein Teil von ihnen fand Aufnahme in Lübeck, das zur gleichen Zeit mit den Grafen verfeindet war. Den Bauern wurden die Privilegien genommen, die sie zu Beginn der Kultivierung der Marsch erhalten hatten. Die Grafen von Holstein festigten ihre Macht durch die in ihren Besitz gelangte Burg der Barmstedes in Uetersen und den Bau der Hatzburg bei Wedel.
Zwischen 1347 und 1352 wütete der Schwarze Tod in Uetersen und der näheren Umgebung, der viele Todesopfer forderte, auch die Zahl der Nonnen und Konventualinnen im Kloster Uetersen nahm merklich ab. Man verstand weder die Ursache von Krankheiten noch hatte man irgendeine Vorstellung geeigneter Gegenmaßnahmen. Man versuchte durch Gebet und Sühne, Quarantäne der Kranken, Flucht der Gesunden und die Suche nach Sündenböcken der Krankheit Herr zu werden. Selbst „viehische Kuren“ (das Töten von Vieh) wurden angewandt, obwohl eine lang anhaltende Hungersnot so gut wie ausgestanden war.
Um 1398 machte Klaus Störtebeker mit seinen Kameraden die Gegend um Uetersen unsicher. So ließ er sich im Schutze der Dunkelheit und der Flut mit mehreren Booten (sein Schiff ankerte nachts vor der Pinnaumündung) auf der Pinnau bis nach Uetersen hochtreiben. Dort versuchten sie Proviant und Vieh zu stehlen, das gelang ihnen nur teilweise und sie wurden von den Bewohnern vertrieben. Ein Seeräuber wurde dabei getötet, ein anderer gefangen genommen und am darauffolgenden Tag vor der Drostei in Pinneberg hingerichtet. Mit dem Herzog von Schleswig und dem Grafen von Schauenburg traf Simon von Utrecht 1435 in Uetersen zusammen, um dort die Vorgespräche zum Frieden von Vordingborg zu führen, der vom 15. bis zum 17. Juli desselben Jahres zwischen Erik VII. von Dänemark auf der Burg Vordingborg mit Adolf VIII. von Holstein geschlossen wurde.
Nachdem von Anfang bis Mitte des 14. Jahrhunderts noch Krankheiten und Kriegsnöte gebracht hatte, folgte eine ruhige Zeit, in der sich der Ort weiter entwickelte. In den ersten Jahren des 15. Jahrhunderts brach wieder großes Unheil über den Ort und das Kloster herein. So schrieb Johann Friedrich Camerer 1762 in seinem Werk Vermischte historisch-politische Nachrichten: „Diese Zeiten aber waren für dasselbe unglücklich. Es verbrannte dasselbe mit aller Pracht (das Kloster), und was das Feuer nicht geraubt, raubte das gefährliche Wasser (die große Flut von 1412). Die Teiche (Deiche), Dämme, Felder und alle Länderehen wurden um diese Zeit völlig vertigt und vernichtet.“ Daraufhin wurden die Nonnen des Klosters und Einwohner des Ortes so arm, dass sie betteln mussten. Es folgten weitere Stürme, Überflutungen, Missernten und strenge Winter, die den Bewohnern viel abverlangten. So wurde Uetersen und Umgebung am 14. Februar 1648 von der Naturkatastrophe von Holstein, einem Orkan mit der Fastelabendsflut und einem Erdbeben mit Feuersbrünsten heimgesucht. Von Glückstadt bis Hamburg wurden unzählige Ländereien und Gebäude verwüstet, 11 Kirchtürme wurden umgeweht (darunter auch der der Klosterkirche) bzw. stürzten ein. Unzählige Menschen und Tiere kamen ums Leben. Camerer berichtete über dieses Unglück: „Der Sturm, welcher in dieser Gegend um diese Zeit gewüthet, soll viel von einem Erdbeben gehabt haben.“ Nur sehr langsam erholten sich der Ort und die Einwohner vom großen Unheil des 15. und 16. Jahrhunderts.
Durch ein Privileg aus dem Jahr 1524 erlangten zunächst die Prälaten und die Ritterschaft in Schleswig-Holstein das höchste Gericht über ihre Untersassen. Ab dem Jahr 1573 wurde in Uetersen ein Landgericht eingerichtet, das zweimal jährlich im Frühling und Herbst abgehalten wurde und dessen Vorsitz der Klosterpropst hatte. Ihm standen zwölf vereidigte Gerichtsmänner (heute Schöffen an einem Schwurgericht) aus dem jeweiligen Bezirk zur Seite. Der Ort wurde vor dem Vergleich der Könige mit den Herzögen im Jahr 1647 als adeliges Gut betrachtet. Das Kloster hatte das Recht, Vormünder zu bestellen, verwaltete Testamente und übte die Rechtsprechung aus. Um 1750 hatte der Ort vier Quartiere: Klosterhof mit Katzhagen, Großer Wulfhagen, Lohe und Großer und Kleiner Sand. Im Osten befand sich noch das Flurstück Bashorn. Im Ort gab es 256 Häuser, davon sieben villenartige.
1545 gründete man die „Uetersener Schützengilde“, eine der ältesten Schützengilden des Landes, aus der 1730 die „ Brandgilde für den Klosterhof Uetersen“ wurde. Sie wurde 1786 von dem Klosterpropst Peter zu Rantzau der „ Brandschutzgilde zu Uetersen“ unterstellt.

### Reformation
Die Reformation in Uetersen wurde erst im Jahr 1555 durch das persönliche Eingreifen Königs Christians III. durchgesetzt. Das Uetersener Kloster war nicht bereit, dem Befehl des Königs zu folgen, sich zu der neuen Lehre zu bekennen und zu unterwerfen. Der vom König 1541 eingeführte lutherische Prediger Balthasar Schröder musste wegen des Widerstands der Klosterfrauen gegen die evangelische Lehre nach sieben Jahren weichen, worauf die Nonnen, unterstützt von den Schauenburger Grafen, wieder einen katholischen Geistlichen annahmen. Erst als König Christian III. mit einer Abordnung das Kloster persönlich besuchte, verjagte er diesen und verordnete abermals einen evangelischen Prediger, Johann Plate, der 26 Jahre lang als Pastor in Uetersen blieb. Das Kloster wurde danach in ein adliges Damenstift umgewandelt. Daraufhin kam es zu langanhaltenden Streitigkeiten zwischen den Schauenburger Grafen und den Herzögen von Holstein, die erst nach Jahren beigelegt wurden. Am 5. Mai 1559 wurde schließlich auch die Grafschaft Schauenburg evangelisch.

### 17. Jahrhundert
Im 17. Jahrhundert brachten Wasser-, Feuer- und Kriegsnot, die oft gleichzeitig auftraten, die Bewohner und den Ort mehr als einmal an den Rand des Verderbens. Am 21. Januar 1603 fiel in Uetersen und Umgebung so viel Schnee, das kaum noch ein Haus zu erkennen war. Mehrere Menschen kamen in den Schneemassen ums Leben. Die schlimmste Zeit begann mit dem Auftreten der Pest im Jahr 1605. Von Ostern bis zwei Wochen nach Pfingsten trat sie in Uetersen und Umgebung so stark auf, dass über 1000 Menschen starben und ganze Familien ausstarben. Am 21. Juli 1623 wurde der Ort und die nähere Umgebung von einem ungewöhnlichen Unwetter heimgesucht. Es entstand: „ein schrecklicher Sturm, wobei zu Uetersen, Esingen, beym Moor, im Bauland (Kirchsp. Uetersen) und Niendiek ein grausam großer Hagel, zum Theil von der Größe kleiner Hünereyer, fiel, der viel Vieh beschädigte, die Fenster einwarf, alles Korn, Waizen und Gerste in die Erde schlug und so ganz vernichtete.“
1627 richtete die Allerheiligenflut vom 7. November in Uetersen und der Haseldorfer Marsch erheblichen Schaden an, mehrere Menschen ertranken. In den folgenden Jahren wurde der Ort von Missernten und wieder von der Pest heimgesucht. 1635 gründete man die „Brandschutzgilde zu Uetersen“, einen Vorgänger der heutigen Freiwilligen Feuerwehr, um den Ort vor Bränden zu schützen. 1640 begann man mit einer geordneten Forstwirtschaft und das Marktrecht wurde neu geordnet. Im Jahr 1662 zerstörte ein Großbrand, wahrscheinlich ausgelöst durch Brandstiftung, den Ort fast völlig. Einige Jahre später (April 1697) vernichtete erneut eine Brandkatastrophe große Teile des Ortes. Innerhalb weniger Stunden brannten rund dreißig Häuser ab.

#### Dreißigjähriger Krieg
Vom Dreißigjährigen Krieg blieb der Ort einigermaßen verschont, obwohl er an der historischen Heerstraße lag. Die Kämpfe wurden überwiegend in der Umgebung geführt. Tilly ging im Juli 1627 bei Artlenburg über die Elbe, belagerte das nahe Pinneberg und wurde beim letzten Sturmangriff schwer verwundet. Danach kam Wallenstein von Ostholstein, besetzte die Hatzburg bei Wedel und Haseldorf und verschonte den Ort, obwohl er ihn leicht über die Pinnau erreichen konnte.
Am 31. August 1645 zog der letzte schwedische Kommandant ab, ließ aber auf dem Blomschen Hof in Uetersen unter Otto von Ahlefeldt eine halbe Kompanie mit 63 Pferden zurück, die bis Anfang November stationiert waren.

#### Schwedisch-Französischer Krieg
Im Schwedisch-Französischen Krieg (1635–1648) wurde wieder in der Gegend um Uetersen gekämpft. Das schwedische Heer zog 1647 durch den Ort und verwüstete ihn zum Teil schwer. Der Pinneberger Amtmann Stapel schrieb in einem Bericht: „ … in den Kriegszeiten die Untertanen teils aus Not Holz gehauen und solches in Hamburg verkauft hätten … die Armut ist so groß, dass die Geldbuße (für das illigale Fällen) von den meisten nicht zu erbringen ist.“ Weiter schrieb er: „… daß etliche Einwohner aus Uetersen ihm um Vergünstigungen (Holzfällen) wegen ihrer abgrbrannten und ruinierten Häuser gebeten hätten … “ Beim späteren Rückzug hatten die Kirchspiele Horst und Hohenfelde, die zum Kloster Uetersen gehörten, arg zu leiden. Zwölf Jahre später (1657/58) hausten die Schweden wieder in der Gegend von Uetersen. Sie zerstörten das Schauenburger Schloss in Pinneberg; die Schlösser in Haseldorf und Haselau gingen ebenfalls in Flammen auf. Danach überfielen sie Uetersen und brannten das Kloster nieder.

#### Zweiter Nordischer Krieg
Der Krieg Dänemarks-Norwegens gegen Schweden (1657 bis 1660) brachte wieder Kriegsunruhen mit sich. Holstein wurde von den Schweden unter Führung von Karl X. Gustav besetzt. In Oldesloe befand sich das schwedische Kriegslager. Auf der Gegenseite befanden sich die Dänen, die Hilfe von Friedrich Wilhelm von Brandenburg bekamen. Friedrich Wilhelm zog 18.000 Mann zusammen und führte sie nach Holstein, in das bereits die Schweden eingedrungen waren. Die Schweden unter Führung von Pfalzgraf von Sulzbach zogen sich vor dieser Übermacht zurück und ließen viele Ortschaften wie Pinneberg, Segeberg und Uetersen in Flammen aufgehen. Aber nicht nur die Schweden hinterließen ihre Spuren. Die Bundesgenossen, unter ihnen überwiegend die Polen, brachten Not und Elend mit sich, sodass der Krieg noch lange als „Polackenkrieg“ in Erinnerung blieb.
Durch die Kriege, Krankheiten war in Uetersen und der Umgebung die Einwohnerzahl erheblich zurückgegangen. Die Armut tat ihr Übriges: „Die Leute waren verwildert“ und ihre Höfe heruntergekommen, sodass sich die Wölfe ungehindert vermehrten. „Die Wolfsplage war so groß, daß auf dem Landtage 1650 Beratungen stattfanden, um den ‚grisen Hund‘ zu vertilgen.“ Bis heute erzählt man von einem Dorf, das im Kummerfelder Wohld lag (etwa 12 km Luftlinie von Uetersen entfernt), das nach dem Krieg wegen der Wölfe abgebrochen wurde.

### 18. Jahrhundert
So wie das 17. Jahrhundert endete, begann auch das 18. Jahrhundert. Neue Schrecken verbreiteten die Schweden im Nordischen Krieg. Sie brannten unter Führung von General Magnus Stenbock im Jahr 1713 Altona nieder und zogen weiter in das nahe Pinneberg.
Das 18. Jahrhundert war in seinem weiteren Verlauf frei von großen kriegerischen Ereignissen im Ort. Doch nun forderten die Pest und das feuchte Element ihren Tribut. 1711 breitete sich von Polen und Pommern über Hamburg die Pest aus, sodass im Sommer 1712 von Wedel aus die Herrschaft Pinneberg von der Seuche heimgesucht wurde und es auch in Uetersen Opfer gab. Zu den größten Katastrophen Uetersens zählt die verheerende Sturmflut von Weihnachten 1717, bei der der Ort und die angrenzende Haseldorfer- und Seestermüher Marsch derart überflutet wurden, dass man mit Kähnen bis in das zehn Kilometer entfernte Elmshorn fahren konnte. Weitere schwere Sturmfluten waren die vom 16. April 1745 und vom 7. Oktober 1756, bei der die Stadt meterhoch überflutet wurde und 62 Menschen ertranken. Am 19. Dezember 1792 ereignete sich noch eine verheerende Sturmnacht, bei der wenige Häuser unbeschädigt blieben und zahlreiche Bäume entwurzelt wurden. Im Jahr 1762 breitete sich das größte Torffeuer im Herzogtum Holstein von Uetersen aus. Es erstreckte sich weit in die Grafschaft Rantzau und Herrschaft Pinneberg auf beiden Seiten, sodass man kaum in diese Gegenden reiten oder fahren konnte. Dabei wurden mehrere tausend Mark Torf vernichtet.
Trotz der Pest und der Naturkatastrophen entwickelte sich Uetersen durch Benedikt von Ahlefeldt zum damals bedeutendsten Ort in Holstein. Benedikt von Ahlefeldt ließ als Bauherr das heute noch bestehende Propsteigebäude (1733/34) und die neue Klosterkirche in Uetersen durch seinen Architekten Jasper Carstens errichten. Er ließ 1737 die von Elmshorn kommende durch Uetersen führende Straße pflastern (die heutige B 431) und den „Buttermarkt“ mit dem „Jungfernstieg“ zur Drehscheibe des kulturellen Lebens werden. Zur gleichen Zeit wurde die erste Apotheke eröffnet (1737) und die ersten Gilden wurden gegründet (1738 Schumacher, 1739 Schmiede und 1751 die Töpfergilde). Zeitgleich entstanden die ersten Schulen (1719) auf Initiative der Klosterpriorin Ida Hedwig von Brockdorff und Alexander Kölpins. Die spätere „Rektorschule“ hatte im ganzen Land einen so hervorragenden Ruf, dass Schüler wie Johannes Rehmke oder die Neffen von Helmuth Karl Bernhard von Moltke sie besuchten.
Die Einwohner handelten überwiegend mit Korn, Bier, Kalk, Torf und Pferden. Besonders der Handel mit Korn brachte einen gewissen Reichtum mit sich und einige, zur damaligen Zeit imposante Gebäude entstanden. Der Hafen war Umschlagspunkt für Muscheln, die zum Kalkbrennen benötigt wurden. Camerer berichtete in seinen Vermischte historisch-politische Nachrichten über diese Gegend am Hafen: „Oefters habe ich an den jungen Telemaque gedacht, wenn er die Schönheit Aegyptens beschreibt…Es steht übrigens artig aus, wenn man diese Gegend durchsieht, große weiße Berge liegen an dem Ufer, und von ferne weiß der Fremde nicht, was es ist. Kommt man aber näher, so erklärt sich die Sache. Es sind kleine weiße Seemuscheln, welche von Holland gebracht werden, und daraus hier Kalk gebrennet wird.“.
Andere Kaufleute handelten mit Bier und Pferden, Bier führten sie in großen Mengen nach Altona aus, der Pferdehandel mit Hamburg war ein einträgliches Geschäft. Die einfachen Leute betrieben den Handel mit Wolle nach Hamburg, die dort weiterverarbeitet wurde.
Zwischen 1790 und 1795 ereigneten sich in den Herzogtümern 19 Erhebungen und Unruhen, von denen zehn im Zusammenhang mit der Teuerungswelle der neunziger Jahre standen. Die Instenunruhen in Kaltenkirchen (1794) wurden durch den Obristen Johann von Ewald niedergeschlagen, der darauf in Elmshorn und Klostersande Quartier bezog. In Uetersen kam es Ende Oktober desselben Jahres zu Aufständen. Mehr als 200 Menschen, überwiegend aus der Unterschicht, gingen auf die Straßen. Sie bewarfen unter anderen die Häuser des Zollverwalters Titus Kölpin und des Kornhändlers Knoop mit Steinen, weil diese Korn und Getreide ausführten. Erst durch den Einsatz von zwei Schwadronen des Obristen Ewald wurde die Ruhe wiederhergestellt. Diese Unruhen erregten große Aufmerksamkeit in der Gesellschaft.

### 19. Jahrhundert
Nach der Völkerschlacht bei Leipzig wurde das nahegelegene Hamburg in der sogenannten Hamburger Franzosenzeit von den schwedischen, preußischen und russischen Truppen im Mai 1814 befreit. Anschließend quartierte sich der größte Teil dieser Truppen im südlichen Schleswig-Holstein ein. Im darauffolgenden Kosakenwinter litt die Uetersener Bevölkerung unter dem Überfall des Lüneburger Husarenregiments und der Einquartierung der Truppen der Generale von Pahlen und von Woronzow. Fast täglich zogen fremde Truppen über die alte Heerstraße durch den Ort. In allen Privathäusern und öffentlichen Gebäuden waren Soldaten einquartiert, die verpflegt werden mussten. Es kam zu Plünderungen, Brandschatzungen und Überfällen auf die Bevölkerung. In dieser Zeit berührten etwa 48.000 Soldaten mit 28.800 Pferden den Ort. Die gesamten durch Beschädigungen, Überfälle und Erpressungen verursachten Kosten beliefen sich auf etwa 20.000 Taler. Nachdem die Truppen abgezogen waren, erhielt das Kloster eine Vergütung in Bons (Russenschuld). Die Uetersener Bevölkerung wurde dagegen nicht entschädigt. Noch bis Mitte der 1970er Jahre waren im Waldgebiet Langes Tannen auf dem sogenannten Russenberg Gräber von russischen Soldaten zu finden, die während des Kosakenwinters in Uetersen gestorben waren.
Um 1818 brach in dem Ort eine Ruhr-Epidemie aus. Theodor von Kobbe schrieb in seinem Buch Humoristische Erinnerungen aus meinem academischen Leben in Heidelberg und Kiel in den Jahren 1817–1819 über die Krankheit: „daß Uetersen damals von einer gräßlichen Seuche, der Ruhr, heimgesucht wurde, welche in dem etwa aus 400 Feuerstellen bestehenden Orte damals kaum fünf Häuser … verschont und fast aus allen ein Opfer gefordert hatte“.
1823 wurde die Uetersener Grönlandkompanie gegründet, die wie mehrere andere Städte an der Unterelbe und den schiffbaren Nebenflüssen Walfang betrieb. Bedeutende Uetersener Grönlandfahrer waren Matthias Karlau, Bartholomäus Heinrich Meinert, Otto Mehlen und Jacob Thormählen. Das erste und einzige Schiff „Freundschaft“ wurde in Altona ausgerüstet. Mehrere Expeditionen wurden mit viel Aufwand ins Nordmeer unternommen. Doch die Wal- und Robbenfangerfolge waren vergleichsweise gering. 1850 wurde das Schiff in „Freya“ umgetauft und von Juni 1850 bis Juni 1857 wurden rund 7400 Robben, zwei Walfische und vier Eisbären gefangen. Mit dem Untergang des einzigen Uetersener Walfangschiffs am 8. April 1859 während eines Schneesturms vor Grönland fand der Walfang Uetersens ein jähes Ende. Am 23. August 1848 begann von Uetersen aus eine große Cholera-Epidemie, die den gesamten Kreis Pinneberg erfasste und durch die unzählige Menschen starben. Eingeschleppt, so vermutete man damals, durch „Schifferknechte“ die mit einem Ewer von Hamburg gekommen waren. Auch die Schleswig-Holsteinische Erhebung forderte Opfer, obwohl keine Kampfhandlungen in der Nähe stattfanden.
Nach dem Deutsch-Dänischen Krieg wurden Verwaltung und Justiz 1867 getrennt. Uetersen wurde ein eigenes Amtsgericht zugesprochen, das im selben Jahr seine Arbeit aufnahm. Zunächst wurde in angemieteten Amtsräumen Recht gesprochen, 1880 erfolgte dann der Umzug in das Amtsgericht Uetersen. Es unterstand dem Landgericht Altona und ab 1937 dem Landgericht Itzehoe. Im Jahre 1981 wurde das Amtsgericht Uetersen aufgelöst.
Am 13. Januar 1870 wurde dem Flecken Uetersen die Städteordnung verliehen.

### Industrialisierung
Im 19. Jahrhundert erlebte Uetersen im Zuge der Industriellen Revolution ein schnelles Bevölkerungswachstum. Die Bevölkerungszahl stieg von 2600 (1803) auf rund 6000 (1898) Einwohner. Durch Kunststraßen mit Elmshorn, Pinneberg und Wedel bzw. Altona verbunden, wurde ein reger Handel betrieben. Die Einwohner betrieben hauptsächlich Groß- und Kleingewerbe, Handel, Landwirtschaft und Schifffahrt. Verhältnismäßig bedeutend war das Großgewerbe.
22 Betriebe im Ort beschäftigten je mehr als 5 Arbeiter. Die größten wurden mit Dampf betrieben, darunter eine Zigarrenkisten-, eine Hut- und eine Posamentierwarenfabrik mit 36 Arbeitern. Weitere mit Dampf betriebene waren eine Dünger-, eine Ofen- und Fliesenfabrik, sechs Getreide- und Lohmühlen und zwei Zementfabriken, von denen eine die erste und lange Zeit die einzige deutsche Portlandzementfabrik nach englischem Muster war und 350 Arbeiter beschäftigte. In der Umgebung wurde mit der Anfertigung von Fassbändern in rund 40 Geschäften ein reger Handel betrieben. Die Erzeugnisse fanden in Hamburg, Dänemark, Schweden und Amerika Absatz.
Etwa 3400 Schiffe benutzten jährlich die Lösch- und Ladeplätze der Stadt. Im Jahr 1880 begann der Uetersener Gärtnermeister Ernst Ladewig Meyn als Erster mit der Okulation (Veredlung) von Rosen. Diese Methode, Rosen kostengünstig zu vermehren, war die Wiege der Rosenzucht. Bis 1900 veränderte sich das Stadtbild stark, die einfachen Holzhäuser wurden durch Neubauten ersetzt, andere wurden durch Erkerausbauten erweitert. 1857 wurde die erste Gasanstalt eines Fleckens im Lande eingeweiht und 1858 erleuchteten die ersten Gaslaternen den Ort, die bis 1879 die Petroleumlampen ablösten.
In der Stadt gab es nun mehrere kaufmännische Geschäfte, Hotels und Gastwirtschaften, vier Ärzte, eine Apotheke und eine Zeitung. Es entstanden Wohlfahrtseinrichtungen, eine zwölfklassige Volksschule, eine achtklassige Mädchenbürgerschule und eine sechsklassige Knabenmittelschule. Weitere Schulen waren die königliche Seminarübungsschule, die Städtische Präparendenschule und die höhere Töchterschule. Die städtische Verwaltung wurde von einem Bürgermeister, zwei Stadträten und zwölf Stadtverordneten geleitet. Das Vermögen der Stadt betrug am Ende des 19. Jahrhunderts 1.134.960 Mark.
Früh entwickelte sich auch in Uetersen die Arbeiterbewegung. Ende August 1865 stiftete Karl von Bruhn die erste Gemeinde des Allgemeinen Deutschen Arbeitervereins in Uetersen. Auf der Generalversammlung des Allgemeinen Deutschen Arbeitervereins in Hannover vom 26. Mai bis 5. Juni 1874 waren die Uetersener Arbeiter durch H. Winter erstmals organisatorisch vertreten. Auf den Gothaer Vereinigungskongress 1875 vertrat H. Fahl die Parteimitglieder aus Pinneberg, Barmstedt und Uetersen der SDAP Bebels und Liebknechts. 1889 kam es zu einem Zementarbeiterstreik in Uetersen und Moorrege. Der Streik wurde am 16./18. Mai 1889 in Breslau beim Kongress Deutscher Töpfer beschlossen, auf dem die hiesigen Töpfer durch den Hauptagitator Warting aus Uetersen vertreten wurden. 260 der 380 Arbeiter streikten für bessere Arbeitsbedingungen. Nach knapp zwei Wochen gaben die streikenden Arbeiter trotz der materiellen Unterstützung durch die Bevölkerung aus finanziellen Gründen auf. Der Streik sorgte bis Ende 1889 für Zündstoff in der öffentlichen Auseinandersetzung der Uetersener Bevölkerung. Diesem Arbeiterkampf folgte 1889 und 1890 eine Vielzahl von Streiks im Deutschen Reich, die erst nach Aufhebung des Sozialistengesetzes legal wurden.

### 20. Jahrhundert
In der örtlichen Erinnerung verankert ist ein Ereignis aus dem Jahr 1904. Bei den Feierlichkeiten anlässlich des Geburtstags Kaiser Wilhelms II. brachen fünf Kinder im Eis eines Teiches am ehemaligen Ochsenweg ein und ertranken. Ihnen zu Ehren wurde ein über drei Meter hoher Gedenkstein auf dem Neuen Friedhof errichtet. Später wurde der Teich trockengelegt und es entstand dort eine Schule.
Im Jahr 1913, gründete der damalige Wehrführer der Freiwilligen Feuerwehr Uetersen die freiwillige Sanitätskolonne und baute den ersten Krankenwagendienst im Kreis Pinneberg auf. Im selben Jahr wurde feierlich der Kaiser-Wilhelm-Rosengarten eingeweiht, der seinen Namen zu Ehren des 25. Regierungsjubiläums Kaiser Wilhelms II. erhielt. Die Einweihungsfeier fand mit vielen Gästen aus dem In- und Ausland statt.

#### Erster Weltkrieg
Während des Ersten Weltkriegs (1914–1918) herrschte in der Stadt große Not, weil der Einzelhandel und das Gewerbe brachlagen und es an Lebensmitteln und Kleidung immer stärker mangelte. Die Frauen der zum Kriegsdienst einberufenen Männer und die ledigen Frauen wurden an Stelle der fehlenden Männer zur Arbeit verpflichtet. Die Lebensmittel wurden auf besondere Karten abgegeben, und für Bekleidungsstücke benötigten die Bürger behördliche Bezugsscheine, ebenso teilweise für andere Bedarfsgegenstände. Die Versorgungsschwierigkeiten traten besonders im berüchtigten „Steckrübenwinter 1916/17“ auf, hinzu kam der strenge Frost und der Heizkohlenmangel. Aus Geldmitteln der Stadt und Zuwendungen aus Reihen der Kaufmannschaft, Immobilienbesitzer, Vereine und anderer Institutionen wurde es ermöglicht, im Keller des Rathauses eine Volksküche zu unterhalten, die vielen Einwohnern den Hunger stillen half. Diese „Volksküche“ wurde noch bis nach dem Krieg betrieben. Nach Beendigung des Ersten Weltkriegs kehrten 307 Uetersener Männer nicht zurück und galten als „gefallen“ oder „vermisst“.

#### Nach dem Ersten Weltkrieg
Kurz nach Beginn des Ersten Weltkriegs stiegen die Preise allgemein an, die Geldmittel wurden immer geringer, und die Goldmark verlor immer weiter an Wert. Während der Hyperinflation 1923 verschwand das Kupfergeld fast vollständig und auch an sonstigem Kleingeld mangelte es bald, sodass die Stadt sich genötigt sah, selbst Geldscheine herstellen zu lassen: zunächst nur 25- und 50-Pfennig-Scheine, später auch höherwertige, hauptsächlich als Notgeld. Im November 1923 gelang es, die Inflation zum Stehen zu bringen; die Rentenmark wurde eingeführt und fast alle Uetersener Bürger und Unternehmen fingen bei „Punkt Null“ wieder an. Die Stadt zählte zu den wirtschaftlichen Notgebieten Preußens. Die damalige ungünstige Verkehrslage wirkte sich negativ aus, denn die Stadt war an die Eisenbahnstrecke Altona—Kiel nur über eine Nebenbahn (die Uetersener Eisenbahn) angeschlossen. Die einst bedeutende Zement- und Ziegelindustrie wurde 1930 stillgelegt, die großen Gerbereibetriebe und das Mühlengewerbe hatten kaum etwas zu tun. Sie schlossen nach und nach oder reduzierten den Betrieb.
Bei den Wahlen zu dem Stadtverordnetenversammlung und den Gemeindevertretungen am 2. März 1919 wurde die SPD zur dominierenden politischen Kraft in der Stadt, während in den umliegenden Landgemeinden die bürgerlichen Kräfte vorn lagen. Diese hatten sich überwiegend zu Einheitslisten zusammengeschlossen. Die drauf folgende Wahl zum preußischen Landtag, Provinziallandtag Schleswig-Holstein und zum Kreistag am 20. Februar 1921 brachte einen „Rechtsruck“ mit sich. Die SPD und die DDP mussten Verluste hinnehmen, während die DVP und die DNVP Gewinne zu verzeichnen hatten. Die Kommunalwahl am 4. Mai 1924 sorgte für einen weiteren Triumph für die bürgerlichen Parteien, die sozialdemokratische Mehrheit der Stadt ging verloren. Bei einer weiteren Kommunalwahl am 17. November 1929 trat die NSDAP noch nicht in Erscheinung, weil es ihr an geeigneten Kandidaten fehlte, die gegen die bekannten Kommunalpolitiker antreten konnten. So dominierte weiterhin die bürgerlichen Liste („Gerechtigkeit und Wahrheit“) in der Stadt, die „Sonderinteressen“ verschiedener Bevölkerungsschichten vertrat.
Eine für diese Breiten ungewöhnliche Naturkatastrophe ereignete sich am 10. August 1925, als die Windhose von Uetersen der Stärke F3 große Teile von Uetersen zerstörte. Das Unwetter dauerte über eine Viertelstunde, die Schneise der Verwüstung hatte eine Breite von etwa zehn Kilometern, tausende Fensterscheiben wurden zertrümmert, unzählige Dächer durch Hagelschlag zerstört, Fabrikschornsteine stürzten um und die Ernte wurde überwiegend vernichtet. Hundertjährige Bäume wurden entwurzelt oder wie Streichhölzer geknickt, darunter auch das damalige Wahrzeichen der Stadt, eine 700-jährige Eiche. Ein Toter und 13 zum Teil schwer Verletzte waren zu beklagen. Der Sachschaden an Gebäuden und landwirtschaftlichen Werten betrug zirka vier Millionen Reichsmark (umgerechnet 13,2 Millionen Euro), die Beseitigung der Schäden dauerte Monate. Der für die Stadt bedeutende Gartenbau benötigte mehrere Jahre, um sich von dieser Naturkatastrophe zu erholen.
Im selben Jahr nahm von Uetersen aus eine Postbuslinie ihren Betrieb auf, die dreimal täglich verkehrte. 1928 feierte die Stadt das 49. Norddeutsche Bundesschießen mit rund sechstausend Festteilnehmern. Am 24. März 1938 zerstörte ein Großbrand Röpckes Mühle, den damals größten Mühlenbetrieb Schleswig-Holsteins. Mehr als 150 Helfer der Uetersener Feuerwehr und den Nachbarwehren aus Moorrege, Heist, Groß Nordende und Elmshorn sowie 100 Soldaten vom Fliegerhorst Uetersen waren im Einsatz. 1929 zeigte der Winter sein härtestes Gesicht, in der Nacht vom 10. auf den 11. Februar fiel die Temperatur auf −24 °C, sämtliche Pumpanlagen fielen aus und innerhalb dieser Nacht erreichte das Eis auf der Pinnau eine Stärke von 15 cm. Es war bisher der kälteste überlieferte Winter.
Ende 1934 begannen die ersten Verhandlungen über dem Bau eines Militärflugplatzes auf dem Gelände des heutigen Flugplatz Uetersen/Heist. Auslöser war der Magistrat der Stadt, der sich durch den Bau eines Fliegerhorstes eine wesentliche Verbesserung der wirtschaftlichen Struktur erhoffte. Im März 1935 wurde mit dem Bau des Militärflugplatzes begonnen, und am 29. August 1936 fand die offizielle Richtfeier im Rathaus Uetersen statt. Knapp fünf Wochen später, am 3. Oktober 1936, wurde Uetersen Garnisonsstadt, und unter dem Kommandeur Oberst Hans Hückel zog die Flieger-Ersatzabteilung 37 in der Stadt ein und belegte die neu errichteten Kasernen auf dem Fliegerhorst. Am 31. Oktober desselben Jahres fand die erste Rekrutenvereidigung statt.

#### Aufkommen des Nationalsozialismus
Bereits bei der Reichstagswahl im Juli 1932 gewann die Nationalsozialistische Deutsche Arbeiterpartei (NSDAP) in Schleswig-Holstein 51 % der Wähler, während das reichsweite Ergebnis 37 % betrug. Zu den Ursachen dieses einzigartigen Aufstiegs des Nationalsozialismus im Norden gibt es zahlreiche Untersuchungen. Angeführt werden unter anderem die Abtretung Nordschleswigs, die Auswirkungen der Weltwirtschaftskrise auch auf landwirtschaftliche Betriebe und die entstehende Landvolkbewegung, die geringe konfessionelle Bindung von Wählerschichten an eine Partei und der Einbruch in das bürgerliche Wählerpotential von Deutscher Volkspartei (DVP) und Deutschnationaler Volkspartei (DNVP).
| Wahlergebnis zur Reichstagswahl im Juli 1932: | Wahlergebnis zur Reichstagswahl im Juli 1932: | Wahlergebnis zur Reichstagswahl im Juli 1932: | Wahlergebnis zur Reichstagswahl im Juli 1932: | Wahlergebnis zur Reichstagswahl im Juli 1932: | Wahlergebnis zur Reichstagswahl im Juli 1932: | Wahlergebnis zur Reichstagswahl im Juli 1932: | Wahlergebnis zur Reichstagswahl im Juli 1932: | Wahlergebnis zur Reichstagswahl im Juli 1932: | Wahlergebnis zur Reichstagswahl im Juli 1932: |
| Partei                                        | NSDAP                                         | SPD                                           | KPD                                           | DNVP                                          | CsV                                           | DStP                                          | DVP                                           | Zentrum                                       | WP                                            |
| --------------------------------------------- | --------------------------------------------- | --------------------------------------------- | --------------------------------------------- | --------------------------------------------- | --------------------------------------------- | --------------------------------------------- | --------------------------------------------- | --------------------------------------------- | --------------------------------------------- |
| Stimmen                                       | 2190                                          | 1564                                          | 466                                           | 176                                           | 128                                           | 34                                            | 32                                            | 25                                            | 11                                            |

In Uetersen hatten SPD und KPD bei der Reichstagswahl im November 1932 noch eine starke Wählerschaft. Die NSDAP konnte 2037 Stimmen verbuchen, die SPD erhielt 1480, die KPD 537. Unter Leitung von Victor Andersen (SPD) und anderen wurde der Widerstand in Uetersen und Umgebung organisiert; spektakuläre Aktionen wie die Verhinderung des Aufmarsches von 600 SS-Anhängern im Dezember 1932 wurden durchgeführt. An einer Demonstration gegen die Nationalsozialisten am 18. Februar 1933 nahmen über 750 Personen teil.
| Wahlergebnis zur Reichstagswahl im November 1932: | Wahlergebnis zur Reichstagswahl im November 1932: | Wahlergebnis zur Reichstagswahl im November 1932: | Wahlergebnis zur Reichstagswahl im November 1932: | Wahlergebnis zur Reichstagswahl im November 1932: | Wahlergebnis zur Reichstagswahl im November 1932: | Wahlergebnis zur Reichstagswahl im November 1932: | Wahlergebnis zur Reichstagswahl im November 1932: | Wahlergebnis zur Reichstagswahl im November 1932: | Wahlergebnis zur Reichstagswahl im November 1932: |
| Partei                                            | NSDAP                                             | SPD                                               | KPD                                               | DNVP                                              | CsV                                               | DStP                                              | DVP                                               | Zentrum                                           | WP                                                |
| ------------------------------------------------- | ------------------------------------------------- | ------------------------------------------------- | ------------------------------------------------- | ------------------------------------------------- | ------------------------------------------------- | ------------------------------------------------- | ------------------------------------------------- | ------------------------------------------------- | ------------------------------------------------- |
| Stimmen                                           | 2037                                              | 1480                                              | 573                                               | 269                                               | 130                                               | 48                                                | 45                                                | 28                                                | 6                                                 |

#### Die Zeit des Nationalsozialismus
| Wahlergebnis zur Reichstagswahl im März 1933: | Wahlergebnis zur Reichstagswahl im März 1933: | Wahlergebnis zur Reichstagswahl im März 1933: | Wahlergebnis zur Reichstagswahl im März 1933: | Wahlergebnis zur Reichstagswahl im März 1933: | Wahlergebnis zur Reichstagswahl im März 1933: | Wahlergebnis zur Reichstagswahl im März 1933: | Wahlergebnis zur Reichstagswahl im März 1933: | Wahlergebnis zur Reichstagswahl im März 1933: | Wahlergebnis zur Reichstagswahl im März 1933: |
| Partei                                        | NSDAP                                         | SPD                                           | KPD                                           | DNVP                                          | CsV                                           | DStP                                          | DVP                                           | Zentrum                                       | DBP                                           |
| --------------------------------------------- | --------------------------------------------- | --------------------------------------------- | --------------------------------------------- | --------------------------------------------- | --------------------------------------------- | --------------------------------------------- | --------------------------------------------- | --------------------------------------------- | --------------------------------------------- |
| Stimmen                                       | 2363                                          | 1476                                          | 479                                           | 259                                           | 112                                           | 16                                            | 37                                            | 22                                            | 1                                             |

Die NSDAP erreichte bei der Reichstagswahl im März 1933 in der Stadt einen überwältigenden Stimmenanteil von über 52 % (Kreis Pinneberg 53,6 %). Obwohl der Wahlkampf von SPD und KPD durch Zeitungsverbote, gewaltsame Störungen von Wahlversammlungen und Verhaftungen beeinträchtigt worden war, konnten beide Parteien die absolute Stimmenzahl annähernd wieder erreichen. Nach der ebenfalls im März 1933 durchgeführten Wahl zu Landtag, Kreistag und zur Stadtvertretung erhielt die NSDAP in Uetersen elf der 18 Sitze, die SPD sechs und die KPD einen Sitz.
Im März 1933 wurden in Uetersen zwölf SA- und SS-Angehörige als Hilfspolizisten vereidigt; es folgten Verhaftungen von KPD-Funktionären und Hausdurchsuchungen. Die SPD- und KPD-Abgeordneten wurden aus der Stadtvertretung entfernt, der damalige Bürgermeister Heinrich Wellenbrink musste sein Amt aufgeben. Die Gewerkschaften wurden gleichgeschaltet und die Nationalsozialisten bemächtigten sich der gewerkschaftlichen Traditionen. So wurde der 1. Mai in einer großen Demonstration unter Führung der nationalsozialistischen Politiker begangen. Am 1. Mai 1933 wehte aber auch eine „Rote Fahne“ auf dem Schornstein der Papierfabrik befestigt.
Am 10. Mai 1933 fand auch in Uetersen im Zuge einer „Aktion wider den undeutschen Geist“ der Deutschen Studentenschaft eine Bücherverbrennung statt, öffentlich wurden auf den Buttermarkt Bücher von jüdischen, marxistischen und pazifistischen Autoren verbrannt.
Nach dem Verbot der SPD im Juni 1933 waren weitere Funktionäre der KPD und SPD Opfer der Verfolgungen, darunter der ehemalige Elmshorner Bürgermeister Fritz Petersen. Die bürgerlichen Vereine wurden gleichgeschaltet.
Die KPD hatte sich auf einen Widerstand in der Illegalität eingestellt. Parteimitglieder versuchten Propagandamaterial über die dänische Grenze einzuschleusen, verbreiteten Flugblätter und unterstützten die Familien inhaftierter Genossen durch heimliche Geldsammlungen. Die Täter der illegalen Aktionen wurden aufgespürt. Die Gestapo verhaftete 1935 im Kreis Pinneberg 269 Widerstandskämpfer. Acht führende KPD-Funktionäre wurden am 13. November 1935 in der „Strafsache gegen Johannes Offenborn und Andere“ wegen „Vorbereitung eines hochverräterischen Unternehmens“ zu hohen Zuchthausstrafen verurteilt. In 23 Folgeprozessen standen 261 weitere Personen, unter ihnen 31 aus Uetersen, vor Gericht, das insgesamt 661 Jahre Zuchthaus und 40 Jahre Gefängnis verhängte.
Im Jahr 1934 feierte man den 700. Stadtgeburtstag und die Eröffnung des neuen Rosariums. Der Stadtgeburtstag und die Rosenschau, die damals größte ihrer Art in ganz Deutschland, wurden für die NS-Propaganda benutzt. Adolf Hitler wurde Ehrenbürger der Stadt und die Friedrich-Ebert-Schule in Adolf-Hitler-Schule umbenannt. Im Rosarium wurde ein Gedenkstein an die Windhose von 1925 gesetzt, der Baumstumpf der 700-jährigen Eiche entfernt und durch die neu gepflanzte Adolf-Hitler-Eiche ersetzt. 1936 bezog die 1930 gegründete NSDAP-Ortsgruppe Uetersen das ehemalige Privatschulgebäude in der Moltkestraße. Dieses wurde von der Uetersener Bevölkerung Braunes Haus in der Moltkestraße genannt. Nach der nationalsozialistischen Herrschaft wurde in dem Gebäude ein Sanatorium eingerichtet. 1939, kurz vor dem Ausbruch des Zweiten Weltkriegs, hatte die NSDAP-Ortsgruppe 568 Mitglieder, von denen 61 politischer Leiter bzw. Amtswalter waren.
Etwa 1650 Kriegs- und Zivilgefangene aus 21 Staaten, überwiegend aus Frankreich, Polen und der Sowjetunion, waren in Uetersen kaserniert und wurden zum Teil zur Arbeit in Industriebetrieben und in der Landwirtschaft gezwungen. Mit 358 Zwangsarbeiterinnen war die MESSAP (Deutsche Messapparate GmbH), eine Tochter der Schwarzwälder Uhrenfabrik Junghans, der größte Rüstungsbetrieb in der Stadt; dort wurden Zeitmessapparate und Zünder montiert. Ein weiterer Rüstungsbetrieb mit 135 Zwangsarbeitern waren die Pinnauwerke GmbH, ein Ableger der Drägerwerke in Lübeck, die Gasmasken und Filter herstellten.
255 Gefangene aus verschiedenen Nationen waren im damaligen Hotel „Deutsches Haus“ und 130 Franzosen in einer Jugendherberge untergebracht. Im Barackenlager am Esinger Steinweg lebten 250 Männer aus Polen und der Sowjetunion. In den Gebäuden der Nordmark-Werke waren 160 Frauen eingesperrt und in einer Baracke am Schützenplatz 200 Männer. Auf dem Friedhof erinnern rund 30 Grabsteine an die Kriegsgefangenen und deren Kinder, die an Krankheit oder Erschöpfung starben.

#### Zweiter Weltkrieg
Nach dem Ausbruch des Zweiten Weltkrieges wurden auch in Uetersen aus „kriegswirtschaftlicher Notwendigkeit“ Kraftfahrzeuge beschlagnahmt, stillgelegt oder durften nur mit Ausnahmegenehmigungen gefahren werden. Für die Abendstunden wurde die Verdunklungspflicht angeordnet. Die Hitlerjugend sammelte für das Winterhilfswerk und die Uetersener Bevölkerung bekam Lebensmittelkarten und Bezugsscheine für die Grundversorgung. Ebenso wurde zum Energiesparen und zu Sachspenden aufgerufen. Mit Beginn des Totalen Krieges im Jahr 1943 wurden die meisten Betriebe der Stadt stillgelegt, da es an Waren und Rohstoffen fehlte; die nicht wehrpflichtigen Männer wurden zu kriegswichtigen Arbeiten herangezogen. 1944 wurden, wie im ganzen Land, die letzten Kräfte für den Krieg mobilisiert. Fast alle Uetersener Männer vom 17. bis zum 59. Lebensjahr wurden gemustert und sofort eingezogen. Die restlichen Jungen, Mädchen und Frauen wurden im Oktober 1944 aufgrund eines Wehrmachtserlasses zu Kranken- oder Wehrmachtshelfern ausgebildet. Die Uetersener Bevölkerung musste von da an mit gravierenden Einschränkungen leben. So wurde neben den Lebensmitteln auch der elektrische Strom zugeteilt.
Uetersen überstand den Zweiten Weltkrieg ohne größere Zerstörungen. In der Nacht vom 6. zum 7. Juni 1940 flog die Royal Air Force einen Direktangriff auf Uetersen. Einige Häuser im Osten der Stadt wurden zerstört. Dabei gab es einen Toten und etwa 30 Verletzte. Vom 11. bis zum 28. Juni überflogen in mehreren Wellen feindliche Flugzeuge die Stadt und warfen in der Nähe wahllos Bomben ab. Ein weiterer Direktangriff folgte in der Nacht vom 8. zum 9. September 1940. Dabei wurden in Uetersen und Umgebung rund 25 Spreng- und Brandbomben abgeworfen, die einige Häuser im Stadtgebiet zum Teil schwer beschädigten. Zwei Flugzeuge wurden dabei abgeschossen. Die vier Besatzungsmitglieder eines Flugzeugs wurden gefangen genommen und dabei Kartenmaterial von Uetersen und Umgebung sichergestellt, auf dem die Ziele rot gekennzeichnet waren. Das zweite Flugzeug konnte noch an der Elbe entlang gleiten und versank später.
Gegen Ende des Zweiten Weltkrieges begann man damit, nationalsozialistisches Beweismaterial zu vernichten. Militärische Anlagen wurden gesprengt, Akten, Aufzeichnungen, Parteiuniformen, Parteibücher und Hakenkreuzfahnen verbrannt, Pistolen, Maschinengewehre und Panzerfäuste in der Pinnau und im Rosarium versenkt. Parteiabzeichen und Ähnliches wurden heimlich vergraben. Die deutschen Truppen aus Hamburg, Wedel und dem nahegelegenen Fliegerhorst zogen sich über Uetersen auf eine Verteidigungslinie Elmshorn-Barmstedt-Alveslohe zurück, doch es kam zu keinen Kampfhandlungen mehr.
Am Abend des 4. Mai 1945 kapitulierten die deutschen Verbände in Norddeutschland und am darauffolgenden Tag wurde die Kapitulationsurkunde auf dem Timmeloberg unterzeichnet. Britische Panzertruppen von Moorrege, über die Pinnau kommend, besetzten Uetersen und beendeten die nationalsozialistische Herrschaft in der Stadt. Der Uetersener Bürgermeister der NSDAP, Hermann Dölling, wurde nach der Besetzung durch britische Panzertruppen im Rathaus verhaftet und im Rahmen der Entnazifizierung in ein Internierungslager gebracht. Er wurde später als „entlastet“ eingestuft.
Im Zweiten Weltkrieg sind etwa 1200 Uetersener gefallen und rund 400 kamen in Kriegsgefangenschaft, etwa 220 gelten bis heute als vermisst.

#### Nachkriegszeit
Nach dem Einmarsch der Alliierten und dem Ende des verlorenen Krieges herrschte von 1945 bis 1950 große Not. Ganze Straßenzüge wurden vom britischen Militär besetzt und die Bewohner mussten sich neue Unterkünfte suchen. Durch die vielen Flüchtlinge, Heimkehrer und Vertriebenen und die Kriegs- und Zivilgefangenen aus 21 Ländern Europas war die Einwohnerzahl auf über 14.800 angestiegen. Die Neubürger waren in Turnhallen, Kellerräumen und leeren Fabriken untergebracht. Zusätzlich hielten sich über tausend Personen illegal in der Stadt auf. Bis 1946 konnte die Gasversorgung in der Stadt nicht wieder aufgenommen werden. Es fehlte an Kohle und das knappe Holz wurde eingeteilt. Mit Brennhexen, kleinen beweglichen Öfen, wurden oft nur einzelne Zimmer beheizt, und an den Innenwänden bildeten sich Eisschichten. Aus alten Decken wurden in Handarbeit Mäntel hergestellt und das ehemalige Lager der Wehrmacht wurde geplündert. Aus vorgefundenen NS-Fahnen wurden rote Faltenröcke genäht und aus ausgedienten Mehlsäcken wurden verschiedene Kleidungsstücke hergestellt. In diese Zeit fiel auch der Hungerwinter 1946/47, der als schwerster des 20. Jahrhunderts in die Geschichte einging. In der Stadt erfroren rund 20 Menschen oder starben an Entkräftung. Bei der Schwedenspeisung zur gleichen Zeit wurde zudem versucht, mit Massenspeisungen Kinder und Erwachsene in den Wintermonaten mit vier warmen Suppen täglich zu versorgen, um sie vor dem Erfrierungstod zu retten.
Bis zur Währungsreform gab es nur wenige Sachen zu kaufen. Der Tauschhandel wurde groß geschrieben und in der Stadt wurden in einigen Geschäften Tauschzentralen eingerichtet, wo verschiedene Dinge angeboten wurden. Badewannen waren Mangelware und es wurde einmal in der Woche „reihum“ gebadet. In der Stadt gab es eine Badeanstalt mit zwei bis drei Badewannen, die kurzzeitig gemietet werden konnten. Ein Vollbad kostete etwa 1 Mark.
Anfang der 1950er Jahre begann der wirtschaftliche Aufschwung. Das 1952 begonnene Hafenbecken wurde 1963 nochmals ausgebaut. Uetersen bekam damit den größten Binnenhafen auf der rechten Unterelbeseite. Wohngebäude wurden in großem Stil errichtet. In der Stadtmitte wurde ein großer Marktplatz angelegt und eine geregelte Schmutzwasserentsorgung und Müllabfuhr eingerichtet. In den 1950er und 1960er Jahren wurde die Stadt zur „Fußballhochburg“ im Kreis Pinneberg. Das neue Rosenstadion wurde gebaut, und der TSV Uetersen wurde 1950 Meister in der Hamburger Germania-Staffel, stieg in die Hamburger Amateurliga auf und wurde 1956/57 Meister in der Fußball-Oberliga Hamburg. Der Verein war von 1951 bis 1969 fünfzehnmal Fußball-Kreismeister, davon elfmal in Folge.
Die Hamburger Sturmflut 1962 suchte auch Uetersen heim. Am 12. Februar fegte ein schwerer Orkan der Stärke 12 mit starken Regenschauern über die Stadt, entwurzelte Bäume und deckte ganze Dächer von Wohnblocks ab. Herumfliegende Dachziegel beschädigten parkende Autos. Nach ersten Schätzungen lag der Sachschaden bei rund 150.000 DM. Von der Elbe wurde das Wasser in der Nacht vom 16. zum 17. Februar mit einer Flutwelle in die Pinnau gedrückt, der Fluss wurde zum reißenden Strom und überflutete von Stichhafen über die Klosterwiesen aus die Uetersener Innen- und Altstadt sowie die historische Klosteranlage. Mehr als 50 Schweine ertranken dabei in den Fluten. Ab Mitternacht bis vier Uhr morgens erreichte das Hochwasser den höchsten Stand von 4,09 Meter über Normalnull und es kam zum Stromausfall in der Stadt. Im Uetersener Rathaus wurde ein Katastropheneinsatzstab eingerichtet, und im Krankenhaus wurde der Betrieb mit Notstromaggregaten aufrechterhalten. Helfer von den umliegenden Feuerwehren, eine Staffel des Fluganwärterregiments vom Fliegerhorst Uetersen und dem Ortsverband des Bundesluftschutzverbands sowie unzählige freiwillige Helfer waren bis zum 28. Februar im Einsatz. In der Nähe des Werksgeländes von Harles und Jentzsch war der Pinnaudeich auf vier bis fünf Meter Breite gebrochen. Mehrere Tage lang schleppten dort Freiwillige und Soldaten bis zur Erschöpfung Sandsäcke, rammten Pfähle ein und legten Faschinen, um das Loch wieder zu schließen. Nach ersten Schätzungen lag der entstandene Schaden bei 7,2 Millionen D-Mark. Im gegenüber liegenden Moorrege trat die Pinnau ebenfalls über die Ufer und überschwemmte Teile der Gemeinde; einige Gebäude und landwirtschaftliche Flächen standen unter Wasser.
Im selben Jahr geriet die Stadt ungewollt durch den Arzt Kurt Borm in die Schlagzeilen der internationalen Presse, als dieser an seinem Arbeitsplatz im Uetersener Krankenhaus verhaftet wurde. Bei den Einstellungsgesprächen hatte er bewusst seine Vergangenheit verschwiegen. Ihm wurde vorgeworfen, in der Zeit des Nationalsozialismus unter dem Decknamen Dr. Storm in Sonnenstein mehr als 6652 Geisteskranke in der Aktion T4 und 1000 KZ-Häftlinge in der Aktion 14f13 umgebracht zu haben. Er wurde jedoch 1972 freigesprochen.
Anfang der 1970er Jahre begann die Umgestaltung der Stadt. In der Nähe des Kreuzmoores entstand ein neuer Stadtteil; im Jahr 1977 begann der Neubau des Rathauses und der Fußgänger- und Einkaufszone, der Stadtkern wurde umgestaltet. Viele historische Gebäude wie das Postgebäude aus dem Jahr 1902 und die Röpckes Mühle wurden für den Bau moderner Wohn- und Geschäftshäuser abgerissen. Der ehemalige Stadtbahnhof musste einer neuen Straßenführung weichen. Am 1. September 1981 wurden die neue Fußgänger- und Einkaufszone und das neu errichtete Rathaus feierlich eingeweiht. Im Winter 1978/79 war die Stadt von der Schneekatastrophe betroffen. Über mehrere Tage kam das öffentliche Leben fast vollständig zum Erliegen, in einigen Teilen der Stadt lag der Schnee wegen der Schneeverwehungen bis zu zwei Meter hoch. Am 12. September 1982 zerstörte ein Großbrand die Holzhandlung H. W. Feuerschütz oHG in der Innenstadt. Auch ein Einfamilienhaus und einige Fahrzeuge wurden durch Flammen zerstört, angrenzende Wohnhäuser zum Teil schwer beschädigt. Es war das größte Feuer in der Stadtgeschichte Uetersens, mit einem Sachschaden von mehreren Millionen D-Mark.
Im Jahr 1984 feierte die Stadt vom 24. August bis zum 2. September ihr 750-jähriges Bestehen. Ein Teil der Veranstaltung wurde live über TV (Aktuelle Schaubude, ZDF Sonntagskonzert) und Radio (Hamburger Hafenkonzert, NDR 1 Welle Nord) übertragen. Gleichzeitig wurde das 50-jährige Jubiläum des Rosariums Uetersen gefeiert.
In den folgenden Jahren wurden weitere umfangreiche Umgestaltungs- und Baumaßnahmen durchgeführt und ein zusätzliches Gewerbegebiet ausgewiesen.
Im November 1995 brannte das Restaurant Feuerstein, vormals Café von Stamm, in der Altstadt ab. Mehr als 100 Feuerwehrleute aus Elmshorn, Uetersen und Wedel waren über zwölf Stunden mit den Löscharbeiten beschäftigt. In einem dramatischen Einsatz konnten die Einsatzkräfte ein Übergreifen der Flammen auf benachbarte historische Gebäude verhindern.

### 21. Jahrhundert
Am 18. Januar 2003 nahmen dreihundertfünfzig Neonazis an einem Aufmarsch unter Führung von Christian Worch und Thorsten Heise teil. Dabei kam es zu Zusammenstößen zwischen 650 Polizeibeamten und einem Teil der 1500 Gegendemonstranten; rund 150 Antifaschisten durchbrachen eine Polizeiabsperrung in der Nähe des Nazi-Treffpunkts. Der Aufmarsch endete in einem Chaos, die Neonazis wurden mit Wurfgeschossen beworfen, Autos und Fensterscheiben demoliert. Insgesamt gab es 18 Festnahmen, darunter ein Neonazi.
2004 wurde die Stadt bundesweit bekannt, als das Uetersener Krankenhaus trotz Protesten geschlossen wurde, obwohl es als einzige Klinik im Kreis Pinneberg schwarze Zahlen schrieb. Danach war das ehemalige Krankenhaus Sitz der Regio-Kliniken, die wegen Misswirtschaft und angeblicher Korruption der Geschäftsführung ein Fall für die Staatsanwaltschaft wurden. Das Unternehmen machte 2008 einen Verlust von neun Millionen Euro. Für das Jahr 2009 wurde ein Fehlbetrag von über sieben Millionen Euro ausgewiesen, 2013 wurden erneut Millionenverluste eingefahren. Inzwischen wurden die Kliniken an die Sana Kliniken verkauft, um die Krankenversorgung der Bevölkerung zu sichern. Im Sommer 2006 wurde wie auch in anderen Städten mit Fanfesten die Fußball-Weltmeisterschaft gefeiert. Anlässlich des Fanfests der Stadt wurde auch der bundesweite Fotowettbewerb Gib der WM Dein Gesicht durchgeführt, bei dem zwei Uetersener Kinder (8 und 9 Jahre) die vorderen Plätze belegten und deutschlandweit bekannt wurden. Sie wurden aus 1490 Kandidaten ausgewählt, landeten auf den Plätzen 1 und 2 in der Kategorie Kinder und erreichten in der Gesamtwertung die Plätze 6 und 7.
Im Jahr 2007 wurden auf Antrag der Kölner DEVK-Versicherung rund dreihundert Wohnungen im Uetersener Quartier Kreuzmoor beschlagnahmt und unter Zwangsverwaltung gestellt. Die Wohnungen waren seit Jahren verkommen und ein großer Teil der rund siebenhundert Menschen lebte unter unwürdigen Wohnbedingungen. Erst mit Investitionen in Millionenhöhe wurden die Missstände beseitigt. Zwischenzeitlich verkaufte der Zwangsverwalter insgesamt 376 Wohnungen im Quartier an ein Wohnungsunternehmen.
Im Sommer 2007 wurde die Stadt mehrmals nach starken Regenfällen von großen Überschwemmungen bedroht. Nur durch den Einsatz von hunderten Helfern des Technischen Hilfswerks aus Hamburg, des Katastrophenschutzes und der Freiwilligen Feuerwehren aus dem Kreisgebiet konnte das Überlaufen des Rosariums verhindert und die Stadt vor großen Überschwemmungen bewahrt werden. Die Feuerwehren und das Technische Hilfswerk waren zum Teil tagelang beschäftigt, die Wassermassen aus dem Rosarium abzupumpen. Das jährliche Herbst- und Lampionfest konnte nur unter erschwerten Bedingungen durchgeführt werden, weil Teile der Innenstadt unter Wasser standen. Am 28. Juni 2008 fand auf dem Gelände der Nordmark-Werke eine der größten Rettungsübungen mit mehr als 260 Aktivisten für angehende Rettungsassistenten in Schleswig-Holstein statt. Die pyrotechnischen Explosionen waren bis in die Nachbargemeinden zu hören und eine dichte schwarze Rauchwolke war weit über die Stadt hinaus sichtbar. Ein Teil der Uetersener Bevölkerung glaubte, dass sich ein schweres Unglück ereignet habe. Ein Großaufgebot der Freiwilligen Feuerwehr Uetersen, des Rettungsdienstes der RKiSH (Rettungsdienst-Kooperation in Schleswig-Holstein) und der Schnellen Einsatz-Gruppe (SEG) des Deutschen Roten Kreuzes verunsicherte die Bevölkerung noch mehr, obwohl diese Großübung vorher in den Medien bekannt gegeben worden war. Neben der Behandlung von Explosionsverletzungen, Verbrennungen und Rauchgasvergiftungen standen vor allem die technische Rettung sowie die Einsatzlogistik und -organisation bei dieser Übung im Mittelpunkt.
Im März 2009 machte Thormählen wieder Schlagzeilen in den Medien. Seit 2006 hatte er die Kosten für die Heizung, in Höhe von mehr als einer halben Million Euro, nicht an die E.ON Hanse weitergeleitet. Daraufhin wurde mehreren hundert Mietern eines Hochhauses an der Klosterkoppel das Gas abgedreht, sodass sie tagelang weder Heizung noch Warmwasser hatten. Erst als die Hamburger Sparkasse als Hauptgläubiger von Thormählen sich mit dem Energieversorgungsunternehmen einigte und eine Bürgschaft übernahm, wurde die Gasversorgung wieder aufgenommen. Wenig später wurden das betreffende und ein weiteres Hochhaus unter Zwangsverwaltung gestellt. Im Dezember 2009 wurde gegen den Vermieter wegen gewerbsmäßigen Betrugs in 29 Fällen Anklage erhoben. Das Verfahren gegen Thormählen wurde Ende Februar 2010 gegen Auflagen und Zahlung von Entschädigungen an die Mieter eingestellt. Die E.ON Hanse strebt indes einen weiteren Zivilprozess gegen Thormählen an, um Gas-Schulden von rund 193.000 Euro einzuklagen. Seit Mitte 2010 sollten die Häuser versteigert werden, jedoch wurde der Termin für die Versteigerung mehrmals verschoben. Ende 2010 wurden die Häuser überraschenderweise durch die Hamburger Sparkasse an einen unbekannten Käufer veräußert, der Verkehrswert lag bei rund vier Millionen Euro.
Im Juni 2009 begannen die Umgestaltungsarbeiten für das neue Einkaufszentrum auf dem Gerberplatz. Zehn Millionen Euro investierte die Firma Groga-Immobilien-GmbH für die Erweiterung des bisherigen Einkaufszentrums. Auf 1,4 Hektar sollte im Eiltempo das Vorhaben realisiert werden. Ein Teil der Umbauarbeiten wurde bereits durchgeführt, bis April 2010 sollten die Bauarbeiten abgeschlossen sein. Durch den strengen Winter 2009/2010 und weitere Anbauten verzögerte sich die Fertigstellung bis Mitte August.

Mitte Juli 2009 feierte die Stadt ihr 775-jähriges Bestehen. Die Planungen wurden jedoch von Streitigkeiten um das Budget und Querelen einzelner Kaufleute überschattet. Bei der Veranstaltung wurde auch das Schleswig-Holsteinische Landestrachtenfest mit über 350 Teilnehmern aus 31 Vereinen durchgeführt und das 75-jährige Jubiläum des Rosarium Uetersen gefeiert. In der Nähe des ehemaligen Uetersener Krankenhauses wurde nach langen Planungsstreitigkeiten mit dem Bau der Mensa „KantUene“ für das Ludwig-Meyn-Gymnasium und die Gustav-Heinemann-Realschule begonnen, die Bauarbeiten wurden nach den Sommerferien 2010 beendet. 
Trotz Protesten aus der Bevölkerung wurde aufgrund der neuen Schulreform beschlossen, den Betrieb der Grund- und Hauptschule Am Roggenfeld ab dem Schuljahr 2010/2011 auslaufen zu lassen. Zusammengelegt mit der Gustav-Heinemann-Realschule bildet sie jetzt die Regionalschule „Rosenstadtschule“ Uetersen.
Durch einen Sieg vom FC St. Pauli II gegen Holstein Kiel II stieg der TSV Uetersen als Vizemeister der Landesliga Hammonia durch die „Hintertür“ erneut in die Fußball-Oberliga Hamburg auf und empfing im Rosenstadion anlässlich der 775-Jahr-Feier der Stadt die kubanische Fußballnationalmannschaft für ein Freundschaftsspiel.
Am 24. April 2010 war Uetersen einer der Hauptveranstaltungsorte der Aktions- und Menschenkette von Krümmel nach Brunsbüttel (KETTENreAKTION!). Mehrere Tausend Menschen sowie Politiker der SPD, Bündnis 90/Die Grünen und anderen Initiativen aus der näheren Umgebung, dem Raum Lübeck, Ostholstein und Mecklenburg-Vorpommern bildeten eine Menschenkette quer durch die Stadt bis nach Tornesch. Zum Teil kam es zu massiven Verkehrsproblemen, da die Hauptverkehrsstraßen durch Teilnehmer blockiert waren.
Ende Juli 2010 verschwand das höchste Bauwerk aus dem Stadtbild. Der weithin sichtbare, über 75 Meter hohe Schornstein der StoraEnso Papierfabrik aus dem Jahr 1906 wurde auf rund 40 Meter verkürzt. Er war eines der Wahrzeichen neben dem 60 Meter hohen Raiffeisen-Silo am Stichhafen und dem Uetersener Wasserturm.
Im Dezember 2010 wurde bekannt, dass der Uetersener Futtermittelbetrieb Harles und Jentzsch dioxinverseuchte Fette verarbeitet hatte und im Mittelpunkt eines Futtermittelskandals („Dioxin-Skandal“) steht, bei dem nach Behördenangaben mindestens 3000 Tonnen dioxinbelastetes Futterfett zur Weiterverarbeitung an zahlreiche deutsche Futtermittelhersteller geliefert worden waren, woraufhin mehrere Tausende von belieferten Bauernhöfen in Deutschland gesperrt werden mussten.
Anfang Juli 2011 feierte die Stadt ihr 777-jähriges Bestehen. Höhepunkte dieses Festes waren der Auftritt von 30 Bands und Einzelkünstlern, unter ihnen Joon Wolfsberg, und das Binden der längsten Rosengirlande (320 m) Europas.
Der Plan, mit der Nachbarstadt Tornesch zu fusionieren, scheiterte im September 2013 an einem Bürgervotum. Während sich in Uetersen die Mehrheit der Wahlberechtigten für eine Fusion aussprach, lehnten 86 % der Tornescher Wähler dies ab.

### Historische Legenden, Originale und Fabelwesen
In historischen Aufzeichnungen und Chroniken der Stadt tauchen immer wieder Personen auf, die sich durch besondere Taten oder ihre Eigenarten hervortaten. So wird von einer alten Hexe berichtet, die im Waldgebiet von Langes Tannen gelebt und dort ihr Unwesen getrieben haben soll.
Charlotte Amalie von Hessen-Kassel (1650–1714) habe 1675 zweimal mit rund 80 Untertanen dem Kloster einen Besuch abgestattet, sich dort fürstlich beköstigen lassen und sei ohne viel Dank wieder verschwunden. Der Klosterschreiber Johan Moritzen berechnete später die Kosten, die bei jedem Besuch entstanden waren, auf fast 60 Schilling pro Person.
38 Jahre später wurde von einer Anna Catharina von Sparre berichtet, die mit ihrem eigenmächtigen Handeln 1713 den Ort vor der Einäscherung durch die schwedischen Truppen des Magnus Stenbock, eines Vetters und Jugendfreundes von Fräulein von Sparre († 1749), bewahrte. Als die Truppen bereits in Pinneberg waren, reiste sie mit einigen Begleitern am 9. Januar 1713 dorthin und machte dem General ihre Aufwartung. Er erkannte die längst vergessene Schulfreundin wieder. Nach einem ausführlichen Gespräch, das auf Schwedisch geführt wurde, erschien sie an der Tür und eröffnete ihren Begleitern: „Es ist euch alles geschenkt!“ Trotzdem musste das Kloster später 1180 Reichstaler als Brandschatzungsgeld zahlen. Im Jahr 1717 erhoben die Bevollmächtigten der Uetersener Gemeinden bei Propst und Priorin des Uetersener Klosters wegen des Verdachts der Vetternwirtschaft Klage gegen Anna Catharina von Sparre. Vom Ausgang des Verfahrens ist nichts bekannt. Offensichtlich war es der Priorin gelungen, die Affäre intern zu klären.
Eine weitere Altuetersener Figur war das Fräulein von Hammerstein, genannt der Klostergeist von Uetersen, eine hagere Person und immer schwarz gekleidet. Sie bewegte sich völlig geräuschlos durchs Kloster. Die Uetersener Bevölkerung fürchtete sich vor ihr, weil sie oft aus dem Nichts auftauchte und nie einen Laut von sich gab. Sie war eine Tochter des preußischen Landwirtschaftsministers Ernst von Hammerstein-Loxten.
Der Aberglaube war im 18. Jahrhundert in der Stadt noch weit verbreitet. So wurde den schwangeren Frauen ein blanker Degen unter dem Kopf gelegt, um sie vor unterirdischen Geistern zu schützen. Auch glaubten viele einfache Leute, dass sie ihre Nahrung von einem Drachen erhielten. Camerer schrieb in seinen Vermischten historisch-politischen Nachrichten: „Viele Leute sind in dieser Gegend völlig in Bedachte, daß ihre Nahrung von dem Drachen herkommt, viele Leute haben ihn auch gesehen, und sie haben mir ihn so deutlich abgemalert, das er mich eine halbe Nacht im Traume gequält hat. Wenn wird die Vernunft die Welt und den gemeinen Mann mit der Wahrheit beherrschen? Von unseren Zeiten sind sie entfernt, diese goldenen Zeiten.“

### Einwohnerentwicklung
Zu Beginn der Einwohnerermittlung Mitte des 17. Jahrhunderts wurden in Uetersen 256 Häuser gezählt. 1803 hatte der Ort 2601 Einwohner, um 1875 stieg die Zahl auf etwa 4300, von 1900 bis 1910 wuchs die Einwohnerzahl von 5958 auf 6259 Personen und Uetersen wurde damit nach Elmshorn (13.640) die zweitgrößte Stadt im Kreis Pinneberg. Bis 1938 wuchs die Einwohnerzahl auf 7673 Personen. Gegen Ende des Zweiten Weltkrieges stieg die Einwohnerzahl durch Flüchtlinge aus dem nahen Hamburg und den Vertriebenen aus den ehemaligen Ostgebieten explosionsartig auf über 14.800 an und wuchs seitdem langsam, aber stetig, auf über 17.800 Einwohner im Jahr 2006. Die Prognosen, die in den 1960er Jahren von einem Bevölkerungsanstieg auf 60.000 Einwohner (aus dieser Zeit stammen die Klosterkoppelhochhäuser und das überdimensionierte Rathaus) ausgingen, erwiesen sich jedoch als falsch. Mit 2,23 Bewohnern je Haushalt befindet sich die durchschnittliche Haushaltsgröße über dem Landesniveau von Schleswig-Holstein (2,09 Einw. je Haushalt).
Einwohnerentwicklung der Stadt Uetersen ab 1803
| Jahr | Einwohner |
| ---- | --------- |
| 1803 | 2.601     |
| 1840 | 3.313     |
| 1845 | 3.396     |
| 1855 | 3.906     |
| 1867 | 3.905     |
| 1871 | 4.037     |
| 1880 | 4.723     |
| 1885 | 5.058     |
| 1890 | 5.311     |
| 1895 | 5.603     |
| 1905 | 6.300     |
| 1910 | 6.891     |
| 1917 | 5.891     |
| 1919 | 6.443     |
| 1925 | 6.989     |
| 1935 | 7.236     |

| Jahr | Einwohner |
| ---- | --------- |
| 1939 | 7.976     |
| 1945 | 14.407    |
| 1951 | 15.485    |
| 1987 | 16.997    |
| 1995 | 18.155    |
| 2001 | 18.083    |
| 2003 | 18.013    |
| 2005 | 17.551    |
| 2006 | 17.865    |
| 2007 | 17.852    |
| 2008 | 17.739    |
| 2009 | 17.688    |
| 2010 | 17.558    |
| 2011 | 17.829    |
| 2016 | 18.272    |

### Bevölkerungsprognose 2025
Nach den Berechnungen des Statistischen Amtes für Hamburg und Schleswig-Holstein von November 2007 ist für die Stadt Uetersen für den Zeitraum 2007 bis zum Jahr 2025 von einer stagnierenden Bevölkerungszahl von rund 18.700 im Jahr 2025 auszugehen. So wird mit einem Bevölkerungsrückgang von 2,7 Prozent gerechnet. Die Stadt versucht verstärkt mit der Ausweisung von weiteren Wohn- und Mischgebieten der Prognose entgegenzuwirken. Diese Vorgehensweise wird von immer mehr Bürgern kritisiert, da die letzten freien Flächen und Hinterhöfe in der Stadt bebaut werden sollen. Sie befürchten Einbußen der Lebensqualität durch den Wegfall der letzten Grünflächen und die dichte Hinterhofbebauung. Im Juli 2010 stimmte der Stadtentwicklungs- und Bauausschuss der Stadt dem Abriss des ehemaligen Hotels Deutsches Haus in der historischen Altstadt zu; dort entstand zwischenzeitlich ein Wohnpark mit drei Stadthäusern mit neun Eigentumswohnungen. Auch dieses Bauvorhaben wurde von einigen Bürgern kritisiert.

## Bevölkerungs- und Altersstruktur
In der Stadt betrug die Arbeitslosigkeit im März 2005 17,8 % und im Dezember 2005 14,3 %. Der ausländische Bevölkerungsanteil, Stand 2006, umfasst 1696 Personen aus 87 Nationen, davon sind 912 türkischer, 79 polnischer, 62 italienischer, 54 russischer, 52 griechischer, 47 portugiesischer, 32 serbisch-montenegrinischer, 28 afghanischer sowie 27 britischer Abstammung. Dies ergibt einen Bevölkerungsanteil von rund 11 Prozent. Der Bevölkerungsanteil der Kinder und Jugendlichen unter 18 Jahren liegt bei 19 %, der 18- bis 59-Jährigen bei 55 % und der über 60-Jährigen bei 26 %. Inzwischen sank die Arbeitslosenquote in Uetersen im September 2009 auf 5,5 %. Das Nettoeinkommen der privaten Haushalte betrug im Jahr 2008 rund 2.983 Euro.

### Älteste Einwohner
Der bisher älteste Einwohner der Stadt war der gebürtige Ostpreuße Walter Jordan mit 106 Jahren (* 8. März 1878; † 9. September 1984). Er war der älteste Mensch im Kreis Pinneberg und gehörte zu den ältesten männlichen Personen in Schleswig-Holstein. Gefolgt wurde er von den beiden Schwestern Margarete Hofmann mit 105 (* 25. Mai 1901; † 2006) und Adolfine Ladiges mit 103 Jahren (* 1. Mai 1903; † 2006). Sie waren das älteste Geschwisterpaar in Schleswig-Holstein und eines der ältesten in Deutschland.

### Finanzen
Die Stadt Uetersen konnte für das Jahr 2012 erstmals seit 2001 einen ausgeglichenen Haushalt vorlegen, die Fehlbedarfszuweisung des Landes lag 2008 bei 560.000 und 2009 bei 161.000 Euro.
Der jüngste Haushaltsentwurf der Stadt sieht für das Jahr 2013 ein Defizit von knapp 2 Millionen Euro vor. 2014 wird mit einem Defizit von 1,6 Millionen und 2015 mit 1,3 Millionen Euro gerechnet. Zurzeit hat die Stadt Schulden von insgesamt etwa 24 Millionen (reguläre Schulden und Kassenkredite).

## Politik

### Ratsversammlung
Die Politik der Stadt Uetersen wird von der Ratsversammlung bestimmt. Die Verwaltung leitet der Bürgermeister. Der Rat besteht aus 34 Mitgliedern. Seit der Gemeindewahl vom 14. Mai 2023 setzt er sich folgendermaßen zusammen:
| Sitze | 8 | 12 | 5 | 3 | 6 | 34 |

* Bürger für Bürger Uetersen
Die Wahlbeteiligung zur Kommunalwahl 2023 lag bei 41 %.

### Bürgermeister

#### Bürgermeister seit 1870
Erster Bürgermeister der Stadt war Ernst-Heinrich Meßtorff, ihm folgten bis heute 14 weitere Bürgermeister. Heinrich Muuß wurde wegen angeblichen finanziellen Manipulationen zu eigenen Gunsten fristlos entlassen. Ernst Ladewig Meyn war zunächst Stadtrat und später ein weiterer Bürgermeister der Stadt, ihm folgte Jacob Christians und Heinrich Wellenbrink. Er wurde nach der Machtergreifung der Nationalsozialisten aus seinem Amt „entfernt“ und durch Ferdinand Bauth ersetzt, der das Amt für kurze Zeit kommissarisch leitete. 1933 wurde trotz Protesten des Uetersener NSDAP-Ortsverbandes Hermann Dölling von der Pinneberger Kreisleitung in das Amt des Bürgermeisters eingesetzt. Er wurde nach der Besetzung durch britische Panzertruppen im Juli 1945 im Rathaus verhaftet und durch Heinrich Stühmeyer abgelöst, der das Amt für einige Monate kommissarisch führte. Heinrich Wilckens (1892–1956) war der erste frei gewählte Bürgermeister nach dem Zweiten Weltkrieg. Wilckens starb am 30. September 1956 bei einem Verkehrsunfall während einer Dienstreise in Uetersen, die anschließende Trauerfeier war die größte in der Stadtgeschichte seit 1888. Über die Grenzen Uetersens hinaus bekannt war Jürgen Frenzel, der 1956 zum Bürgermeister gewählt wurde und acht Jahre später Polizeipräsident von Hamburg wurde. 1964 wurde Waldemar Dudda als Bürgermeister gewählt. Seine Amtszeit war die längste nach Ernst-Heinrich Meßtorff (1870–1900), sie dauerte bis 1988. Dudda ist seit seiner Pensionierung Ehrenbürger der Stadt. Von 1988 bis 1994 war Wolfgang Bromma (SPD) der Verwaltungschef der Stadt, er verlor später die Rückendeckung eines Teils seiner politischen Freunde, sodass 1994 Karl Gustav Tewes zu seinem Nachfolger gewählt wurde. Dieser verfolgte eine konsequente Sparpolitik und halbierte die Schulden der Stadt; er schied 2009 wegen Erreichens der Altersgrenze aus seinen Amt. Von 2003 bis 2009 war Wolfgang Wiech Bürgermeister der Stadt, er galt als „Mann mit Ecken und Kanten“ der sich ungern in seine Amtsgeschäfte reinreden ließ und später die Rückendeckung der Uetersener Politiker und Bürger verlor und 2008 abgewählt wurde. Danach war Andrea Hansen die erste Bürgermeisterin in der Geschichte der Stadt. Nach ihrer Wahl wurde sie im Mai 2010 Mitglied der internationalen Organisation Mayors for Peace (Bürgermeister für den Frieden).
| Jahre     | Name                            |
| --------- | ------------------------------- |
| 1870–1900 | Ernst-Heinrich Meßtorff         |
| 1900–1914 | Heinrich Muuß                   |
| 1914–1918 | Ernst Ladewig Meyn              |
| 1918–1930 | Jakob Christians                |
| 1930–1933 | Heinrich Wellenbrink (SPD)      |
| 1933      | Ferdinand Bauth (kommissarisch) |
| 1933–1945 | Hermann Dölling (NSDAP)         |

| Jahre     | Name                          |
| --------- | ----------------------------- |
| 1945–1956 | Heinrich Wilckens (SPD)       |
| 1956–1964 | Jürgen Frenzel (SPD)          |
| 1964–1988 | Waldemar Dudda (SPD)          |
| 1988–1994 | Wolfgang Bromma (SPD)         |
| 1994–2003 | Karl Gustav Tewes (parteilos) |
| 2003–2009 | Wolfgang Wiech (parteilos)    |
| 2009–2021 | Andrea Hansen (SPD)           |
| seit 2021 | Dirk Woschei (SPD)            |

#### Bürgermeisterwahl 2008
Seit dem 21. September 2008 war Andrea Hansen (SPD) Bürgermeisterin der Stadt Uetersen. Bei der Wahl setzte sie sich mit 51,7 % gegen ihre Mitbewerber durch und löste nach sechs Jahren den parteilosen Vorgänger Wolfgang Wiech ab. Sie trat das Amt am 1. April 2009 an.
| Andrea Hansen  | SPD       | 51,7 % |
| Wolfgang Wiech | parteilos | 39,7 % |
| Jens Dieck     | CDU       | 6,8 %  |
| Carsten Struck | parteilos | 1,8 %  |

Die Wahlbeteiligung zur Bürgermeisterwahl lag bei 44,4 %.

#### Bürgermeisterwahl 2020
Am 22. November 2020 wurde Dirk Woschei (SPD) zum künftigen Bürgermeister der Stadt Uetersen gewählt. Bei der Stichwahl setzte er sich mit 62,77 % gegen Baris Karabacak (CDU) durch. Er hat das Amt am 1. April 2021 angetreten. Die Wahlbeteiligung betrug 41,11 %.

### Stadtdirektoren
Nach der Kapitulation 1945 bestand in Schleswig-Holstein die Zweigleisigkeit der Verwaltung. Die Stadt wurde durch den politischen Bürgermeister und den Stadtdirektor regiert. Politischer Bürgermeister war Heinrich Wilckens (SPD). Nach der Aufhebung der Zweigleisigkeit in der Verwaltung am 19. April 1950 wurde die Stadt wieder allein vom Bürgermeister regiert. Stadtdirektor Gustav Hillemeier war bis auf Weiteres Stadtdirektor auf Widerruf.
| Jahre     | Name                              |
| --------- | --------------------------------- |
| 1945–1946 | Heinrich Stühmeyer                |
| 1946–1949 | Friedrich Kossack                 |
| 1949–1950 | Gustav Hillemeier                 |
| 1950      | Gustav Hillemeier (kommissarisch) |

### Weitere Wahlen

#### Landtagswahlergebnisse in Uetersen 2022
Bei den Wahlen zum Schleswig-Holsteiner Landtag im Mai 2022 gab es in der Stadt folgendes Ergebnis (Anteil der Zweitstimmen):
| Wahlergebnis zum Schleswig-Holsteiner Landtag im Mai 2022 In Klammern das Wahlergebnis der Landtagswahl in Schleswig-Holstein 2017 vom Mai 2017 | Wahlergebnis zum Schleswig-Holsteiner Landtag im Mai 2022 In Klammern das Wahlergebnis der Landtagswahl in Schleswig-Holstein 2017 vom Mai 2017 | Wahlergebnis zum Schleswig-Holsteiner Landtag im Mai 2022 In Klammern das Wahlergebnis der Landtagswahl in Schleswig-Holstein 2017 vom Mai 2017 | Wahlergebnis zum Schleswig-Holsteiner Landtag im Mai 2022 In Klammern das Wahlergebnis der Landtagswahl in Schleswig-Holstein 2017 vom Mai 2017 | Wahlergebnis zum Schleswig-Holsteiner Landtag im Mai 2022 In Klammern das Wahlergebnis der Landtagswahl in Schleswig-Holstein 2017 vom Mai 2017 | Wahlergebnis zum Schleswig-Holsteiner Landtag im Mai 2022 In Klammern das Wahlergebnis der Landtagswahl in Schleswig-Holstein 2017 vom Mai 2017 | Wahlergebnis zum Schleswig-Holsteiner Landtag im Mai 2022 In Klammern das Wahlergebnis der Landtagswahl in Schleswig-Holstein 2017 vom Mai 2017 | Wahlergebnis zum Schleswig-Holsteiner Landtag im Mai 2022 In Klammern das Wahlergebnis der Landtagswahl in Schleswig-Holstein 2017 vom Mai 2017 | Wahlergebnis zum Schleswig-Holsteiner Landtag im Mai 2022 In Klammern das Wahlergebnis der Landtagswahl in Schleswig-Holstein 2017 vom Mai 2017 |
| Partei | CDU | SPD | Grüne | AfD | FDP | SSW | Linke | Sonstige |
| --- | --- | --- | --- | --- | --- | --- | --- | --- |
| Zweitstimmen | 46,5 % (30,6) | 18,1 % (32,2) | 16,3 % (11) | 5,5 % (7) | 5,3 % (11,4) | 3,6 % (2,3) | 1,2 % (2,9) | 3,7 % (1,9) |

Als direkt gewählter Abgeordneter des Wahlkreises 23 (Pinneberg-Elbmarschen) zog Martin Balasus (CDU) mit 45,8 % der Erststimmen aus Uetersen in den Landtag ein. Thomas Hölck (SPD) erhielt 23,4 %, Nadine Mai (Grüne) 17,6 %, Martin Gelbrich (AfD) 5,7 %, Nina Schilling (FDP) 4,4 %, Dennis Lobeck (Freie Wähler) 1,6 % und Marianne Kolter (Linke) 1,4 % der Stimmen. Wahlberechtigt waren 13.718 Bürger, die Wahlbeteiligung lag bei 55,2 %.

#### Bundestagswahlergebnisse in Uetersen 2021
Die Uetersener Bürger wählten laut amtlichen Endergebnis bei der Bundestagswahl am 26. September 2021 wie folgt (Anteil der Zweitstimmen):
| Wahlergebnis zur Bundestagswahl am 26. September 2021 In Klammern das Wahlergebnis der Bundestagswahl 2017 vom 24. September 2017 | Wahlergebnis zur Bundestagswahl am 26. September 2021 In Klammern das Wahlergebnis der Bundestagswahl 2017 vom 24. September 2017 | Wahlergebnis zur Bundestagswahl am 26. September 2021 In Klammern das Wahlergebnis der Bundestagswahl 2017 vom 24. September 2017 | Wahlergebnis zur Bundestagswahl am 26. September 2021 In Klammern das Wahlergebnis der Bundestagswahl 2017 vom 24. September 2017 | Wahlergebnis zur Bundestagswahl am 26. September 2021 In Klammern das Wahlergebnis der Bundestagswahl 2017 vom 24. September 2017 | Wahlergebnis zur Bundestagswahl am 26. September 2021 In Klammern das Wahlergebnis der Bundestagswahl 2017 vom 24. September 2017 | Wahlergebnis zur Bundestagswahl am 26. September 2021 In Klammern das Wahlergebnis der Bundestagswahl 2017 vom 24. September 2017 | Wahlergebnis zur Bundestagswahl am 26. September 2021 In Klammern das Wahlergebnis der Bundestagswahl 2017 vom 24. September 2017 | Wahlergebnis zur Bundestagswahl am 26. September 2021 In Klammern das Wahlergebnis der Bundestagswahl 2017 vom 24. September 2017 | Wahlergebnis zur Bundestagswahl am 26. September 2021 In Klammern das Wahlergebnis der Bundestagswahl 2017 vom 24. September 2017 |
| Partei | SPD | CDU | Grüne | FDP | AfD | Linke | SSW | Sonstige | |
| --- | --- | --- | --- | --- | --- | --- | --- | --- | --- |
| Zweitstimmen | 32,4 % (25,8) | 20,9 % (32,4) | 15,2 % (10,3) | 12,1 % (12,6) | 8,5 % (10,2) | 3 % (6,2) | 1,7 % (–) | 6 % (2,2) | |

Der Wahlkreis 7 (Pinneberg) wird seit 2021 vom direkt gewählten SPD-Politiker Ralf Stegner sowie der über die Landesliste ihrer Partei gewählten Cornelia Möhring (Linke) im 20. Deutschen Bundestag vertreten.

#### Europawahlergebnisse in Uetersen 2024
Nach dem amtlichen Endergebnis wählten die Uetersener Bürger bei der Europawahl 2024 wie folgt:
| Wahlergebnis zur Europawahl am 9. Juni 2024 | Wahlergebnis zur Europawahl am 9. Juni 2024 | Wahlergebnis zur Europawahl am 9. Juni 2024 | Wahlergebnis zur Europawahl am 9. Juni 2024 | Wahlergebnis zur Europawahl am 9. Juni 2024 | Wahlergebnis zur Europawahl am 9. Juni 2024 | Wahlergebnis zur Europawahl am 9. Juni 2024 | Wahlergebnis zur Europawahl am 9. Juni 2024 | Wahlergebnis zur Europawahl am 9. Juni 2024 |
| Partei                                      | CDU                                         | SPD                                         | AfD                                         | Grüne                                       | FDP                                         | BSW                                         | Sonstige                                    |                                             |
| ------------------------------------------- | ------------------------------------------- | ------------------------------------------- | ------------------------------------------- | ------------------------------------------- | ------------------------------------------- | ------------------------------------------- | ------------------------------------------- | ------------------------------------------- |
| Gemeindeergebnisse                          | 29,9 %                                      | 18,7 %                                      | 15,5 %                                      | 12,3 %                                      | 6,3 %                                       | 4,3 %                                       | 13,0 %                                      |                                             |

### Parteien
Folgende Parteien sind in Uetersen vertreten: Die Alternative Liste Uetersen, die Wählergemeinschaft Bürger für Bürger Uetersen (BfB), der Ortsverband der CDU, die Ortsvereine der FDP und SPD. Neu hinzugekommen ist der Ortsverein der Linken. Im Januar 2012 wurde nach mehrjähriger Pause der Ortsverband des Bündnis 90/Die Grünen wieder neu gegründet.

### Wappen und Flagge
Blasonierung: „In Rot über blauen und silbernen Wellen eine silberne Zinnenmauer mit rotem Tor, darin ein gestürzter goldener Anker, den ein silberner Delphin umschlingt und zwei sechsstrahlige goldene Sterne beseiten; über der Mauer zwei silberne Zinnentürme mit Spitzdächern; zwischen ihnen schwebt ein silbernes Nesselblatt.“
Uetersen besitzt eines der ältesten Wappen in Schleswig-Holstein und das älteste Stadtwappen im Kreis Pinneberg. Es stammt vom ersten heraldischen Siegel der Stadt aus dem Jahr 1871 und wurde später koloriert. Ob das Wappen von dem aus Leipzig stammenden Hans Freiherr von Weißenbach entworfen wurde, ist ungeklärt. Der von einem Delphin umwundene Anker ist als persönliches Zeichen des venezianischen Verlegers und Druckers Aldus Manutius bekannt, der im 15. Jahrhundert lebte, und erinnert vermutlich an die Handelsschifffahrt über die Pinnau zu damaliger Zeit.
Die Flagge von Uetersen besteht aus drei horizontalen Streifen. Der obere Streifen ist blau, der mittlere weiß und der untere rot. Mittig zeigt sie ein unten spitz zulaufendes Stadtwappen. Sie ist häufig, insbesondere bei Festen und Veranstaltungen, im Stadtbild an vielen Orten zu sehen.

### Gleichstellungsbeauftragte
Seit einigen Jahren ist auch eine Gleichstellungsbeauftragte in der Stadt tätig. Die Grundlage für die Gleichstellungsarbeit in Uetersen ist der Artikel 3 Absatz 2 des Grundgesetzes für die Bundesrepublik Deutschland in Verbindung mit dem Schleswig-Holsteinischen Gleichstellungsgesetz und der Gemeindeordnung für Schleswig-Holstein. Ziel ist die Förderung der Chancengleichheit von Frauen und Männern und der Abbau struktureller Benachteiligungen von Mädchen und Frauen sowie die Förderung der tatsächlichen Verwirklichung des Grundrechts der Gleichberechtigung von Männern und Frauen.

### Kinder- und Jugendbeirat
Der Kinder- und Jugendbeirat der Stadt Uetersen (KJB) wurde von der Ratsversammlung der Stadt am 24. März 2000 ins Leben gerufen und ist fester Bestandteil der Kinder- und Jugendarbeit der Stadt Uetersen. Er soll den Kindern und Jugendlichen in grundsätzlichen Fragen der Jugendarbeit und der Kinder- und Jugendpolitik zur Seite stehen. Anträge und Empfehlungen an die Stadt betreffen die Interessen und Wünsche der Kinder und Jugendlichen in den Bereichen Schule, Beruf und Freizeit. Der Beirat wird von einem Mitarbeiter oder einer Mitarbeiterin der Stadtjugendpflege unterstützt, der die Interessen der Kinder und Jugendlichen den Stadtvertretern übermittelt. Der Kinder- und Jugendbeirat ist politisch und konfessionell unabhängig und besteht aus mindestens neun Jugendlichen im Alter von 14 bis 21 Jahren, er wird alle zwei Jahre von den Jugendlichen ab vierzehn Jahren gewählt.

### Seniorenbeirat
Der Uetersener Seniorenbeirat vertritt die rund 5000 Senioren der Stadt und ist Mitglied im Kreisseniorenbeirat und im Landesseniorenrat Schleswig-Holstein e. V. Die Vorstandsmitglieder arbeiten ehrenamtlich und haben ein Rede- und Antragsrecht in der Ratsversammlung sowie in den Fachausschüssen der Stadt Uetersen. Der Seniorenbeirat nimmt Anregungen und Beschwerden entgegen, leitet diese an die zuständigen Stellen weiter und informiert und berät in allen Fragen, die in diesem Lebensbereich fallen. Die Interessen werden unabhängig von Partei und Konfession vertreten.

### Paten- und Partnerschaften
Partnerstadt ist seit 3. Oktober 1990 die Stadt Wittstock/Dosse im Bundesland Brandenburg.
Eine Patenschaft besteht seit dem 15. Juni 1996, anlässlich des 40-jährigen Bestehens der Unteroffizierschule der Luftwaffe in der Marseille-Kaserne in Appen, dem früheren Fliegerhorst Uetersen. Diese Partnerschaft soll die über Generationen anhaltende gegenseitige Verbundenheit und Verflechtung von Bundeswehr und Uetersener Bevölkerung zu Ausdruck bringen.
Nach einem Besuch des marokkanischen Botschafters Rachad Bouhlal sollte eine weitere Städtepartnerschaft mit der marokkanischen Rosenstadt El-Kelâa M’Gouna angestrebt werden. Dies wäre dann die erste Städtepartnerschaft zwischen zwei Rosenstädten gewesen. Inzwischen wird dieses Vorhaben nicht weiter verfolgt. Auch wurde über eine Zeitungspartnerschaft mit der Allgemeinen Zeitung in Namibia nachgedacht, um so eine weitere Städtepartnerschaft mit Windhoek oder einer anderen Stadt in Namibia zu schließen. Diese Partnerschaft kam ebenfalls bisher nicht zustande.

## Kultur und Sehenswürdigkeiten

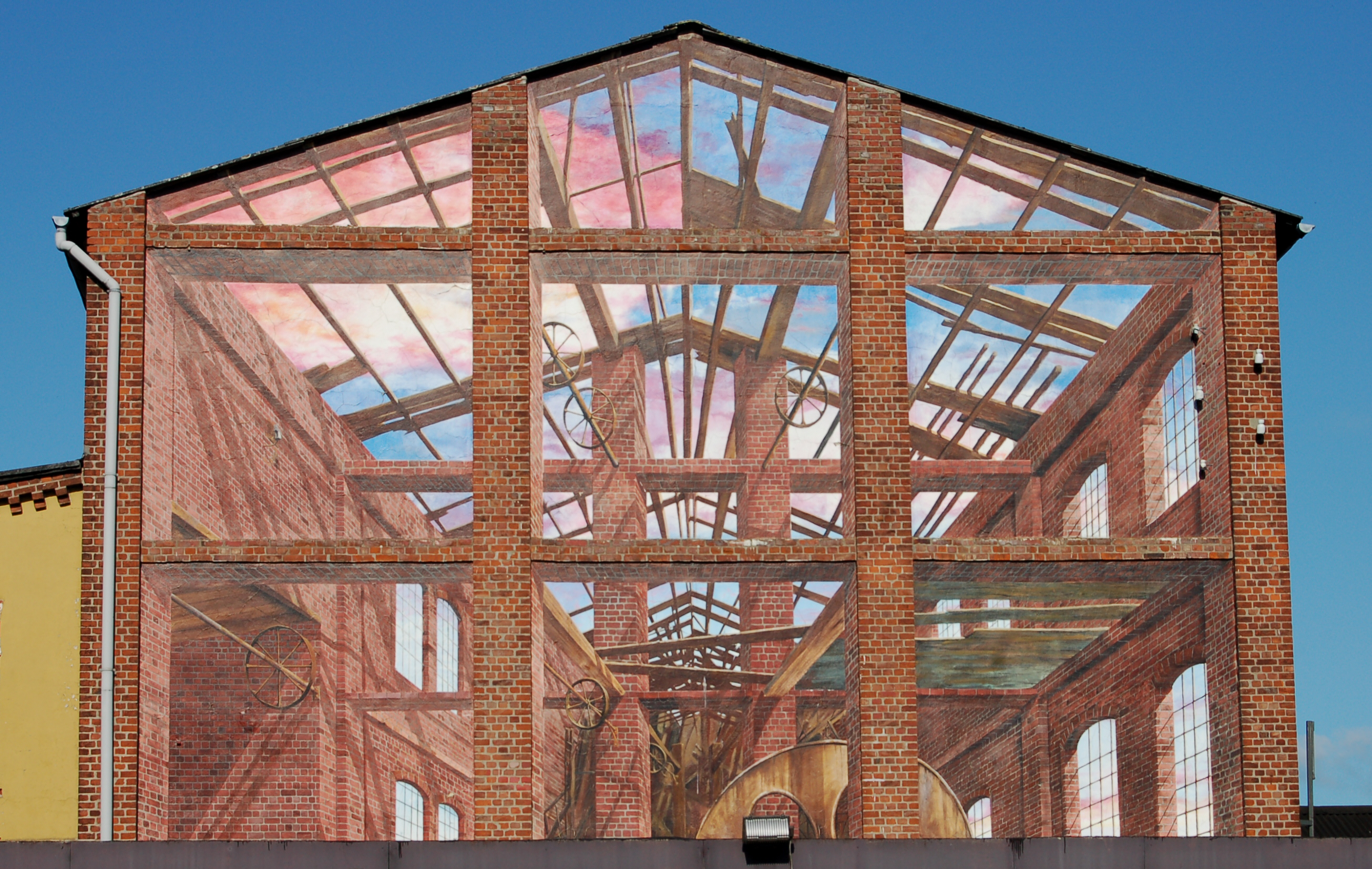
Perspektiven, Wandbild (11 × 9 m) an der Klostermühle in Uetersen. Entwurf: Erhard Göttlicher und Tom Jütz. Ausführung: Erhard Göttlicher, Tom Jütz und Lars Möller (* 1968), 1997

### Kulturelles Leben und regelmäßige Veranstaltungen
Das bekannteste Fest in Uetersen ist das Herbst- und Lampionfest zum Abschluss der Holsteiner Apfeltage. Seit Jahren sind auch das alle zwei Jahre stattfindende Altstadtfest, das City-Fest und das Rosenfest feste Bestandteile der jährlichen Feierlichkeiten. Eine weitere beliebte Veranstaltung ist das Weinfest zwischen dem Rathaus und dem Rosarium und die Weihnachtsmärkte im Dezember. Seit Jahrzehnten finden die Pfingstkaninchenausstellung des Kaninchenvereins U75 und das Schaufahren des Schiffsmodellbauclubs Uetersen am 1. Mai statt. Ein Höhepunkt für die Jugend war das jährliche Woodrock-Festival in Langes Tannen, das wegen Unstimmigkeiten zwischen den Veranstaltern und der Stadt 2008 zuletzt stattfand. Dort traten Bands und Einzelkünstler kostenlos auf. Eine Neuauflage des Festivals unter dem Namen „Rock'n'Rose“ fand am 13. August 2011 das erste Mal statt. Es wird seitdem jährlich am zweiten Augustwochenende unter der Leitung von Bernd Möbius wiederholt.
Von 2010 bis 2013 fand jährlich die Benefizveranstaltung „Viva con Rock“ zugunsten von Viva con Agua in der Mensa in Uetersen statt. Die Erlöse der Benefizkonzerte flossen an dem 2005 gegründeten Verein, der sich für die verbesserte Trinkwasserversorgung und Verfügbarkeit sanitärer Anlagen in Entwicklungsländern einsetzt.
Die im Februar stattfindende Hochzeitsmesse zieht Brautpaare und andere Besucher an. Auf dem Gelände des Museums Langes Tannen finden Fossilien-, Mineralien- und Keramiktage statt. Zu den Veranstaltungen rund um den Sport gehören der Sportlerball des TSV Uetersen, UeNa- und Rosen-Cup und zwei Fußball-Großveranstaltungen. Bei der Uetersener Hafennacht treten seit einigen Jahren Bands und Künstler in fast allen Gaststätten Uetersens gegen geringe Gage auf. Auf dem Marktplatz findet jeden Freitag der traditionelle Wochenmarkt statt, der für die Bürger der Stadt große kulturelle Bedeutung hat. Dieser Platz wurde bis zu seiner Neugestaltung auch als Festplatz benutzt. Neu hinzugekommen sind das „Deichpiraten-Festival“ am Stichhafen, eine Open-Air-Veranstaltung mit überregionalen Bands und das „Markttreyben zu Ueterst End“, ein mittelalterlicher Markt auf dem historischen Burgplatz am Kloster.

### Bauwerke

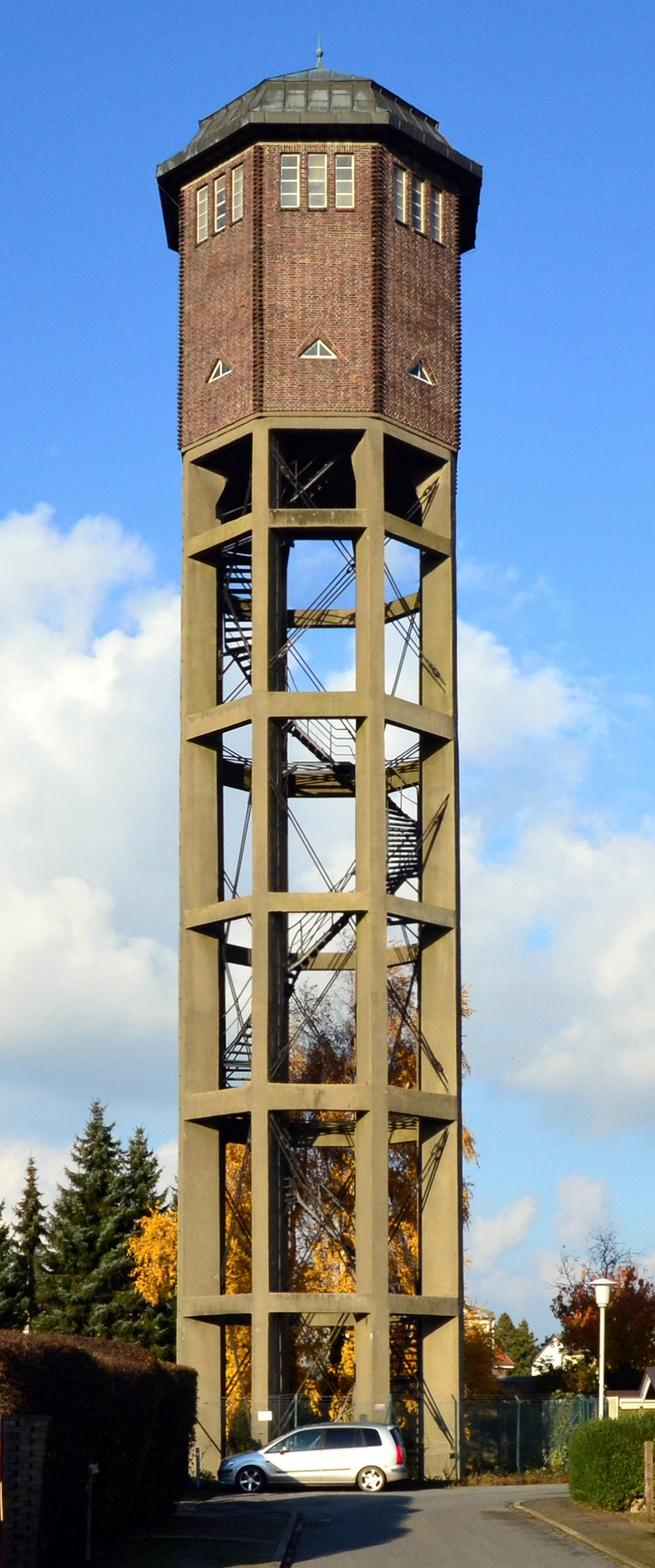
Uetersener Wasserturm

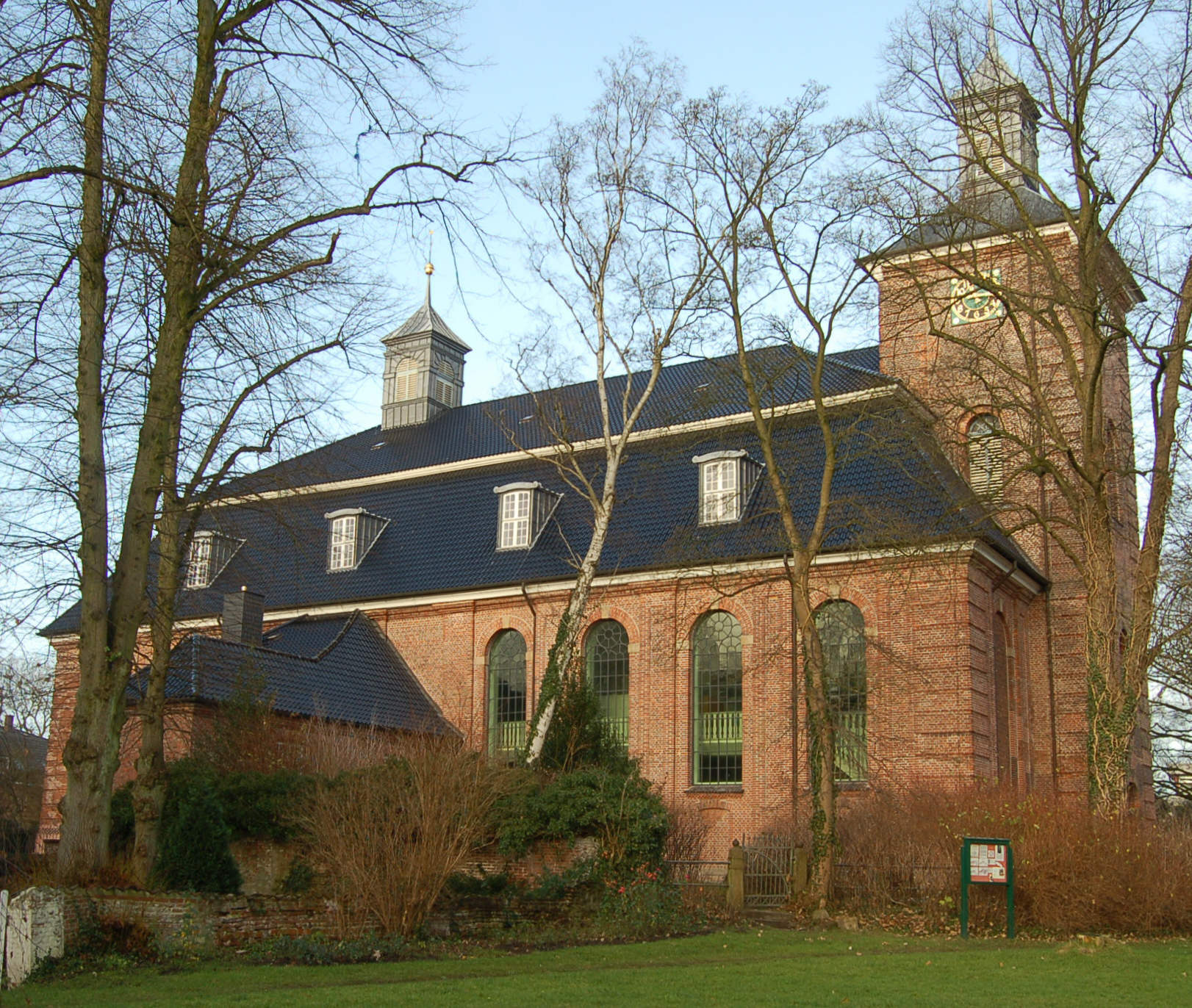
Klosterkirche Uetersen

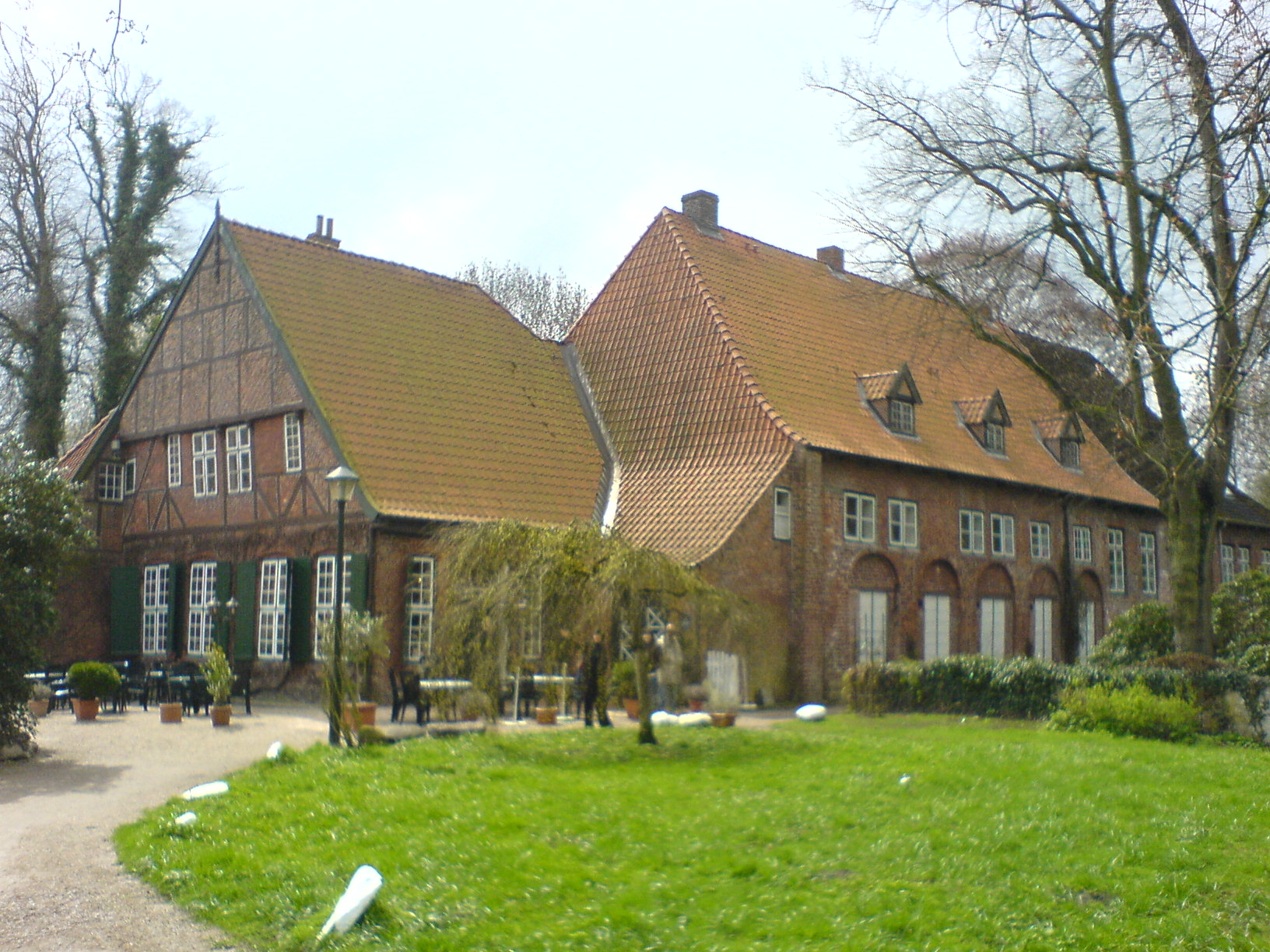
Kloster Uetersen Gebäude des ehem. Kreuzgangs

Die bekannteste Sehenswürdigkeit ist das historische Kloster, das 1234 von Heinrich von Barmstede II. gestiftet und 1544 in ein adliges Damenstift umgewandelt wurde. Mittelpunkt ist die Klosterkirche, die 1747 bis 1749 von Jasper Carstens erbaut wurde. Sie ist ein barocker Saalbau mit Kanzelaltar und einem großen Deckenfresko des Schweizer Kirchenmalers Giovanni Battista Innocenzo Colombo. Das ehemalige Kloster Uetersen ist nicht in vollem Umfang erhalten, doch mit weiteren denkmalgeschützten Häusern, wie dem Klostervorwerk und dem Haus des Propstes, bildet es den Kern der Altstadt. Mit dem Haus der Priorin steht dort auch das älteste Gebäude der Stadt. Typisch ist der holsteinische Backsteinstil. Im Kloster lebten auch Augusta Louise zu Stolberg-Stolberg, die als Goethes Gustchen bekannt wurde, und Metta von Oberg, eine deutsche Baronesse und Wegbegleiterin von Augusta Louise.
Der Uetersener Wasserturm wurde 1925/26 von Dykerhoff & Widmann errichtet. Er gilt als Vertreter eines Baustils, der sich zwischen Tradition und Moderne bewegt. Sein Wasserbehälter wurde über einer offenen Stahlbeton-Skelettkonstruktion mit expressionistischem Ziegelmauerwerk verkleidet.
Das Gebäude des ehemaligen Amtsgerichts stammt aus dem Jahr 1857 und die Guerle-Villa wurde um 1900 gebaut. In der Altstadt befinden sich das in der Mitte des 19. Jahrhunderts errichtete Bleeker-Haus und das Diermissen-Haus, in dem der niederdeutsche Autor und Volkskundler Johannes Diermissen bis zu seinem Tod wohnte. Ein stadtbildprägendes Gebäude in der Altstadt ist das ehemalige Badehaus Kurbad W. Güthe am Eingang zum Kloster.

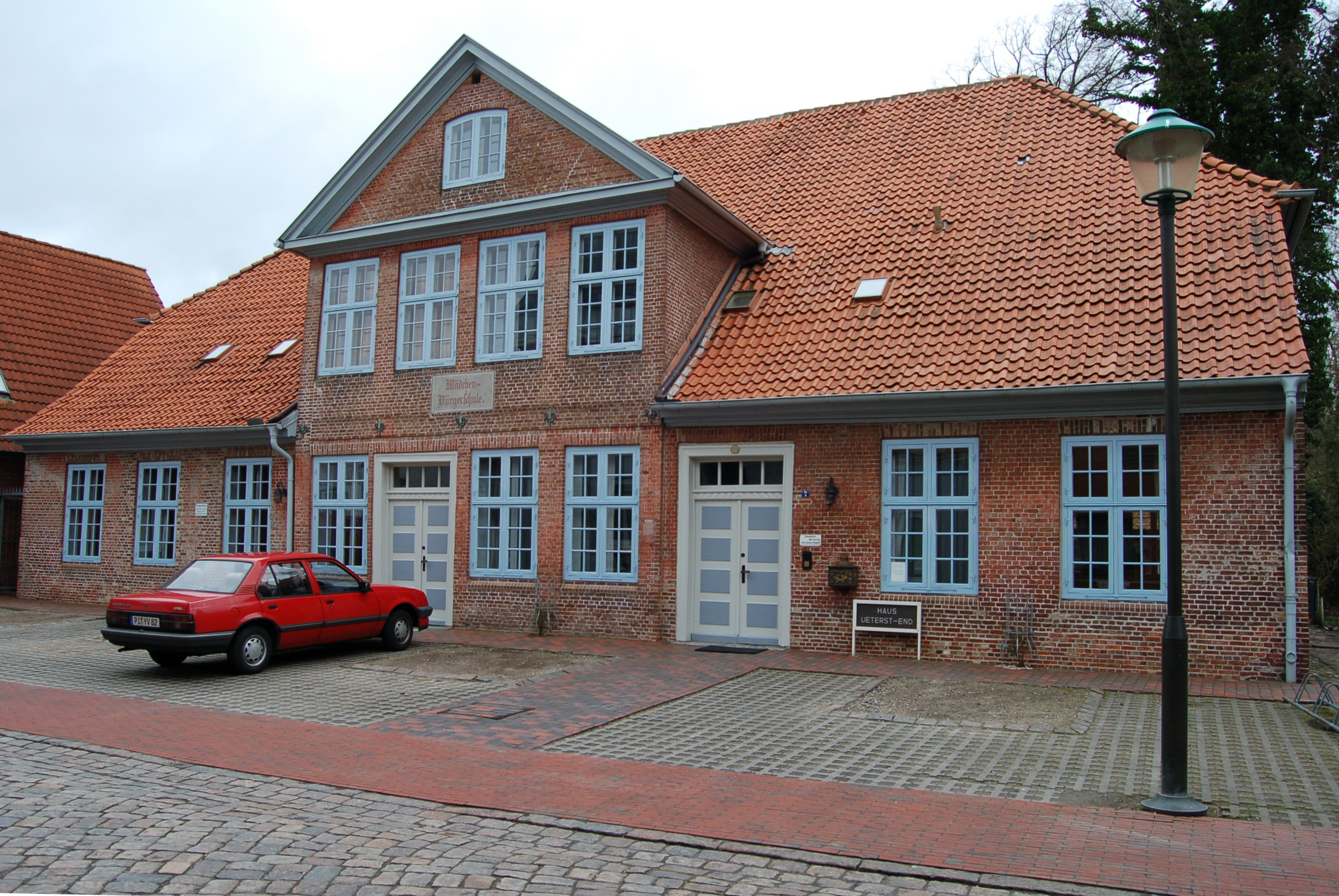
Die ehemalige Mädchen-Bürgerschule

Direkt neben der Klosterkirche befindet sich das Gebäude der ehemaligen Mädchen-Bürgerschule mit einem kleinen Museum. Das 1781 errichtete Hauptpastorat steht wegen seines hohen architektonischen und historischen Wertes als Kulturdenkmal unter Denkmalschutz. In diesem Haus hielt sich oft für Wochen der ehemalige Generalfeldmarschall Helmuth Karl Bernhard von Moltke zur Entspannung auf und traf sich dort mit Cäcilie Bleeker, Michael Lienau und Ludwig Meyn, die zur höheren Gesellschaft der Stadt zählten. Das Eiswirth’sche Haus stammt aus der Mitte des 18. Jahrhunderts und wurde von 1747 bis 1750 vom Schweizer Kirchenmaler Giovanni Battista Innocenzo Colombo bewohnt. Die ehemalige Pension Lehning am Rande der Altstadt gibt Zeugnis ab von der dörflichen Vergangenheit der Stadt und wurde 1764 unter Verwendung von Bauteilen aus dem Jahr 1622 erbaut. Im Osten der Stadt, am Ufer der Pinnau, befindet sich die ehemalige Bauernmühle, die von den Pinneberger Architekten Klaus Groth 1924 erbaut wurde.

### Museen

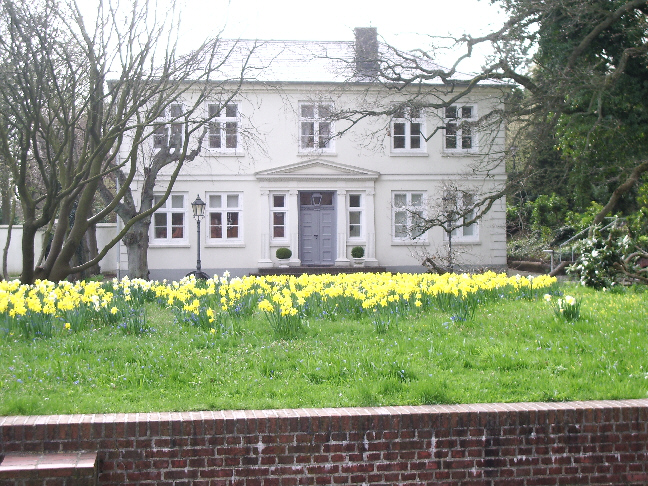
Museum Langes Tannen

Das Stadtgeschichtliche Heimatmuseum in der Parkstraße stellt die Anfänge der Stadt aus dem 13. Jahrhundert und die Entwicklung Uetersens vom Flecken bis zur Verleihung der Stadtrechte im Jahr 1870 dar. Es bietet Informationen über Handel, Schifffahrt, Walfang, Industrie und Gewerbe bis zum Ersten Weltkrieg und die wirtschaftlichen Veränderungen nach den beiden Kriegen. Ebenfalls zu sehen ist eine Sammlung von Motoren aus den ehemaligen ILO-Motorenwerken Pinneberg.
Das Museum Langes Tannen besteht aus drei denkmalgeschützten Gebäuden, einer klassizistischen Villa aus dem frühen 19. Jahrhundert, einer nach Brandstiftung wiederaufgebauten Scheune aus dem Jahr 1762 und einem Mühlensockel aus dem Jahr 1796. Es bietet wechselnde Veranstaltungen und Ausstellungen. Auf dem Gelände befindet sich auch der im Zweiten Weltkrieg gesprengte Schornstein der ehemaligen Langes Mühle. Dieser ist der einzige noch erhaltene Teil der ehemaligen Dampfmühle und steht seit 1997 als Kulturdenkmal von besonderem historischem Wert unter Denkmalschutz.
Die ehemalige Mädchen-Bürgerschule aus dem Jahr 1813, die durch Bestreben einiger Privatleute und des Schleswig-Holsteinischen Heimatbundes (SHHB) renoviert und in Haus Ueterst End umbenannt wurde, beherbergt eine umfangreiche Bernsteinsammlung und eine Gedenkstätte für ehemalige Seminaristen des Ludwig-Meyn-Gymnasiums. Des Weiteren werden diverse hauswirtschaftliche Gegenstände aus den ehemaligen deutschen Provinzen Pommern, West- und Ostpreußen ausgestellt.
Neu hinzugekommen ist das private Schuhmacher-Museum im Sandweg. Es zeigt über 600 Paar Schuhe aus zwei Jahrhunderten sowie handwerkliches Gerät, Werkzeuge und Maschinen und diverse Schuhmacherei-Utensilien. Es dokumentiert die Geschichte und Entwicklung des Schuhmacherhandwerks vom frühen 18. Jahrhundert bis zur heutigen Zeit.

### Parks und Naherholung

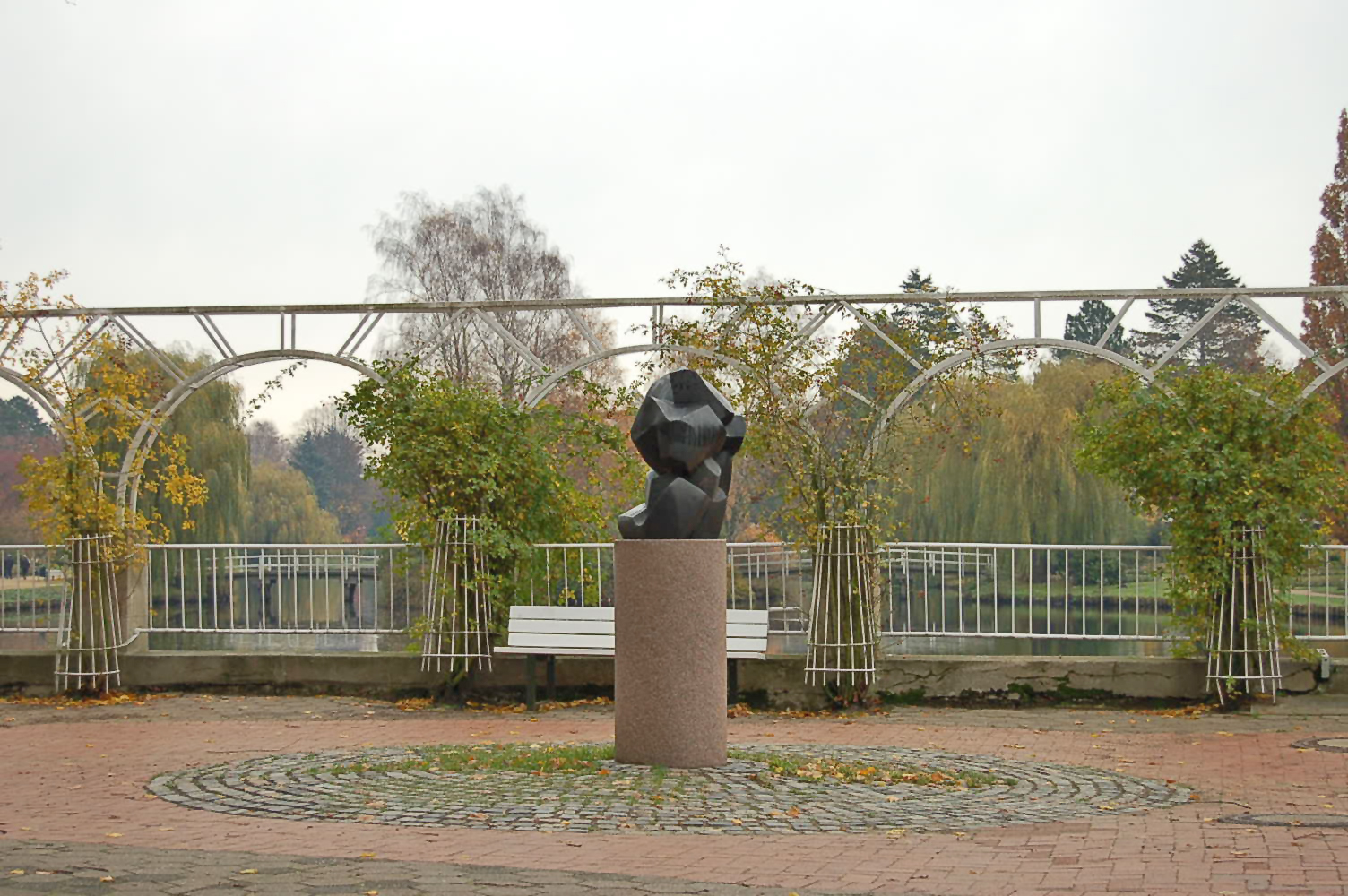
Eingang zum Rosarium

Bekannt ist Uetersen für sein Rosarium, einen Rosenpark, der Kaffeefahrten von weit her anlockt. Im Rahmen einer Rosenschau anlässlich des 700. Stadtgeburtstags am 13. Juni 1934 wurde das Rosarium eröffnet. 1951 fand die erste norddeutsche Rosenschau nach dem Kriege statt, der 1952 sowie 1956 weitere folgten. Zwischenzeitlich wurde es mehrfach umgestaltet und 1961 die Bundes-Rosenschau dort präsentiert. Mit sieben Hektar Fläche ist es der größte Rosengarten Norddeutschlands und bildet den Mittelpunkt der deutschen Rosenzucht. In Uetersen werden mehr als 35.000 Rosen und 1020 verschiedene Rosensorten in allen farblichen Abstufungen und Duftnuancen vorgestellt. Im Juli 2009 feierte das Rosarium sein 75-jähriges Bestehen.
Daneben besitzt Uetersen mehrere angelegte Parks.
Die Parkanlage des Museums Langes Tannen und der angrenzende Wald mit dem sogenannten Hexenwald ermöglicht ausgedehnte Spaziergänge. Nur wenige 100 Meter weiter befindet sich der städtische Grillplatz, auf dem jedermann in Absprache mit der Stadt kostenfrei Feierlichkeiten abhalten kann und auf dem auch Veranstaltungen stattfinden. Auch die fünf Hektar große Klosteranlage des Klosters Uetersen, das sich im Privatbesitz befindet, ermöglicht romantische Spaziergänge zwischen historischen Gebäuden und altem Baumbestand. In der angrenzenden Altstadt gibt es noch weitere historische Alleen, Fußwege und Promenaden. Unweit der Stadt befindet sich in einer idyllischen Wald- und Wiesenlandschaft das Freibad Oberglinde, ein Naturbad, das ebenfalls kostenlos benutzt werden kann.
In unmittelbarer Nähe der Wohnbebauung von Uetersen befinden sich im Gemeindegebiet mehrere Landschaftsschutzgebiete. Im Norden liegt das LSG „Moorige Feuchtgebiete“, im Osten das LSG „Mittlere Pinnau“, im Süden das LSG „Pinneberger Elbmarschen“ und über das Stadtgebiet verteilt das LSG „LSG des Kreises Pinneberg“. Im Süden bildet die Pinnau die Gemeindegrenze. Dort liegt mit der Wasserfläche der Pinnau und dem Uferbereich ein Teil des europäischen NATURA 2000-Schutzgebietes FFH-Gebiet Schleswig-Holsteinisches Elbästuar und angrenzende Flächen.

### Friedhöfe

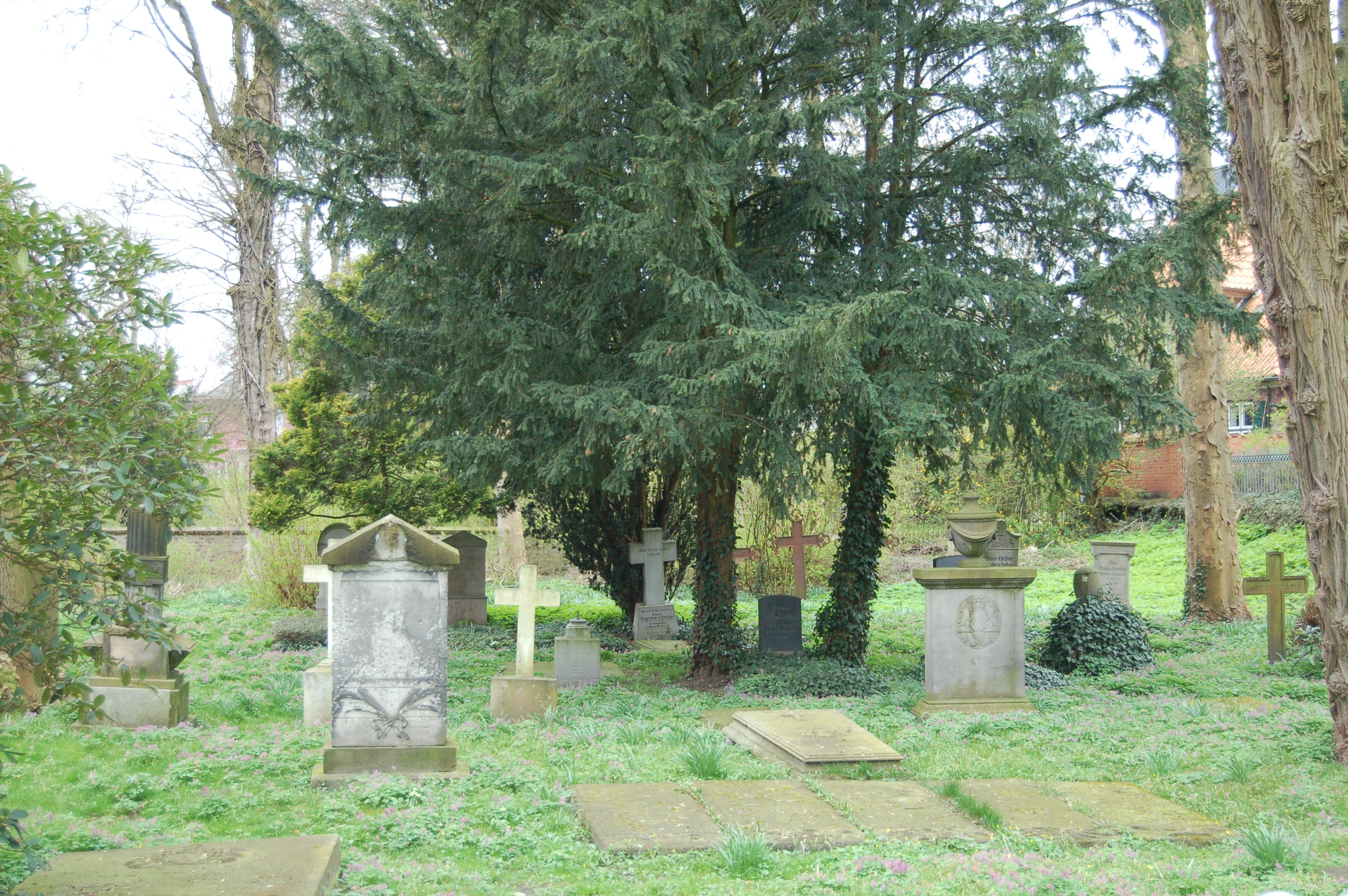
Der Jungfernfriedhof mit historischen Grabsteinen

Als ältester noch erhaltener Friedhof Uetersens gilt der Jungfernfriedhof auf dem Gelände des Uetersener Klosters mit alten Grabsteinen der Priorinnen, Konventualinnen und den Klosterpröpsten. Die erste nachgewiesene Bestattung fand 1658 statt, die bisher letzte Beisetzung war 2003 mit Isabell von Hölck (geb. Reichsgräfin von Platen-Hallermund). Nach einer Legende soll der Ritter Heinrich II. von Barmstede unter einer Grabplatte auf dem Klosterfriedhof von Uetersen begraben sein. Diese Platte wurde 1995 vom Friedhof entfernt, um sie vor einem weiteren Verfall durch Witterung und Luftverschmutzung zu schützen. Sie ist jetzt an der Innenseite des Kreuzganges am Südhaus des Klosters befestigt. Der Friedhof gilt als Sachgesamtheit als Kulturdenkmal.
Der zweitgrößte Friedhof ist der Alte Friedhof, der 1835 errichtet und 1965 aufgegeben wurde. 1992 wurde der Friedhof für 100.000 D-Mark an die Stadt verkauft, mit der Auflage, ihn für die Bürger in einen begehbaren Park umzugestalten. Nach der Pflege und Umgestaltungsmaßnahmen bekam er 1999 den Namen Cäcilie-Bleeker-Park, nach der Uetersener Wohltäterin und ersten Ehrenbürgerin in Schleswig-Holstein Cäcilie Bleeker (1798–1888). Sie war zudem Stifterin zahlreicher sozialer Einrichtungen, wie einer Mädchenschule und dem Krankenhaus der Stadt. Auf dem Friedhof befinden sich heute noch die Gräber des Agrarwissenschaftlers und Bodenkundlers Ludwig Meyn und von Uetersens erstem Bürgermeister Ernst-Heinrich Meßtorff.
Im Norden der Stadt liegt der größte Friedhof der Stadt, der Neue Friedhof. Er wurde 1901 angelegt und ist mit einer Fläche von etwa zehn Hektar einer der größten Friedhöfe der Region. Auf dem Friedhof befinden sich unter anderem rund 30 Grabsteine von Kriegsgefangenen und deren Kindern, die an Krankheit oder Erschöpfung starben. Unweit ist auch eine große Anzahl von Kriegsgefallenengräber aus dem Zweiten Weltkrieg zu finden, davon sieben Gräber von britischen Fliegern, die 1942 beigesetzt wurden. Ebenso befinden sich die Grabanlage der Unternehmerfamilie Hatlapa, der Müllerfamilie Lange, die den Besitz Langes Tannen über mehrere Generationen führte, und weitere Gräber von bekannten Uetersenern wie dem Künstler Hermann Stehr, den Rosenzüchtern Mathias Tantau und Mathias Tantau jun. und dem Politiker Heinrich Wilckens auf dem Friedhof. Der älteste Grabstein stammt aus dem Jahr 1780, er wurde 1947 aufwendig vom Haseldorfer Friedhof umgebettet und ist als Kunstdenkmal anerkannt.

### Denkmäler und Gedenkstätten

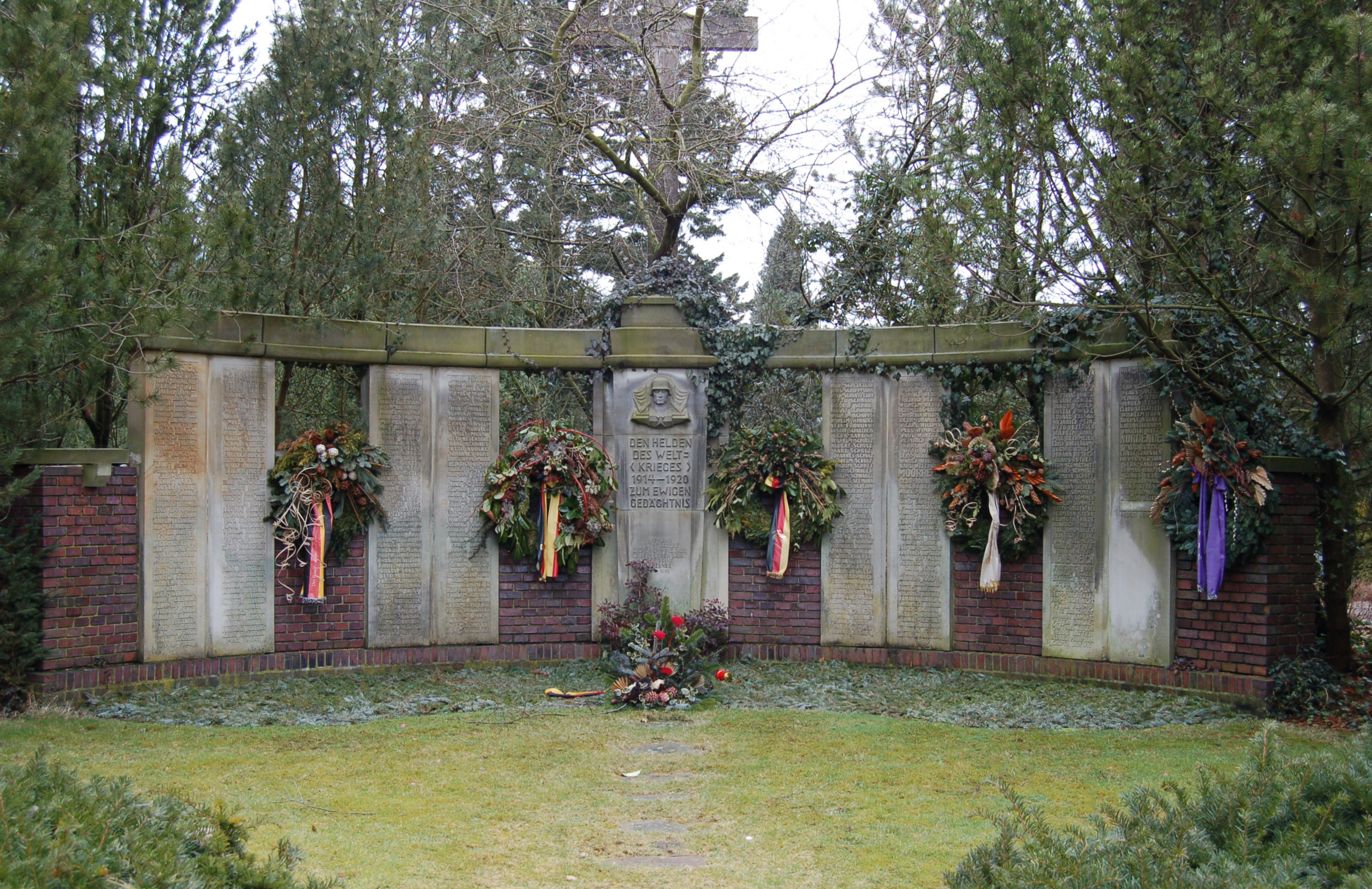
Die Gedenkstätte für Opfer des Ersten Weltkrieges

In Uetersen gibt es eine Vielzahl von Denkmälern und Gedenkstätten, so befindet sich auf dem Neuen Friedhof in zentraler Lage eine Gedenkstätte für die Opfer des Ersten Weltkrieges mit 326 Namen der gefallenen Bürger aus Uetersen, Moorrege, Neuendeich und Nordende. Auf der Rückseite dieser Gedenkstätte befindet sich ebenfalls eine Mahn- und Gedenkstätte für die Opfer des Zweiten Weltkrieges. Wenige Meter entfernt befinden sich ein Ehrenmal und eine Gedenkstätte für die antifaschistischen Widerstandskämpfer der Stadt und für die Kriegsgefangenen, Verschleppten und Zwangsarbeiter, die in Uetersen starben. „Den Opfern des Nationalsozialismus 1933 1945 Johann Britten Arthur Sorg Wilhelm Vollstedt. Unrecht brachte uns den Tod. Lebende erkennt eure Pflicht.“ Die älteste Gedenkstätte des Friedhofes ist die an das Eisunglück von 1904 in Uetersen erinnernde, bei dem fünf Kinder während der Feierlichkeiten anlässlich des Geburtstages von Kaiser Wilhelm II. im Eis einbrachen und starben. Neu hinzugekommen ist der „Uetersener Kinderstein“, ein Gedenkstein an durch Schwangerschaftsabbruch abgetriebene oder totgeborene Kinder.
Auf dem Alten Friedhof aus dem Jahr 1835 befinden sich heute noch rund fünfzehn Grabsteine mit Namen von gefallenen Angehörigen des Ersten- und Zweiten Weltkrieges, die vom Volksbund Deutsche Kriegsgräberfürsorge betreut werden. In unmittelbarer Nähe befindet sich, auf dem Schulhof des Ludwig-Meyn-Gymnasiums, ein Gedenkstein für die gefallenen Soldaten in den beiden Weltkriegen.
Ein weiteres Denkmal befindet sich am Anfang der Denkmalstraße im Zentrum der Stadt, es erinnert an die im Deutsch-Französischen Krieg (1870–1871) gefallenen Uetersener. Er trägt die Inschrift von Theodor Körner (1791–1813) auf der Rückseite: Vaterland! dir woll’n wir Sterben. Wie dein großes Wort gebeut. Unsere Lieben mögen’s erben, was wir mit dem Blut befreit. Nur wenige 100 Meter entfernt befindet sich ein Gedenkstein im Rosarium Uetersen an die „Windhose von Uetersen“ vom 10. August 1925, bei der große Teile der Stadt zerstört wurden.
Das Chemnitz-Denkmal befindet sich in der Seminarstraße in Uetersen und stammt aus dem Jahr 1908, es erinnert an Matthäus Friedrich Chemnitz (1815–1870), der im Jahr 1844 den Text für das Schleswig-Holstein-Lied Schleswig-Holstein meerumschlungen schrieb. Weitere Gedenksteine im Stadtgebiet erinnern an Persönlichkeiten wie Fritz Reuter (1810–1874), Cäcilie Bleeker (1798–1888) oder Ernst Ladewig Meyn (1857–1952), den Pionier der Rosenzüchtung.

### Kunstwerke
In der Stadt, vorzugsweise an und vor öffentlichen Einrichtungen, befinden sich diverse Kunstwerke bekannter Künstler. So stehen mehrere kunstvoll verzierte Stelen der Tornescher Künstlerin Barbara Stehr auf dem Schulhof der Rosenstadtschule. Stahlskulpturen und Betonreliefs des Uetersener Künstlers Hermann Stehr sind ebenfalls im Stadtgebiet zu finden. Die Bronzeplastik „Uetersener Figur – Der Abschied“ von Manfred Sihle-Wissel steht vor dem Rathaus am Zugang des Rosariums. Büsten, Reliefs und andere Kunstwerke zieren die Jürgen-Frenzel-Schwimmhalle, Schulen und Turnhallen. Ein über die Stadtgrenzen hinaus bekanntes Kunstwerk des Uetersener Künstlers Erhard Göttlicher befindet sich an der Wand der Klostermühle. Es zeigt ein etwa 11 × 9 Meter großes, dreidimensionales Gemälde einer Werkhalle und scheint den Innenraum des Gebäudes freizulegen.

### Tourismus
Uetersen liegt am Rande der Seestermüher und der Haseldorfer Marsch, die im Westen und Süden an die Stadt grenzen. Uetersen ist in das Fremdenverkehrskonzept AktivRegion Pinneberger Marsch & Geest integriert und in erster Linie für Wochenendtouristen und Tagesausflügler interessant. Eine besondere Rolle spielt der Fahrradtourismus. Uetersen ist Station mehrerer Rad- und Wanderwege. Durch die Stadt führt der permanente IVV-Wanderweg Rosenstadt Uetersen mit einer Länge von zehn Kilometern, der ganzjährig begehbar ist.

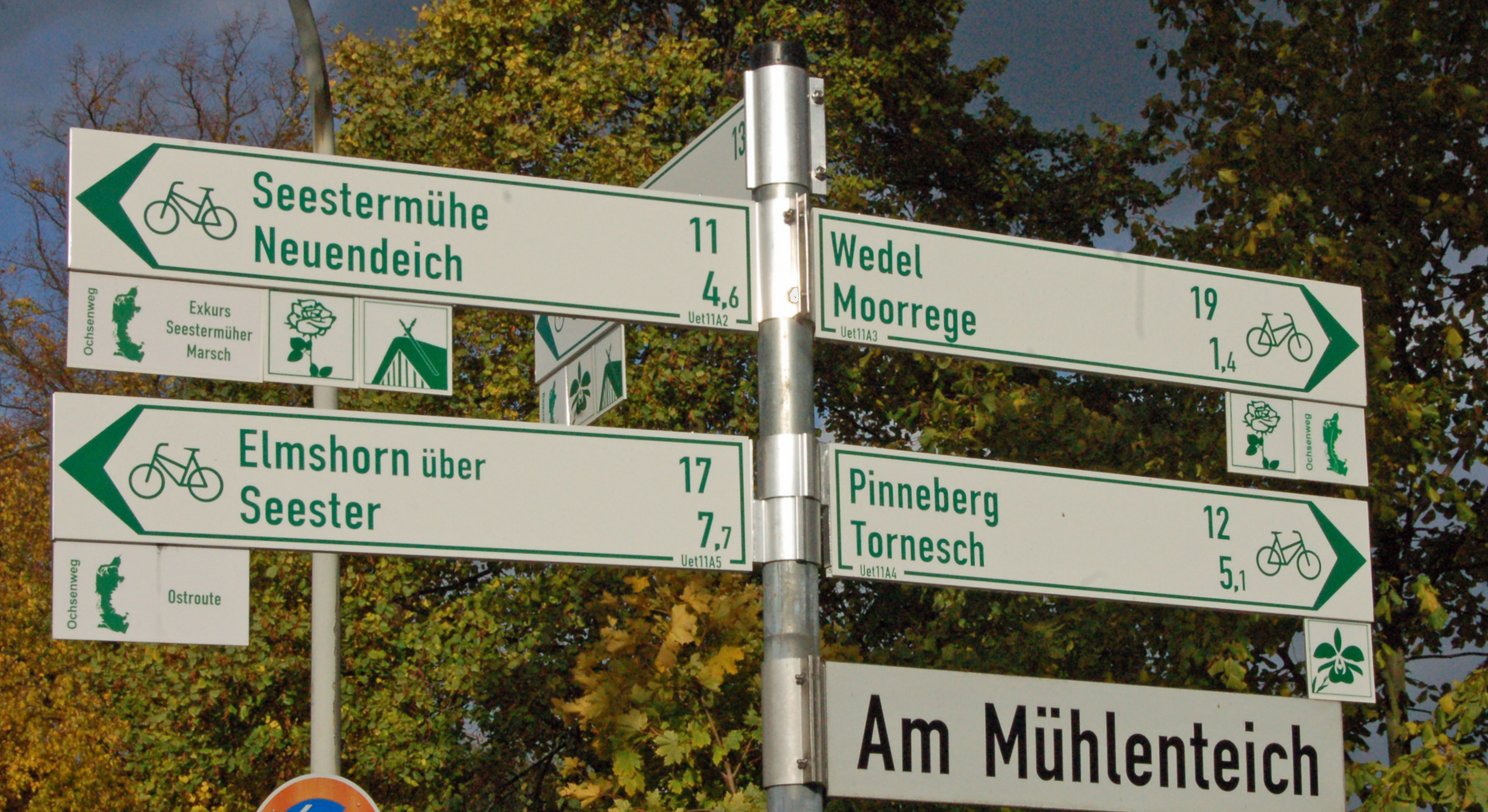
Der zentrale Knotenpunkt der Radwanderwege in Uetersen

Der bedeutendste Radwanderweg ist der Ochsenweg-Radfernweg mit zwei Varianten zwischen der dänischen Grenze bei Flensburg und Wedel bei Hamburg, der sich in Uetersen verzweigt. Manche Abschnitte des historischen Wegs sind heute nicht mehr befahrbar, sodass der historische und der touristische Verlauf nicht überall identisch sind. Weitere Radwanderwege wie der Nordseeküsten-Radweg, der Rosenzucht & Baumschulen-Radweg, die Hamburger „Radrunde“ und die Radwanderwege Haseldorfer und Seestermüher Marsch führen durch die Stadt.
Über die Bundesstraße 431 in Richtung Wedel können die Haseldorfer Marsch und die Hetlinger Schanze erreicht werden, beide sind beliebte Naherholungsziele. Weitere Ausflugsziele sind der Flugplatz Heist, der Elbstrand in Wedel mit der Schiffsbegrüßungsanlage Willkomm-Höft und das etwa sieben Kilometer östlich von Uetersen in Ellerhoop gelegene Arboretum des Kreises Pinneberg.

### Internationale Gartenschau 2013
2011 wurde das Uetersener Rosarium aus 51 Bewerbungen als Partnerprojekt für die Internationale Gartenschau (igs) in Hamburg ausgewählt. Eine Jury der Internationalen Gartenschau und der Geschäftsstelle der Metropolregion Hamburg wählte das Rosarium als einen Kooperationspartner der Internationalen Gartenschau aus.
Zu den Auswahlkriterien des Partnerprojektes gehörte die Bedeutung des Projektes für die Metropolregion Hamburg und ein Bezug zu den Leitthemen der Gartenschau. Die Entscheidung der Jury: „Das Rosarium der Stadt Uetersen überzeugte die Jury als Einrichtung, die ihren Gästen auf einmalige Art Gärten und Pflanzen näher bringt. Wie die igs 2013 selbst bietet Ihr Projekt vielfältige Pflanzungen und Spielarten grüner Schönheit und strahlt weit über die Region hinaus.“

### Gastronomie, Nachtleben und Freizeitgestaltung
In Uetersen gibt es zahlreiche Bars, Cafés, Lokale und Restaurants. Alle früheren Diskotheken gibt es nicht mehr. Um 1800 gab es in dem damaligen Ort die ersten Tanzlokale. 1834 sah sich der Klosterpropst Conrad Christoph von Ahlefeldt genötigt, die „Tanzwut“ zu unterbinden, weil „höchst mißfallig vernommen worden ist, das Kinder, die noch nicht konfirmiert sind die öffentlichen Tanzböden besuchen“. Das war der erste Versuch, die „Tanzwut“ zu unterbinden. Doch die Uetersener Bevölkerung ließ sich das Feiern und den Besuch von Tanzlokalen nicht verbieten; wenn in dem eigenen Ort kein Tanz stattfand, ging man einfach in die Nachbarorte Elmshorn und Hamburg. Bei einer „Spezial-Kirchenvisitation“ aus Gottorf im Jahr 1848 wurde der Klosterpropst aufgefordert, dieses zu häufige „Tanz-Vergnügen“ noch mehr zu unterbinden. Die „Sittlichkeit“ sei gefährdet, so hielt man ihm vor, „das die unehelichen Geburten daselbst in bedenklicher Weise sich vermehren…von Jahre 1840 bis 1845 seien in chronologischer Ordnung denen 8, 11, 11, 15, 18, 26 vorgekommen, so das 1845 JEDES 6. Kind ein uneheliches gewesen, während dies im Jahre 1840 mit JEDEM 19.ten der Fallgewesen sei.“ Als Mittel, der Tanzwut Grenzen zu setzen, wurde von der Kirchenvisitation unter anderen auch die Errichtung von Bibliotheken empfohlen. Erst der Justizrat, Superintendent und Syndikus Carl Friedrich Hermann Klenze (1795–1878) erkannte, dass mit solchen Mitteln der Moral, der Sitte und der Tanzwut nicht beizukommen war. Noch heute gilt die Uetersener Bevölkerung als besonders „feierlustig“.
Besonders bekannt waren das Tanzlokal „Tivoli“, aus dem 3. Viertel des 19. Jahrhunderts, das 1991 abgebrochen und durch einen Wohnblock ersetzt wurde, das Hotel und Tanzlokal „Deutsches Haus“, die Gastwirtschaft mit Tanzsaal „Zur Erholung“ und das „Kaffeehaus Ladewig“, ein bekannter Soldatentreff vor und nach dem Zweiten Weltkrieg. Bis in die 1980er Jahre gab es in der Stadt über 40 Gaststätten, Lokale und drei Diskotheken, von denen zwei abgerissen wurden und die dritte, das über die Stadtgrenzen hinaus bekannte Restaurant Feuerstein in der Altstadt, vormals Café von Stamm, im November 1995 abbrannte. Zu den bekanntesten Restaurants in Uetersen zählen heute der „Asia-Garten“, das „Briolett“, das „PARKHOTEL Rosarium“, der „Uetersener Hof“ und das „Ricci’s Family Restaurant“. Das „La Cave“ und das „Win On“, das einzige thailändische Restaurant im Kreis Pinneberg gibt nicht mehr. Neben den Gaststätten gibt es noch weitere Cafés, Eisdielen, Kneipen, Schnellimbisse, die zum Teil auch einen Lieferservice anbieten.

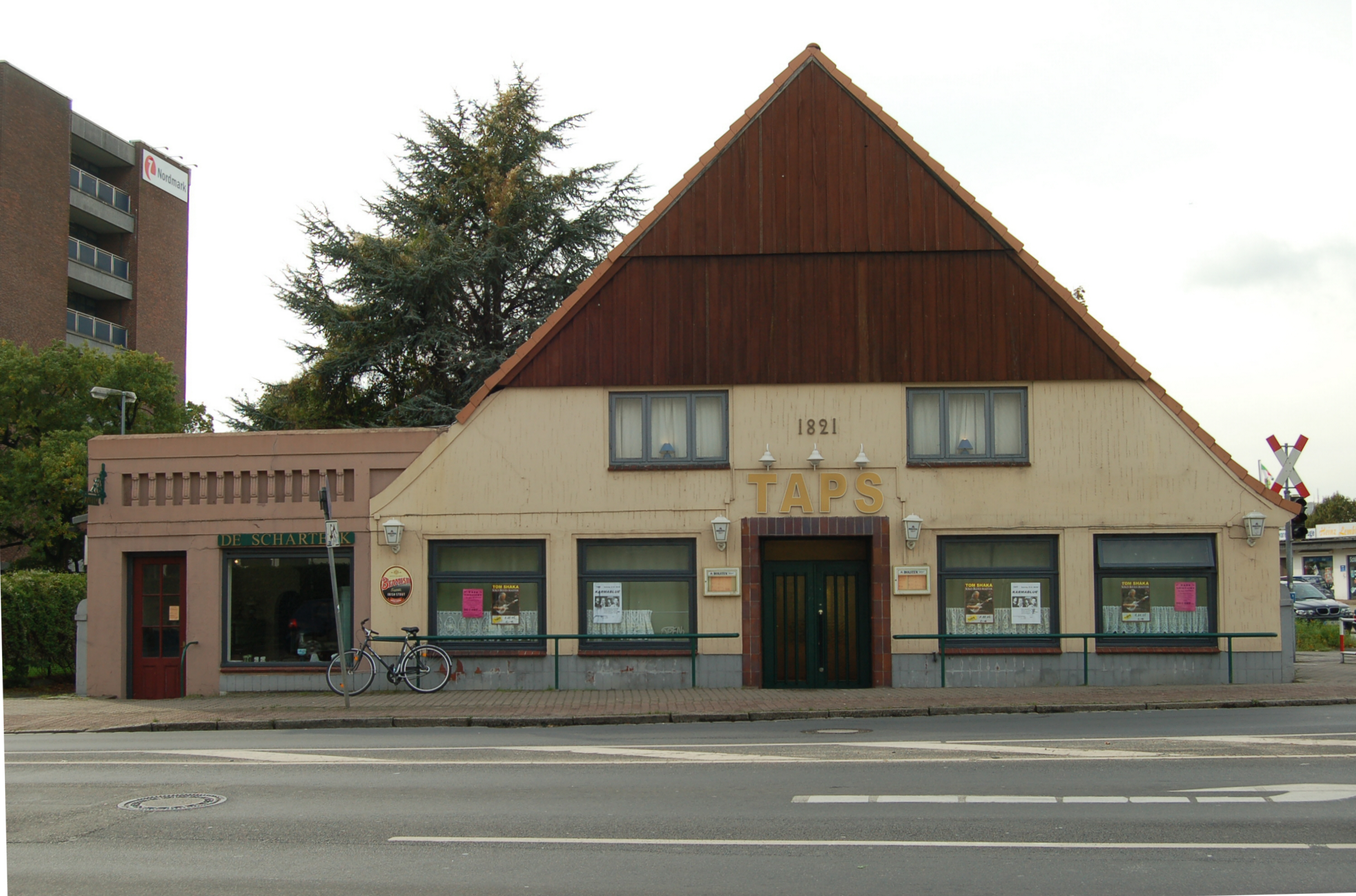
Das Taps

Die Gaststätte Taps bietet seit Anfang der 1970er Jahre an manchen Tagen Live-Musik und ist eine der wenigen Szenekneipen im Kreis Pinneberg. Früher wurde sie zur Unterscheidung zu zwei weiteren Gaststätten gleichen Namens (Treppen-Taps im Großen Sand, Trauben-Taps in der Marktstraße) Keller-Taps genannt.
Das Café Bowy, das ein Alternativlokal für die Jugend war, feierte am 7. Mai 2005 sein zwanzigjähriges Bestehen, bevor es Ende Mai am bisherigen Standort endgültig geschlossen wurde. Eine Neueröffnung an anderer Stelle steht noch in Frage. Alternativ fanden jährlich Veranstaltungen im Kröger’s Gasthof in Tornesch statt.
Das Jugendzentrum wurde nach längerer Pause wiedereröffnet. Es bietet Jugendlichen durch attraktive Programme (zum Beispiel Discos, Ferienprogramme, Kinder- und Jugendfreizeiten, Spielmöglichkeiten) eine Alternative für die Freizeitgestaltung.

### Kindergärten, Schulwesen und Weiterbildung

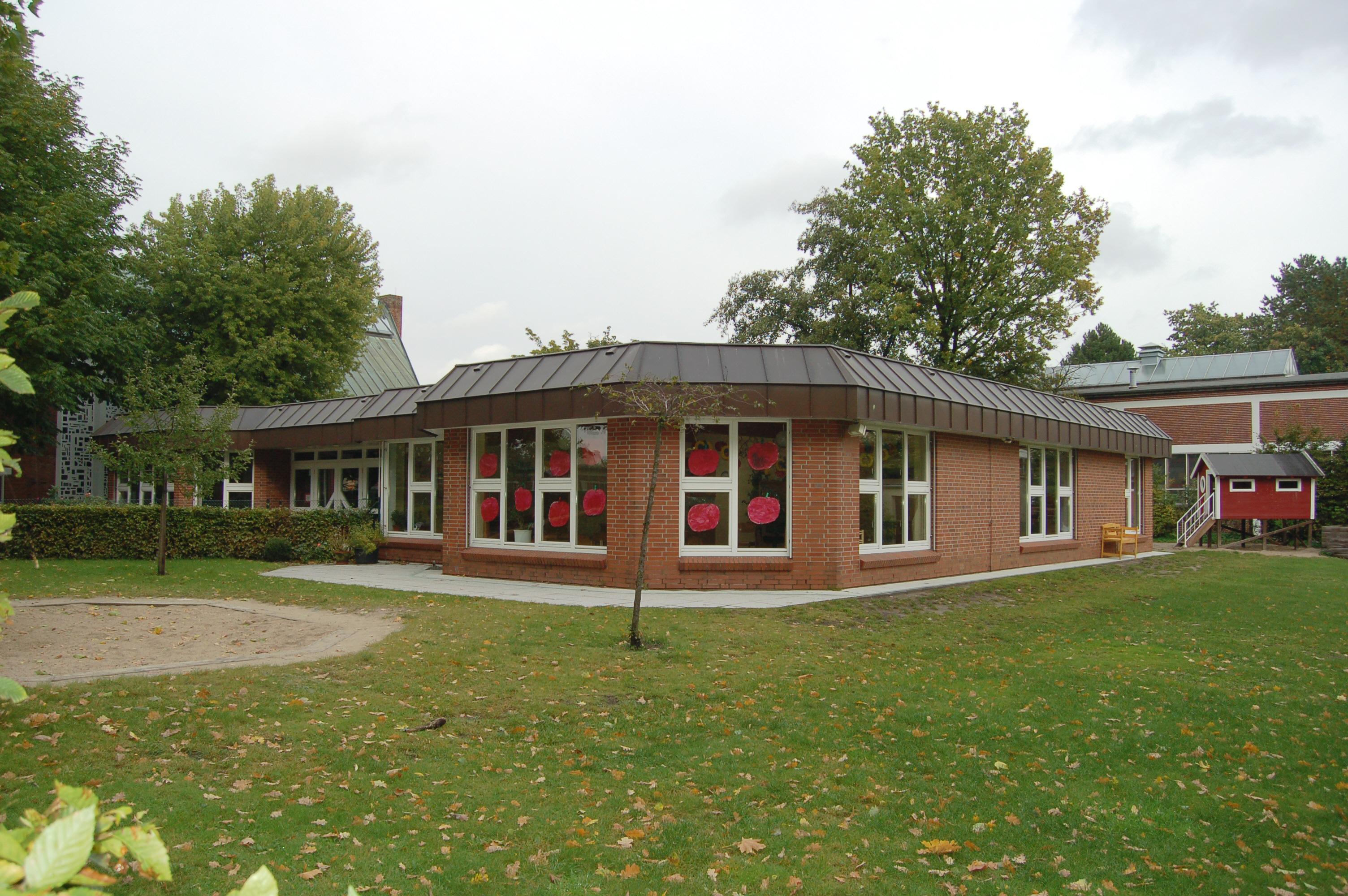
Der Kindergarten im Ossenpadd

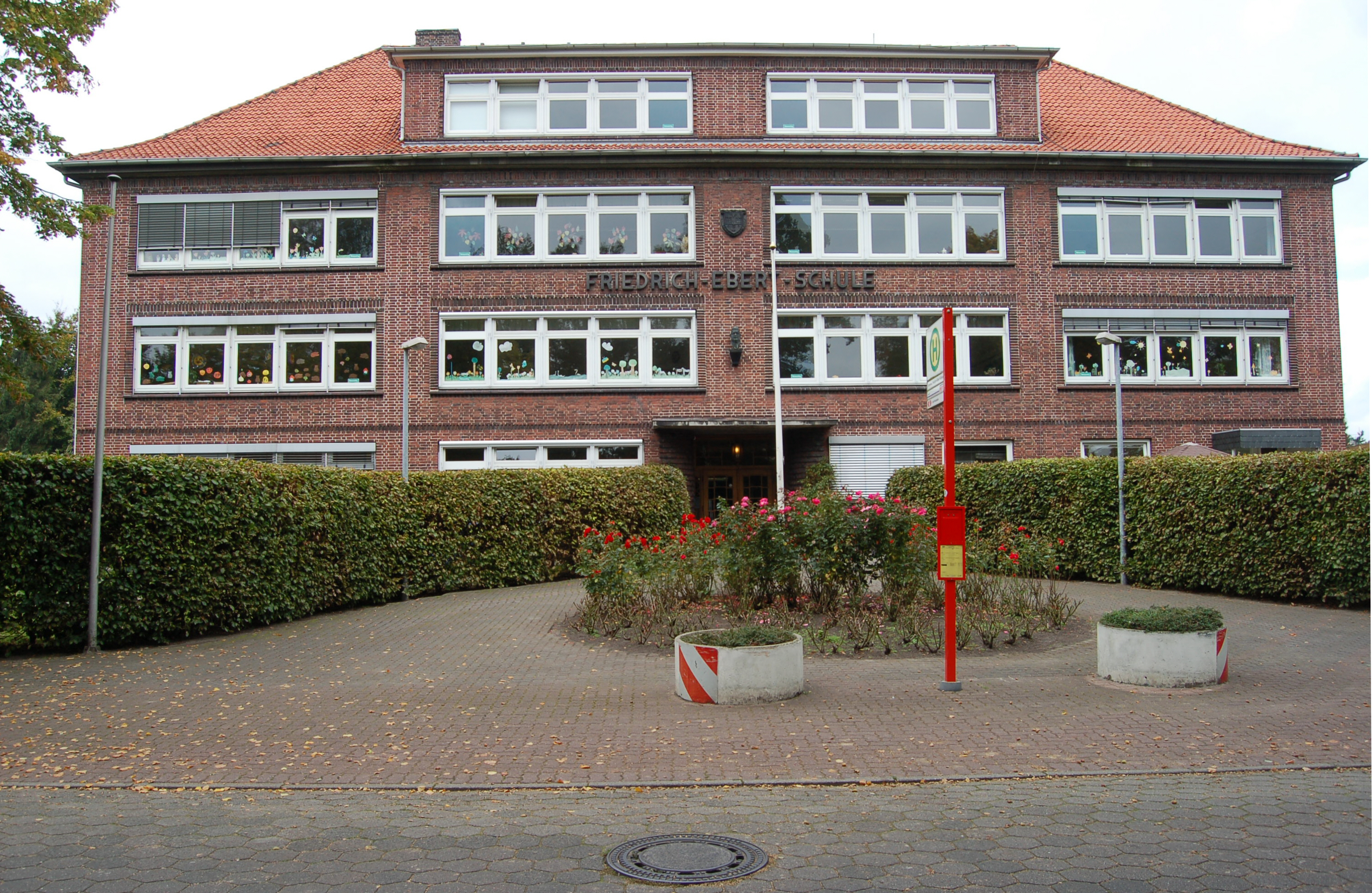
Die Friedrich-Ebert-Schule

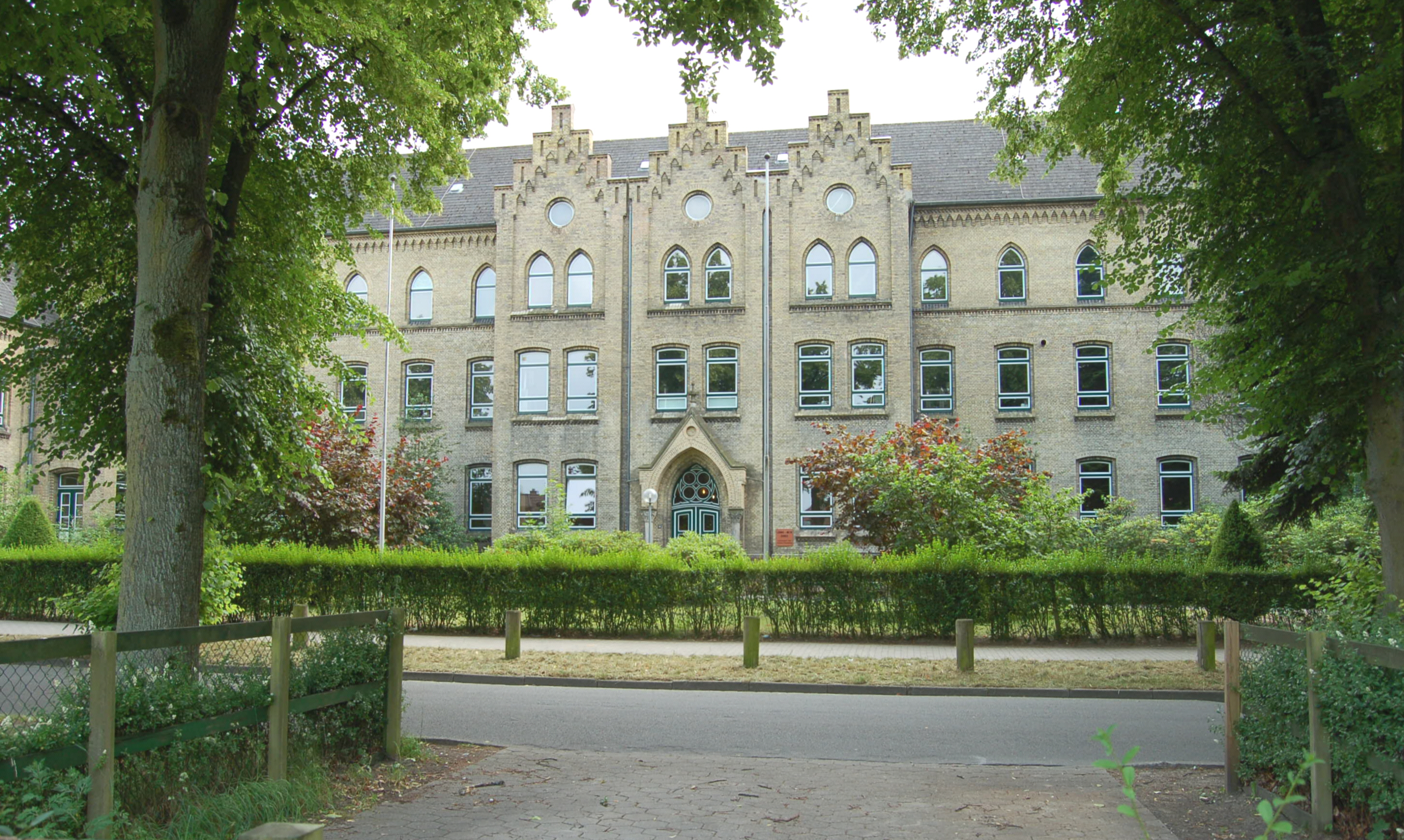
Das Ludwig-Meyn-Gymnasium, auch LMG genannt

Das Betreuungsangebot der Kindergärten, davon zwei in städtischer, einer in katholischer und zwei in evangelischer Trägerschaft, wird ergänzt durch den Kindergarten der AWO, den baptistischen Waldkindergarten und den Waldorfkindergarten. In der Stadt befinden sich auch vier weitere Jugendeinrichtungen, die unter anderem aktive Freizeitgestaltung, Unterstützung bei schulischen und privaten Problemen, Hilfe bei Hausaufgaben und Bewerbungen sowie Freizeit- und Tagesfahrten für alle Altersklassen anbieten. Die Arbeiterwohlfahrt unterhält zwei betreute Jugendwohngruppen in der Stadt, eine im ehemaligen Kinderheim „Hus Sünnschien“ aus dem Jahr 1923 und eine im Wohngebiet „Wiesengrund“.
Mit den Städten Elmshorn, Kellinghusen, Pinneberg, Tornesch und Wedel sowie der Gemeinde Neuendeich unterhält die Stadt das Fünf-Städte-Heim in Hörnum auf Sylt. Es gehört zu den modernsten Jugenderholungsheimen an der Nordsee und bietet zusätzlich Wochenendaufenthalte für vereinsinterne Seminare und Jugendgruppenleiterschulungen an.
Die Stadt Uetersen unterhält mit der Friedrich-Ebert-Schule eine Grundschule und mit der Geschwister-Scholl-Schule, jetzt Förderzentrum Uetersen eine Förderschule, die ab August 2010 die Schüler des Tornescher Förderzentrum Wilhelm-Busch-Schule übernimmt. Durch das Auslaufen des Hauptschulzweiges der Fritz-Reuter-Schule in Tornesch im Juli 2007 ist die Grundschule Birkenallee eine der zuständigen Schulen für die Tornescher Schüler und bietet mit dem sogenannten offenen Ganztag den Schulbesuch bis 14:10 Uhr an. Die Schule Am Roggenfeld ist eine weitere zuständige Schule für den ausgelaufenen Hauptschulzweig der Fritz-Reuter-Schule und ermöglicht neben dem Hauptschulabschluss auch die Vorbereitung auf den Realschulabschluss. Mit der ehemaligen Gustav-Heinemann-Schule, jetzt Rosenstadtschule genannt, besitzt die Stadt eine Grund- und Regionalschule, die für die Schüler der ehemaligen Realschule Tornesch zuständig ist.
Die größte und bekannteste Schule der Stadt ist das früher durch den Kreis verwaltete Gymnasium (Ludwig-Meyn-Gymnasium), das am 1. August 2009 von der Stadt übernommen wurde. Über eine Ablösesumme wurde noch bis September 2013 mit dem amtierenden Landrat verhandelt. Sie ist zuständig für die Region Uetersen/Tornesch/Moorrege sowie für Heidgraben, Heist, Groß Nordende, Haselau, Haseldorf und Neuendeich. Sie gehört mit über 1250 Schülern zu den größten Gymnasien in Schleswig-Holstein.
Mit der Nachbarstadt Tornesch gibt es seit 2002 den „Schulzweckverband Tornesch-Uetersen“ für den Betrieb der gemeinsamen Gesamtschule Klaus-Groth-Schule (Gemeinschaftsschule mit gymnasialer Oberstufe in Tornesch), in der ab dem Schuljahr 2011/2012 das Abitur abgenommen wird. Es wird darüber diskutiert, alle Tornescher und Uetersener Schulen in diesem Zweckverband gemeinsam zu verwalten.
Für die musikalische Weiterbildung stehen mehrere Gesangsvereine und eine privat geführte Musikschule zur Verfügung.
Die Stadt besitzt eine Stadtbücherei mit rund 38.000 Medien und besaß eine gemeinsam mit der Stadt Elmshorn betriebene Volkshochschule. Der Vertrag zwischen Elmshorn und Uetersen lief zum 31. Juli 2011 aus, seitdem arbeitet die Volkshochschule der Rosenstadt mit der VHS in Tornesch zusammen. Zusätzlich werden ab dem 1. August 2011 Kooperationskurse der VHS Wedel angeboten, die unter anderen ein berufsbegleitendes Studium zum Geprüften Bankfachwirt und eine Fortbildung zum Geprüften Fremdsprachenkorrespondent (englisch) ermöglichen. Etwa 175 freie Dozenten (m/w) stehen für die 470 Kurse (davon 115 in Uetersen) in den Bereichen Sprachen, Gesundheit, Gesellschaft, Beruf und Kultur zur Verfügung. Das Thema Integration bildet dabei einen Schwerpunkt im Programm.
Eine Stadthalle mit etwa 500 Plätzen befindet sich am Rosarium, in der kleinere Veranstaltungen stattfinden. Es besteht die Möglichkeit, in allen Sporthallen der Stadt größere Veranstaltungen durchzuführen. Von den ehemals vier Kinos hat nur eines überlebt.
Mit der Fachhochschule Wedel, der Physikalisch-Technischen Lehranstalt Wedel und der Nordakademie in Elmshorn befinden sich drei große private Bildungsinstitute in der Nähe der Stadt. Außerdem bietet die AKAD-Fachhochschule Pinneberg die Möglichkeit zum Fernstudium.

### Vereine

#### Ehemalige Vereine
Nach dem Deutsch-Dänischen Krieg (1864) bildete sich in Uetersen der erste Kriegerverein mit dem Namen „Kampfgenossen Uetersen von 1848/51“. Er bestand aus Veteranen der Schleswig-Holsteinischen Armee, die während der Erhebungszeit gegen Dänemark gekämpft hatten. Sie wehrten sich entschieden gegen die Einverleibung Schleswig-Holsteins durch Preußen und wandten sich gegen die Politik von Bismarck.
Der zweite Kriegerverein waren der „Kampfgenossenverein 1870/71 für Uetersen und Umgebung“ und wurde von Kriegsteilnehmern des Deutsch-Französischen Krieges 1870/71 gegründet. Sie waren jedoch für den neuen Nationalstaat und begrüßten Bismarcks Politik. Da sie nur Kriegsteilnehmer aufnahmen, kam es 1881 zur Gründung der „Militärischen Bruderschaft Uetersen“. In diesem sammelten sich ehemalige Angehörige des deutschen Heeres, die erst nach dem Krieg gedient hatten. 1907 hatte dieser Verein über 170 Mitglieder.
Mit dem 1895 gegründeten „Marineverein Neptun“ und dem „Kavalleristenverein von 1897“ entstanden noch zwei weitere Kriegervereine in Uetersen, die sich nach und nach die „Militärischen Bruderschaft Uetersen“ anschlossen.
1917 verschmolzen beiden größten Kriegervereinen zum „Kampfgenossen und Kriegerverein Uetersen“, der bis 1928 bestand. Aufgrund gesunkener Mitgliederzahl wurde im selben Jahr die „Jugendgruppe Graf von Luckner“ gegründet, die anlässlich ihres 50-jährigen Vereinsjubiläums 1931 den Kreiskriegertag ausrichteten. Der Verein hatte zu dieser Zeit etwa 330 Mitglieder. 1933 wurde der Verein gleichgeschaltet und 1938 in „NS-Reichskriegerbund – Kyffhäuser – Ortsgruppe Uetersen“ umbenannt. Große Bedeutung hatte der Verein jedoch nicht mehr. 1945 fiel dieser Verein unter das alliierte Verbot sämtlicher nationalistischer und militärischer Organisationen.

#### Heutige Vereine

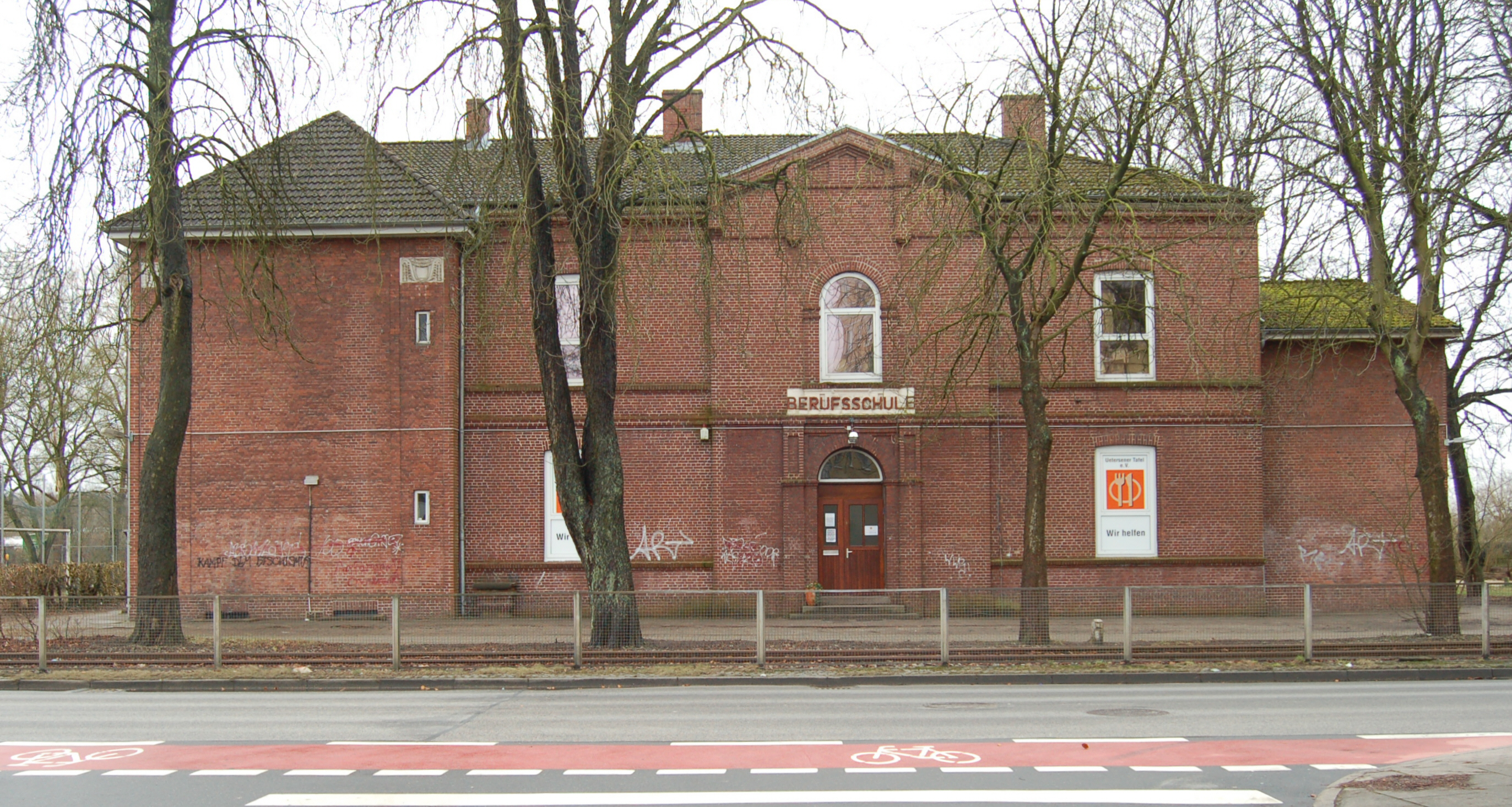
Das Gebäude der Uetersener Tafel

Aufgrund der Vielzahl an Vereinen in Uetersen können diese im Rahmen dieses Artikels natürlich nicht alle aufgelistet werden. Es wird daher nur auf die wichtigsten und bekanntesten eingegangen.
Uetersen zählt mehr als 70 Vereine. Der wohl bekannteste Verein aus Uetersen ist neben den Chorknaben Uetersen der TSV Uetersen mit rund 2800 Mitgliedern, den Sparten Fußball, Leichtathletik, Tischtennis, Basketball und Handball, gefolgt von der Trachtengruppe Ueterst End. Weitere Sportvereine sind Rasensport Uetersen (Fußball, hervorgegangen aus der ehemaligen Fußballsparte des TSV Uetersen), Sport und Spaß Uetersen, der Wassersportverein Uetersen e. V. mit zwei Häfen (Stichhafen und Klosterdeich), Uetersen Dostlukspor, USG Uetersener Sport Gemeinschaft und der Tennisverein. Im Stadtjugendring Uetersen e. V. sind weitere 28 Vereine zusammengefasst, wie der Deutsche-Amateur-Radio-Club (DARC e. V.), die DLRG Uetersen-Moorrege, der Musikzug Rosenstadt Uetersen, der Schiffsmodellbauclub, der Schachclub Uetersen e. V. und der Sportangelverein Uetersen-Tornesch. Es gibt außerdem noch verschiedene andere Vereine aus unterschiedlichen Interessensgebieten wie zum Beispiel die Ortsgruppe des Sozialverband Deutschlands (SoVD) mit etwa 920 Mitgliedern, das Deutsche Rote Kreuz, die Oldtimer- und Technikfreunde Uetersen-Holstein (OTF), die Uetersener Schützengilde von 1545 e. V., den Schützenverein Uetersen von 1959 e. V., Eisenbahnfreunde Uetersen-Tornesch e. V. oder die Uetersener Hagebuttenbühne e. V. (Theaterverein). In den letzten Jahren wurden noch einige andere Vereine gegründet. Dazu zählen die Initiative Hafen-Stadt e. V., jung gewinnt e. V. (Uetersener Jugend- und Kulturverein), das Bildungszentrum Rose e. V., der Verein Kunst im Mittelpunkt e. V., der Verein Rosenkinder (Fördergemeinschaft für Kinder in Sri Lanka e. V.), der in Sri Lanka sozial benachteiligte Kinder unterstützt sowie die Uetersener Tafel e. V., die Bedürftige kostenlos mit Lebensmitteln versorgt.

### Sportstätten
Die Stadt Uetersen unterhält das Naturbad Oberglinde, das 1938 als Freibad an Privatpersonen eröffnet wurde, und die Jürgen-Frenzel-Schwimmhalle, mit einem 25-Meter-Schwimmerbecken und einem 3-Meter-Sprungturm, die 1962 an das historische Schwimmbad angebaut wurde, das heute das Nichtschwimmerbecken mit einer maximalen Wassertiefe von 1,2 m und eine Sauna beherbergt. Des Weiteren betreibt oder unterstützt die Stadt den Betrieb von sieben Sport- und Turnhallen sowie die dazugehörenden Sportplätze. Dazu zählt auch die Dreifelder-Hallensportstätte des Ludwig-Meyn-Gymnasiums und das Rosenstadion, das bis zu 9000 Zuschauer aufnehmen kann. Weitere, private Sportstätten sind zwei Fitnessstudios, eine Tennisanlage und eine Bogenschießsportanlage und einen Schützenplatz.

### Religionsgemeinschaften

#### Ehemalige Religionsgemeinschaften
Um 1050 soll es ein Benediktinerkloster am Rand der damaligen Siedlung gegeben haben, von dessen Verbleib nichts weiter bekannt ist.
Ab 1234 gab es den von Bernhard von Clairvaux (1091–1153) gegründeten Zisterzienser-Orden in dem von Heinrich II. von Barmstede neugegründeten Kloster. Allein zwischen Frankreich und dem Baltikum waren 318 Zisterzienserinnenklöster urkundlich erfasst, die zwischen 1150 und 1350 gegründet wurden. Obwohl das Frauenkloster eines der angesehensten und wohlhabendsten Holsteins war, wurde es nicht dem Ordensverband der Zisterzienser eingegliedert. Die Äbte des Ordens konnte die Visitation der Frauenstifte von ihnen nicht gewährleisten. Folgedessen sprach die Ordensleitung im französischen Citeaux 1228 das Verbot aus, weitere Frauenklöster zu inkorporieren. So wurde den Nonnen zwar gestattet, die Ordenstracht der Zisterzienser zu tragen und nach der Regel des Ordens zu leben, jedoch ohne dieses auf ihrem Siegel kundzutun. Nach der Reformation wurde das Kloster in ein Adeliges Damenstift umgewandelt.
Im Jahr 1720 stellte König Friedrich ein Privileg für die Waldenser aus, die auf der Flucht von Berlin kommend sich in Jütland ansiedeln sollten. 43 Familien mit 165 Personen und 18 bis 19 großen Leiterwagen zogen von Altona über Uetersen nach Fredericia. Zu einer Gemeindebildung in Uetersen kam es jedoch nicht. Einige Jahre später wurde von den Mährische Brüder berichtet. Christian Rantzau ersucht den Landrat und Landdrosten Gebhard Ulrich von Perckentin um einen Bericht, wie viele Untertanen sich „seit einigen Jahren zu den Mährischen Brüdergemeinden begeben“ hatten, worauf Perckentin ihm einen Bericht des Uetersener Klosterpredigers Ballhorn übersandte, aus dem hervorging, dass nur ein einziges Dienstmädchen zu dem Mährischen Brüdern übergegangen sei.
Juden durften sich bis ins 19. Jahrhundert nicht in Uetersen niederlassen. Mitglieder der jüdischen Gemeinde Elmshorn, hatten zwar seit 1744 die Erlaubnis, in der Herrschaft Pinneberg und Grafschaft Rantzau auf dem Lande zu hausieren, jüdische Händler mussten Uetersen aber nachts mitsamt ihrer Ware verlassen und meistens zu Fuß nach Elmshorn zurückkehren. Uetersener Wirtsleuten war die Aufnahme von Juden polizeilich verboten. Die Vorsteher der Elmshorner jüdischen Gemeinde richteten 1818 und 1821 Gesuche zur Aufhebung des Übernachtungsverbotes an den dänischen König. Dagegen sprach sich Klosterhofmeister Matthiessen aus, der die Ortsgewalt für Uetersen hatte. Die Gesuche wurden vom Königlich-Holsteinisch-Lauenburgischen Obergericht in Glückstadt jeweils abschlägig beschieden.
Folgende Religionsgemeinschaften existieren in Uetersen:

#### Evangelische Kirchen
1541 wurde in der Herrschaft Pinneberg die Reformation eingeführt. Erst durch das persönliche zweimalige Erscheinen des König Christian III. von Dänemark im Jahr 1555 im Kloster Uetersen wurde das Kloster trotz energischen Widerstands reformiert. Damit entstand auch die evangelisch-lutherische Gemeinde in Uetersen mit der Klosterkirche, zu der auch die 1961 erbaute Erlöserkirche am Ossenpadd gehört. 1988 kam noch das zu dem Verband der Gemeinschaften in der Evangelischen Kirche in Schleswig-Holstein gehörende Martin-Luther-Haus dazu.

#### Römisch-katholische Kirche
Seit 1885 gibt es Katholiken in der Stadt. 1902 feierte man die erste Heilige Messe in einem Privathaushalt. 1930 erhielten diese ihre erste eigene Kirche, die um 1950 zu einer Schwesternstation und zu einem Kindergarten umgebaut wurde. 1951 wurde eine neue und größere, die heutige Christkönigskirche in der Sophienstraße, eingeweiht. 2005 wurde die Ortsgemeinde Christkönig mit der Ortsgemeinde St. Marien in Wedel zur Kirchengemeinde Heilig Geist zusammengelegt. 2018 wurde die Ortsgemeinde Uetersen mit fünf anderen Ortsgemeinden zur heutigen Pfarrei Heiliger Martin zusammengelegt werden.

#### Neuapostolische Kirche
Seit 1931 ist die Neuapostolische Kirche (NAK) in Uetersen vertreten, die ersten Gottesdienste fanden zunächst in Privathäusern und in der Neuapostolischen Kirche in Elmshorn statt. 1965 wurde das Gotteshaus in der Meßtorffstraße eingeweiht und im Oktober 2008 fusionierte die neuapostolische Kirchengemeinde in Tornesch mit der Gemeinde Uetersen. Die gemeinsame Versammlungsstätte ist nun in der Meßtorffstraße.

#### Zeugen Jehovas
Schon nach dem Ersten Weltkrieg gab es Mitglieder der Zeugen Jehovas in der Stadt. In der Zeit des Nationalsozialismus wurden die Zeugen Jehovas verfolgt, unter anderem wegen ihrer konsequenten Weigerung, Kriegsdienst zu leisten, den Hitlergruß zu entbieten oder in anderer Weise am Führerkult teilzunehmen. In Uetersen gab es sieben Personen, die wegen ihrer Religionszugehörigkeit angeklagt und zum Teil verurteilt wurden. Nach dem Zweiten Weltkrieg entstand die Jehovas Zeugen Versammlung Uetersen e. V., die sich 2005 mit Tornescher Mitgliedern zusammenschloss. Die gemeinsame Versammlungsstätte befindet sich seitdem in Tornesch.

#### Freikirchen
In Uetersen ist außer den bereits angeführten Konfessionen auch die Evangelisch-Freikirchliche Gemeinde der Baptisten mit der Christuskirche in der Tantaus Allee beheimatet, die erstmals 1899 erwähnt wurde. 1955 wurde Uetersen als Station der Gemeinde Pinneberg ins Leben gerufen und am 7. Mai 1960 das erste Gotteshaus in der Tantaus Allee eingeweiht. Dieses wurde Mitte der 1980er Jahre abgerissen und 1990 durch ein neues Gemeindehaus ersetzt.

#### Islam
In der Katharinenstraße betreibt die sunnitisch-muslimische Gemeinschaft die Moschee Yeşil Cami (Grüne Moschee), der rund 185 Mitglieder angehören. Diese ist in dem ehemaligen „Diakonissenheim“ aus dem Jahr 1899 untergebracht.
Die alevitisch-muslimische Gemeinschaft, mit knapp 40 Mitgliedern, hat ihren Cem evi Sitz in der Seminarstraße.

#### Sakralbauten

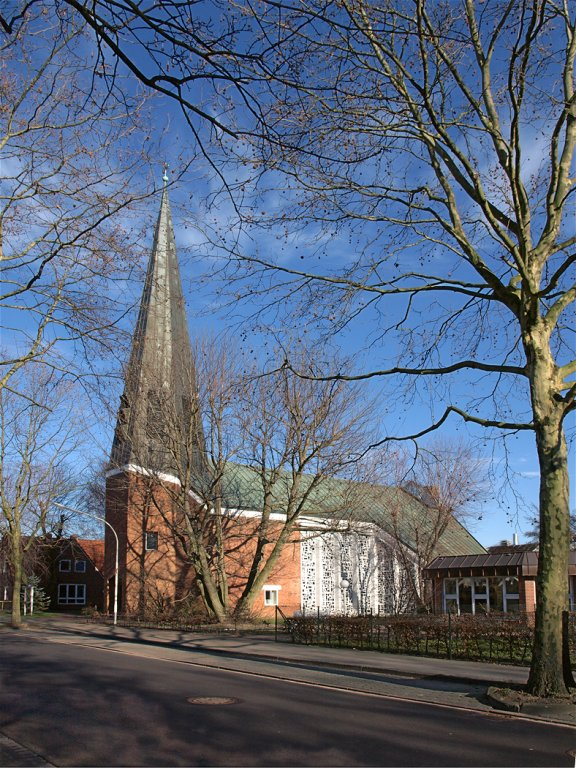
Erlöserkirche
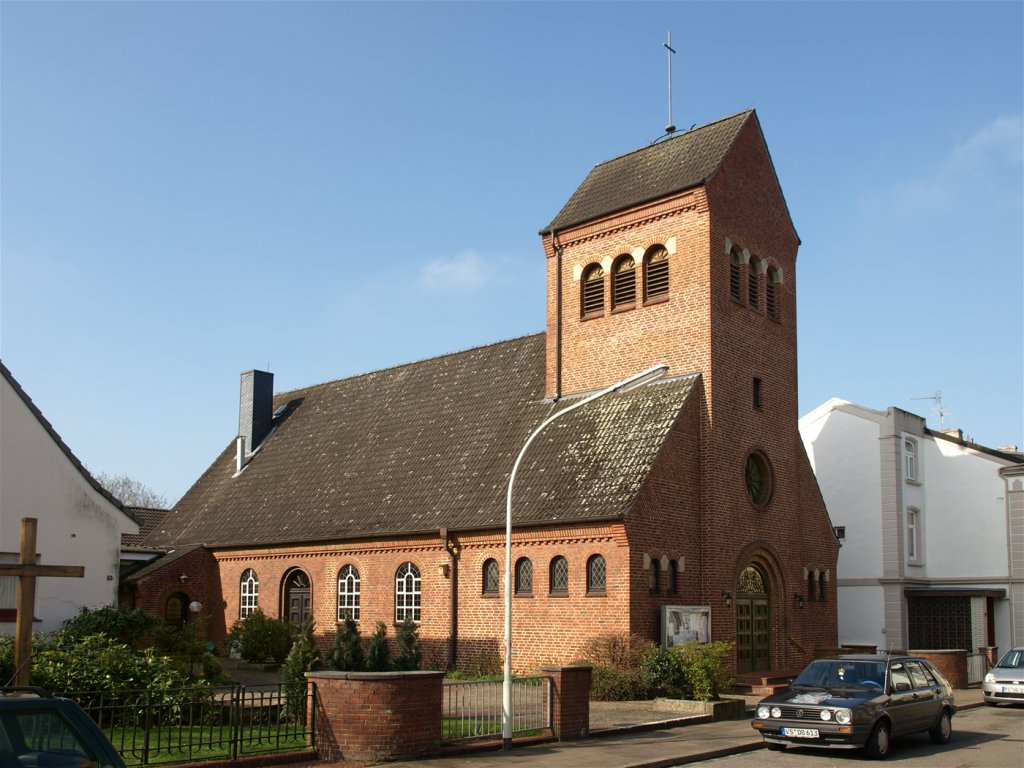
Christkönigskirche
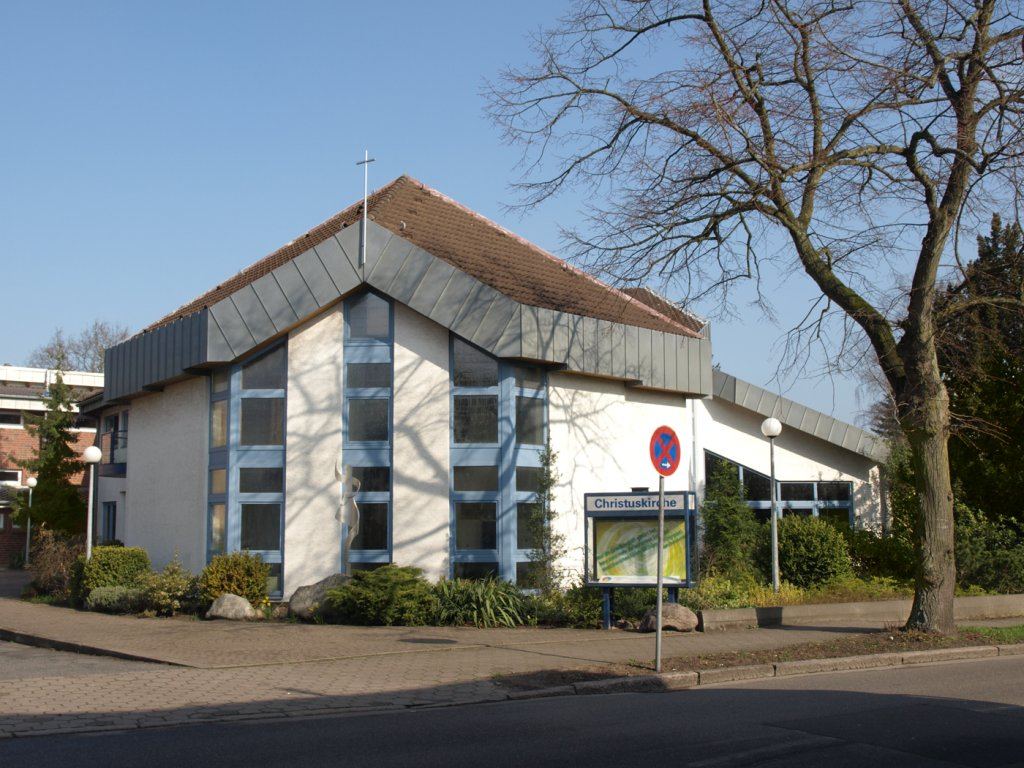
Christuskirche
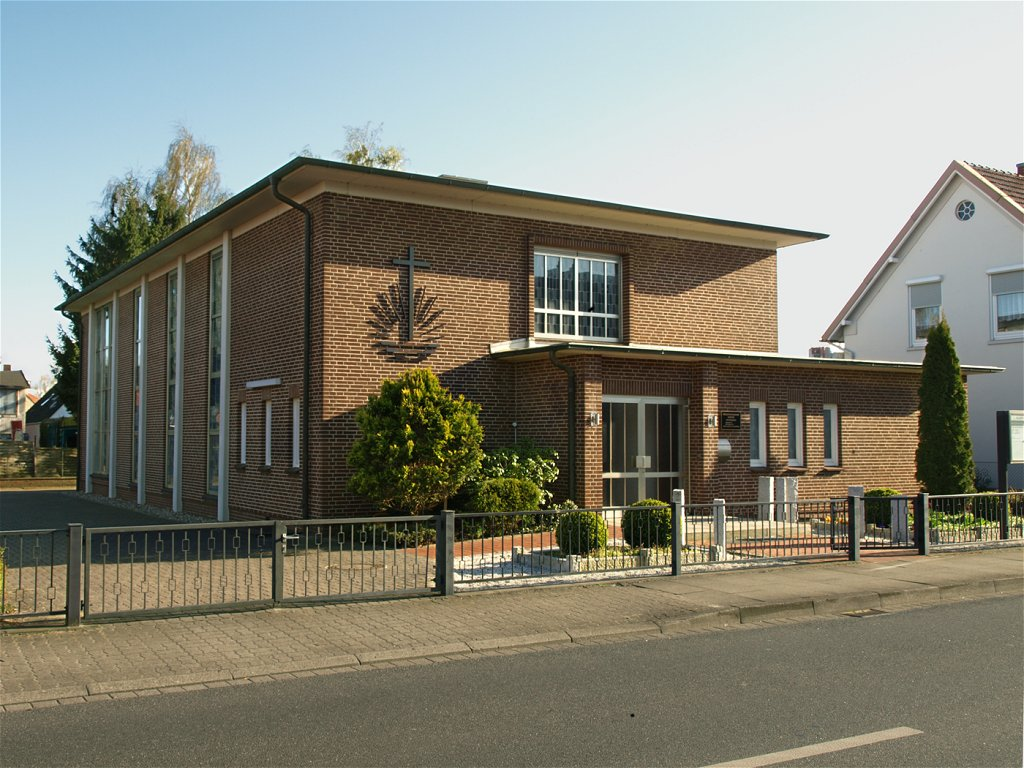
Neuapostolische Kirche
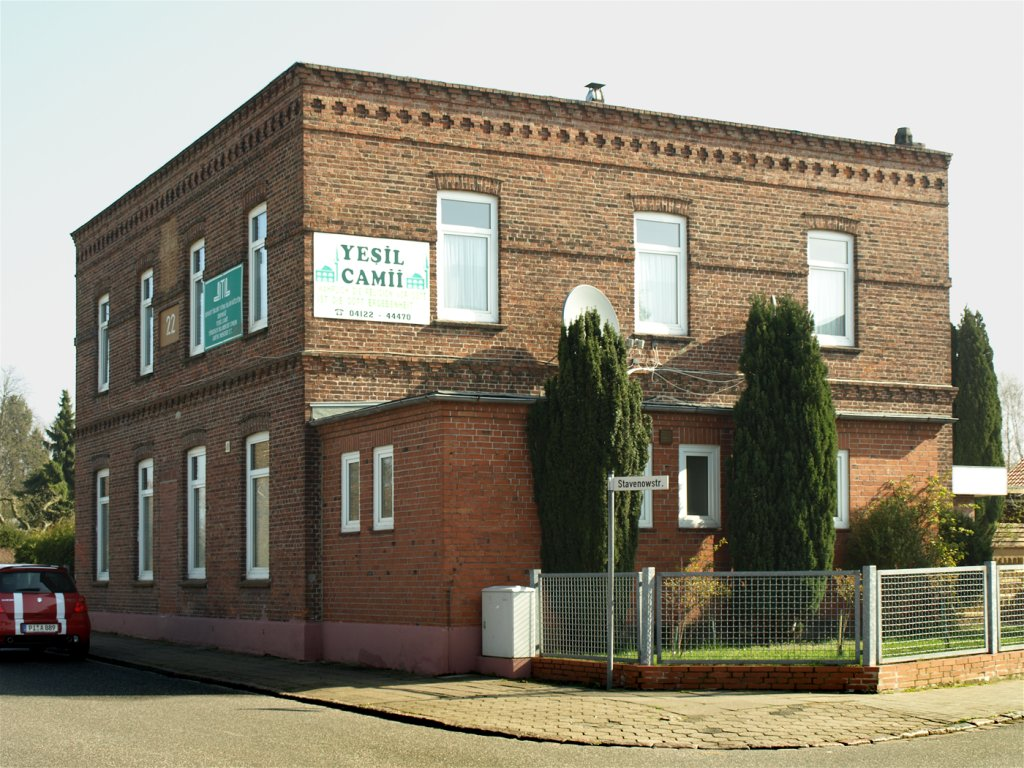
Moschee Yesil Camii

### Sprache
In Uetersen wird überwiegend Hochdeutsch mit norddeutscher (bzw. niederdeutscher) Klangfärbung sowie Missingsch und zum Teil Hamburger Dialekt gesprochen. Viele Einwohner verstehen noch das Platt- bzw. Niederdeutsche, verwenden es aber im Alltag meist nicht mehr. Ein Teil der Bevölkerung, insbesondere Bewohner des Umlandes, benützt das Niederdeutsche durchaus noch als Alltagssprache. Auf dem freitäglichen Wochenmarkt kann man die alte heimatliche Sprache noch oft hören. Ein häufig verwendeter Gruß ist Tschüs und Moin, das auf Grund der Nähe zu Hamburg übernommen wurde und zu jeder Tages- und Nachtzeit verwendet wird.

## Wirtschaft und Infrastruktur

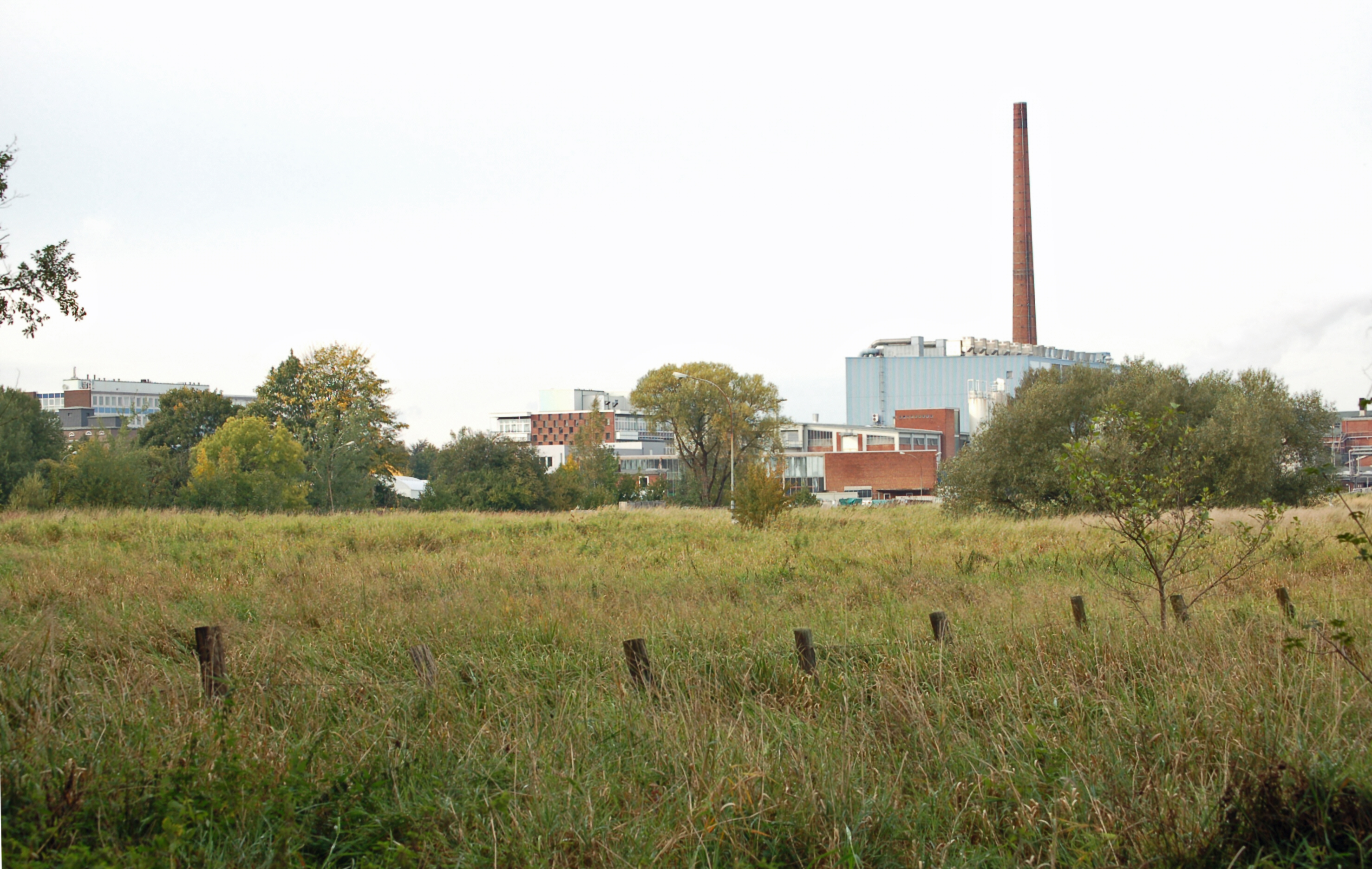
Links das Hauptgebäude des Pharmazieunternehmens Nordmark, rechts die Gebäude des Papierherstellers Stora Enso

### Banken
Sparkasse Südholstein, Hamburger Sparkasse und VR-Bank unterhalten in Uetersen Filialen.

### Ansässige Unternehmen
Uetersen ist ein Industrie- und Wirtschaftsstandort mit über 1000 Firmen. Zu den größten Unternehmen gehört die Firma Feldmuehle (ehemals Stora Enso), die sich in Uetersen auf die Produktion von Bilderdruckpapieren und nassfesten Etikettenpapieren spezialisiert hat. Es ist einer der größten Industriebetriebe in Schleswig-Holstein. Im Januar 2018 wurde Insolvenz angemeldet.
Die Regio Kliniken, die über 2300 Mitarbeiter im Kreisgebiet beschäftigen, die rund 30.000 stationäre und 37.000 ambulante Patienten jährlich betreuen, siedelten von Uetersen nach Elmshorn um.

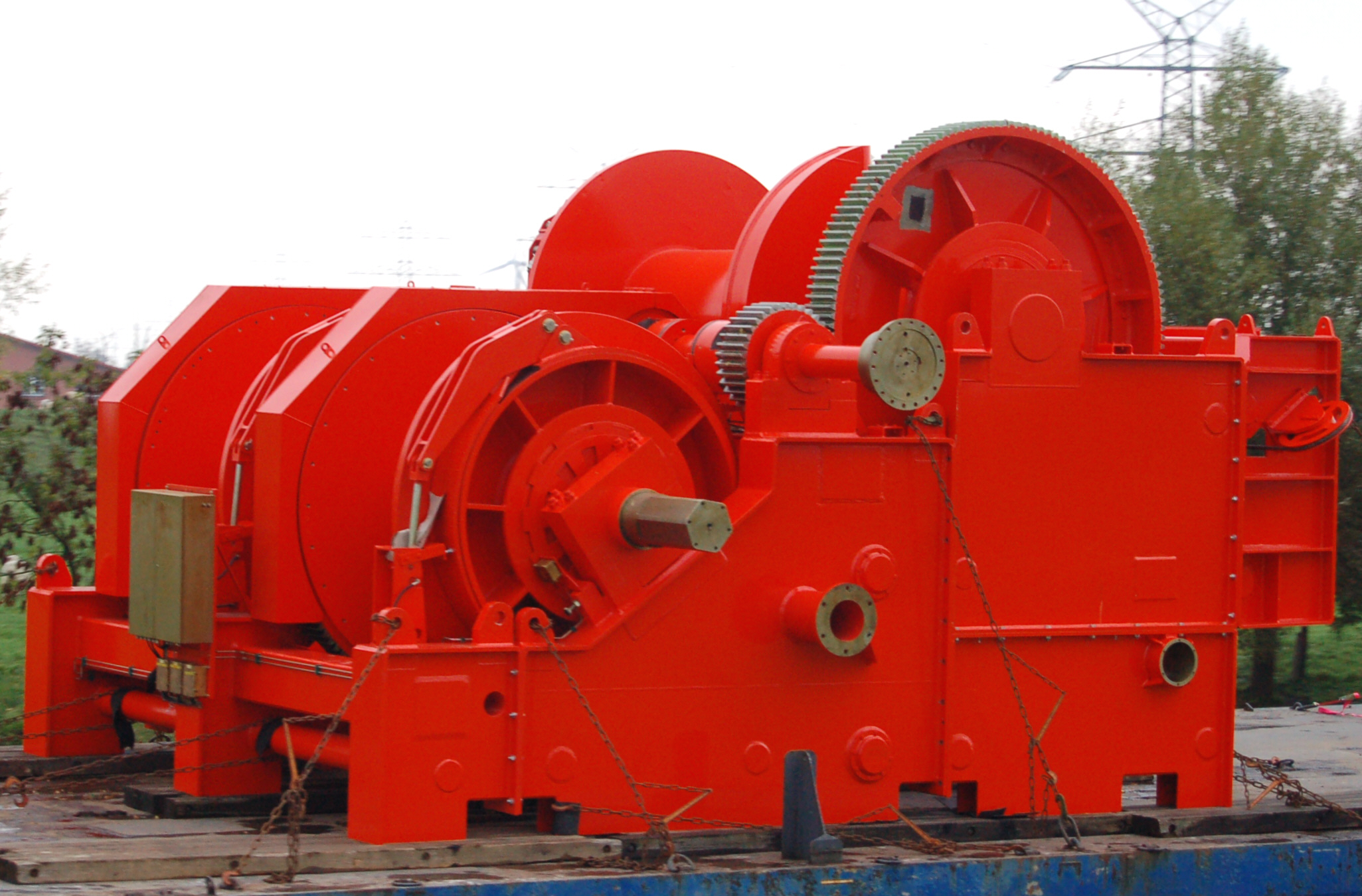
Eine der größten Schiffswinden der Welt

Ein weiterer großer Arbeitgeber ist das Pharmazieunternehmen Nordmark, das sich unter anderen auf Magen-Darm-Präparate spezialisiert hat und die Wirkstoffe Kollagenase und Pankreatin herstellt. Das Unternehmen betrieb zwischenzeitlich auch die größte Schlangenfarm Europas. Weitere große Betriebe sind der inzwischen insolvente Maschinenbau- und Schiffsausrüster MacGregor Hatlapa, der Decksmaschinen, Kompressoren und Ruderanlagen und einige der größten Schiffswinden herstellt, und die Chemiebetriebe Voss Chemie und Oemeta Chemische Werke. Voss Chemie hat sich auf die Herstellung kalthärtender Kunststoffe wie Polyester-Spachtelmassen für Kraftfahrzeuge spezialisiert. Die Oemeta ist ein Hersteller von Kühlschmierstoffen für die zerspanende Fertigung. Weitere größere Betriebe sind das Einheitserdewerk und die Firma ISW (Industrie Service & Wärmeträgeranlagenbau), die sich auf die Anfertigung von Thermalölkesseln für Landanlagen und Seeschiffe und den Bau von Dampferzeugern spezialisiert hat. Im Westen der Stadt befand sich die Firma Harles und Jentzsch, sie war ein Spezialbetrieb für die Verarbeitung von tierischen und pflanzlichen Fetten und Ölen sowie deren Derivaten.

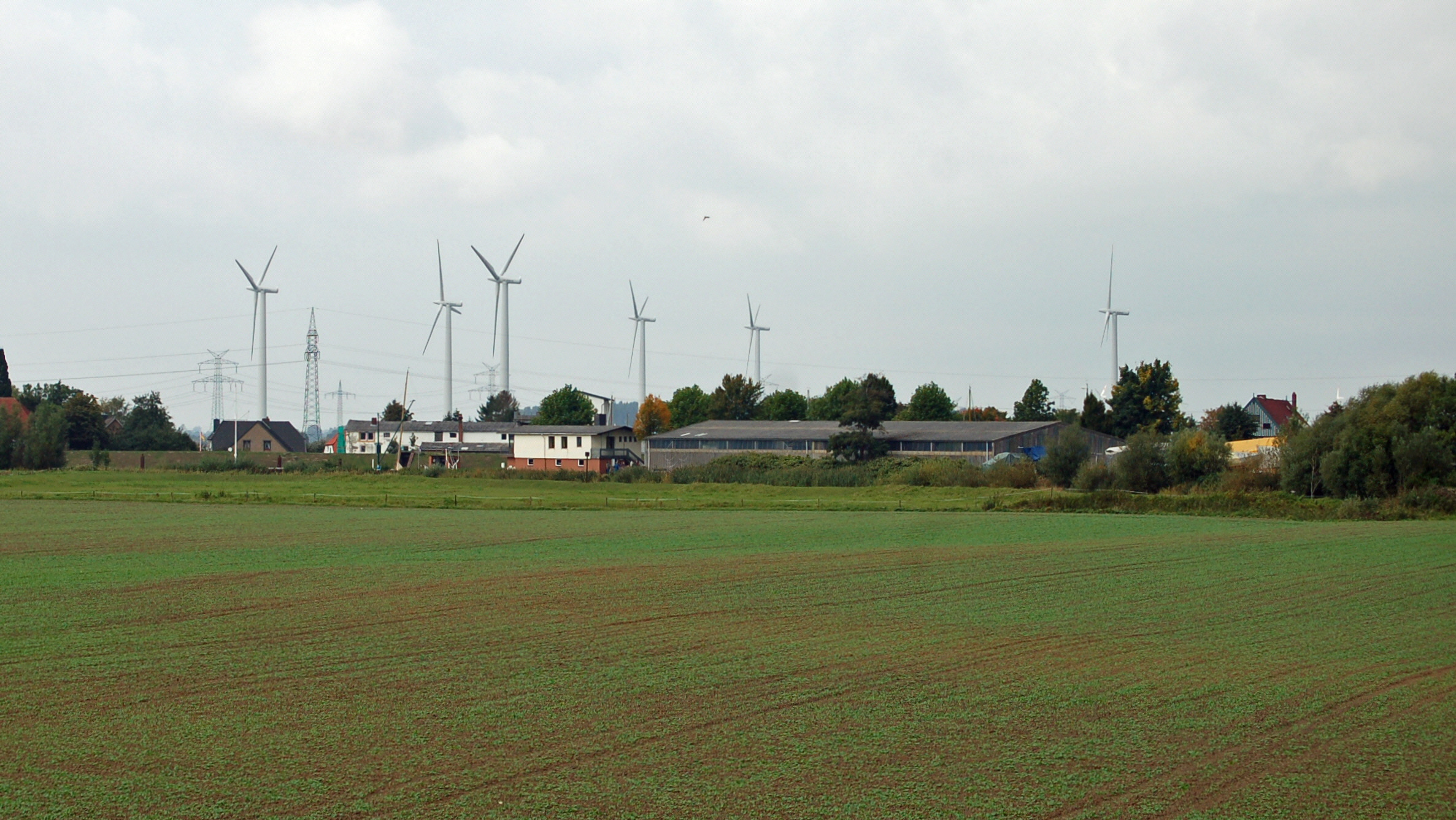
Der Uetersener Windpark

In und um Uetersen befindet sich das größte Baumschul- und Rosenzuchtgebiet Europas mit den Firmen Kordes, Rosen Tantau und BKN Strobel, die mit ihren Züchtungen den Weltmarkt für Schnittrosen beherrschen. Die Rosen werden nach dem Verlassen ihrer „Kinderstube“ nach Südamerika und Afrika verschickt, dort auf Plantagen aufgezogen, geerntet und per Luftfracht an Großhändler weltweit geliefert. Über niederländische Rosenbörsen finden einige ihren Weg zurück in Blumengeschäfte von Uetersen und Umgebung.
Westlich der Stadt befindet sich der Uetersener Windpark mit sechs 100 Meter hohen Anlagen, die eine Nennleistung von 7,8 Megawatt haben und rein rechnerisch zwei Drittel der Uetersener Haushalte mit Strom versorgen können. Der Windpark nahm im September 2001 den Betrieb auf. Eine Erweiterung des Windparks um zwei Anlagen wurde bisher vom Kreis Pinneberg abgelehnt, da er sich im Landschaftsschutzgebiet „Pinneberger Elbmarschen“ befindet.

### Einzelhandel
Die größte Konzentration von Warenhäusern und Geschäften befindet sich in Uetersen rund um die Fußgängerzone/Am Markt und im Osten am Gerberplatz. Dort haben sich Filialen verschiedener Warenhausketten angesiedelt und bilden die beiden großen Einkaufszentren der Stadt. Das Gebiet ist durch gute Verkehrsanbindung und mehrere Bushaltestellen erschlossen. Auch entlang der Marktstraße in der Altstadt und im Zuge des Großen Sands befinden sich zahlreiche kleinere und größere Geschäfte. Im Verlauf des Kleinen Sands/Tornescher Weg/Wittstocker Straße haben sich einige größere Discounter und Fachgeschäfte sowie zwei Baumärkte angesiedelt. Das jährliche Umsatzvolumen der etwa 150 aktiven Ladeneinheiten wird auf 102 Millionen Euro geschätzt, wovon drei Viertel (etwa 77 Millionen Euro) im Zentrumsbereich erwirtschaftet wurden (Stand 2011).

### Öffentliche Einrichtungen
Uetersen ist als Unterzentrum, das ein Umland/Einzugsgebiet von rund 50.000 Menschen versorgt, auch Standort vieler Ämter, Institutionen und Körperschaften des öffentlichen Rechts. Neben der KVIP (Kreisverkehrsgesellschaft in Pinneberg), den fünf Kirchengemeinden, der Feuerwehr, der Rettungswache, einer Bibliothek, einem Postamt und einigen Beratungsstellen, wie die des Schiedsmanns/frau und der Schuldenberatung befinden sich in Uetersen eine Agentur für Arbeit in Trägerschaft des Bundes sowie die ARGE, ein Polizeirevier und eine Außenstelle des Kreisjugendamts sowie die Verwaltungsstelle des Amtes Haseldorf, das für die Gemeinden Haselau, Haseldorf und Hetlingen zuständig ist.
Weitere Körperschaften des öffentlichen Rechts sind die Stadtwerke Uetersen, die Abwasserentsorgung Uetersen, die Volkshochschule, mehrere Wohnungs- und Verwaltungsgesellschaften und eine Wohnungsbaugenossenschaft.

### Verkehr

#### Straßen und Individualverkehr

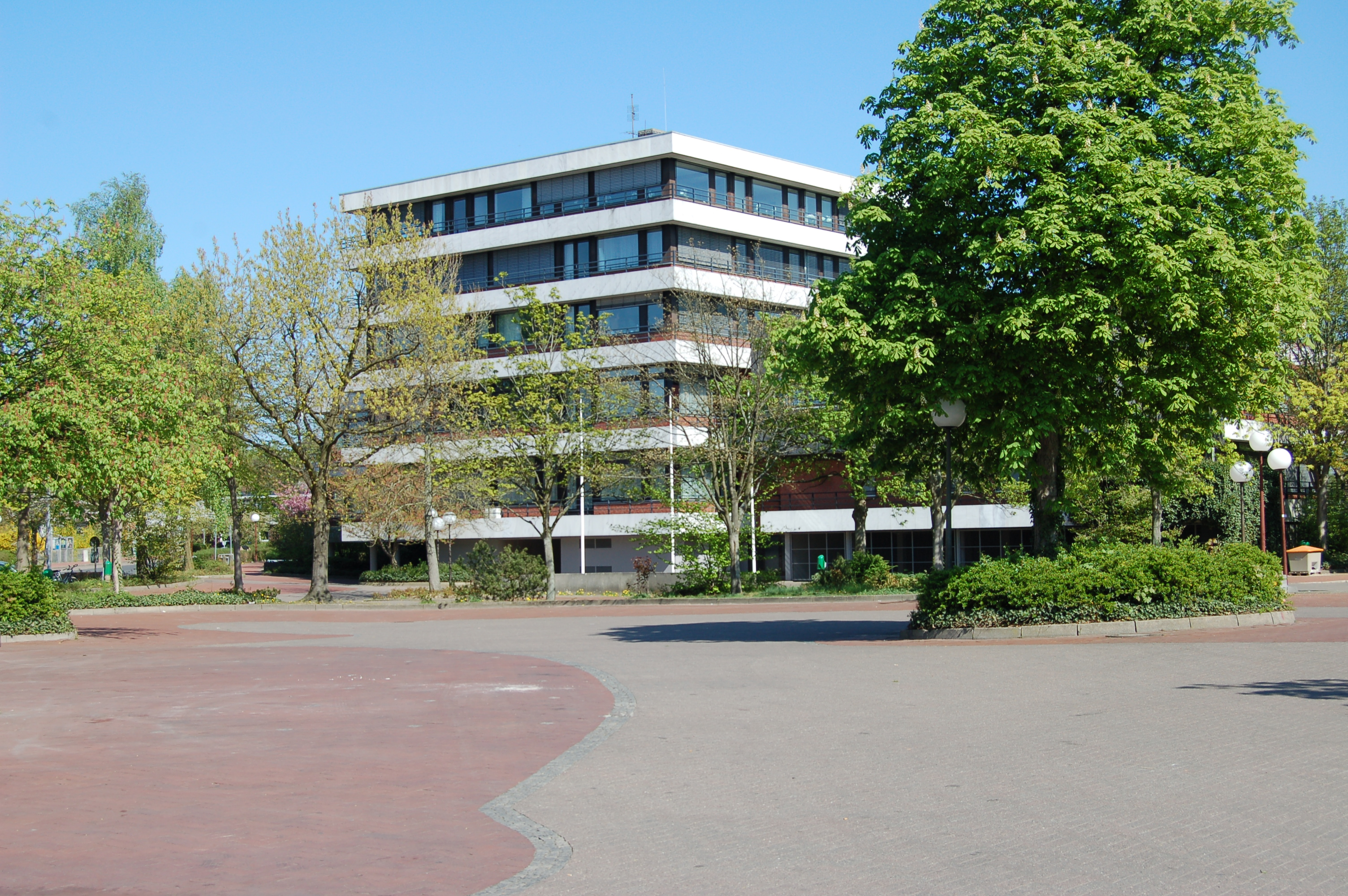
Der Uetersener Marktplatz (Teilansicht)

Zu erreichen ist Uetersen über die Autobahnanschlussstelle Tornesch der A 23. Gleichzeitig ist die Stadt über die Bundesstraße 431 erreichbar, von der in Moorrege eine Verbindungsstraße nach Pinneberg führt. Weitere wichtige Straßenverbindungen führen nach Heidgraben und in die Seestermüher Marsch. Die Stadt ist gut in das regionale Verkehrsnetz eingebunden, aber gleichzeitig besteht ein hoher Durchgangsverkehr, insbesondere im Innenstadtbereich.
Der Ausbau der umstrittenen K 22 fand seit 40 Jahren nicht statt. Die Stadt hatte einen neuen Bebauungsplan aufgelegt, um dieses Bauvorhaben zu beschleunigen. So sollten der vielbefahrene Ossenpadd und der Tornescher Weg (K 20) entlastet werden. Die geplante Baugenehmigung des Kieler Verkehrsministeriums sollte nicht, wie zunächst zugesagt, Ende 2011, sondern erst Ende 2017 erteilt werden. Die Planung für die Autobahn A 20 hatte Priorität. Seit einigen Jahren ist die Kreisstraße zum „Zankapfel“ von Interessengemeinschaften und politischen Parteien geworden. Auf Kreisebene haben sich Grüne und FDP von diesem Projekt verabschiedet, nur die CDU und SPD befürworten zurzeit das Projekt. Der SPD-Kreistagsfraktionschef Hans-Helmut Birke fürchtet, dass „die politische Durchsetzung des Baus immer schwieriger wird“. „Es ist fraglich, ob es nach der Kommunalwahl 2013 noch eine politische Mehrheit für die K 22 gibt.“ Im Dezember 2013 entschied der Pinneberger Kreistag weniger Geld in die Verkehrsinfrastrukturprojekte zu investieren, dafür den Bau einer Turnhalle in Elmshorn außerplanmäßig mit 700.000 Euro zu fördern, die Mittel dafür wurden teilweise aus den Rücklagen für den Bau der K 22 entnommen. Somit wurde der Ausbau der Kreisstraße bis 2017 aufs Eis gelegt.
Die Oswald-Dittrich-Klappbrücke über die Pinnau gilt als Verkehrsengpass in der Stadt. In den Hauptverkehrszeiten und bei Staus oder Sperrung der A 23 in Richtung Hamburg (morgens) staut sich der Verkehr über die Bundesstraße 431 (An der Klosterkoppel) bis zur Kreuzung Großer Wulfhagen/Röpkes Mühle/Kleiner Sand. Hinzu kommt der Verkehr, der aus dem Osten der Stadt von Tornesch kommend über den Tornescher Weg/Ossenpadd/Bahnstraße führt. In der Gegenrichtung, überwiegend abends, staut sich der Verkehr über die Bundesstraße 431 bis nach Heist und von Appen kommend über die Landesstraße 106 bis nach Moorrege-Oberglinde. Weitere Verkehrsbehinderungen entstehen bei geöffneter Klappbrücke; dabei kommt es ebenfalls zu langen Rückstaus in beiden Richtungen.
Die Unfallschwerpunkte der Stadt befinden sich an der Kreuzung Tornescher Weg/Ossenpadd/Lesekampstraße (K 20) und der Kreuzung im Verlauf der Bundesstraße 431, An der Klosterkoppel/Bahnstraße/Pinnauallee/Großer Sand sowie an der Kreuzung Kleiner Sand/Jahnstraße/Schanzenstraße. Rund 100 Unfälle mit Sach- und Personenschäden ereignen sich im Jahr, 2010 (110) und 2011 (93).
Innerstädtisch wird der Straßenverkehr über die B 431 geleitet, die durch die Altstadt führt. Auch hier soll versucht werden durch die Verlegung der B 431 die Innen- und Altstadt zu entlasten. Die durchschnittliche Verkehrsdichte liegt in Uetersen bei 495 Pkw je 1000 Einwohnern.
Der größte freie Platz in der Innenstadt ist der Marktplatz, der als Parkplatz, aber auch als Markt- und Veranstaltungsfläche genutzt wird. Zudem stehen, neben der Parkpalette, weitere Parkplätze zur Verfügung. Das Parken ist in Uetersen im Allgemeinen gebührenfrei.

#### Verkehrsprognose 2025
Aufgrund der Prognose wird bis zum Jahr 2025 mit einer allgemeinen Steigerung des Verkehrsaufkommens gerechnet. Als Anhaltspunkt werden die Verkehrszählungen aus den Jahren 1985 und 2005 zugrunde gelegt, die gemäß dem Handbuch für die Bemessung von Straßenverkehrsanlagen durchgeführt wurden. So ist mit einer Zunahme des Kfz-Verkehrs um 10 Prozent und für den Schwerlastverkehr um 25 Prozent zu rechnen.

#### Schienenverkehr

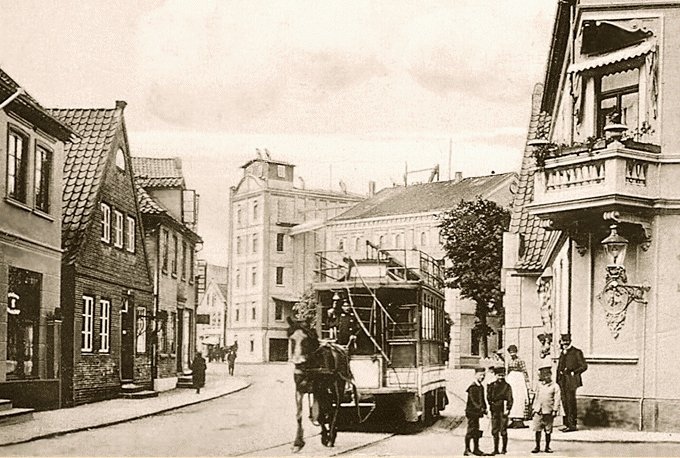
Uetersener Pferdebahn um 1900

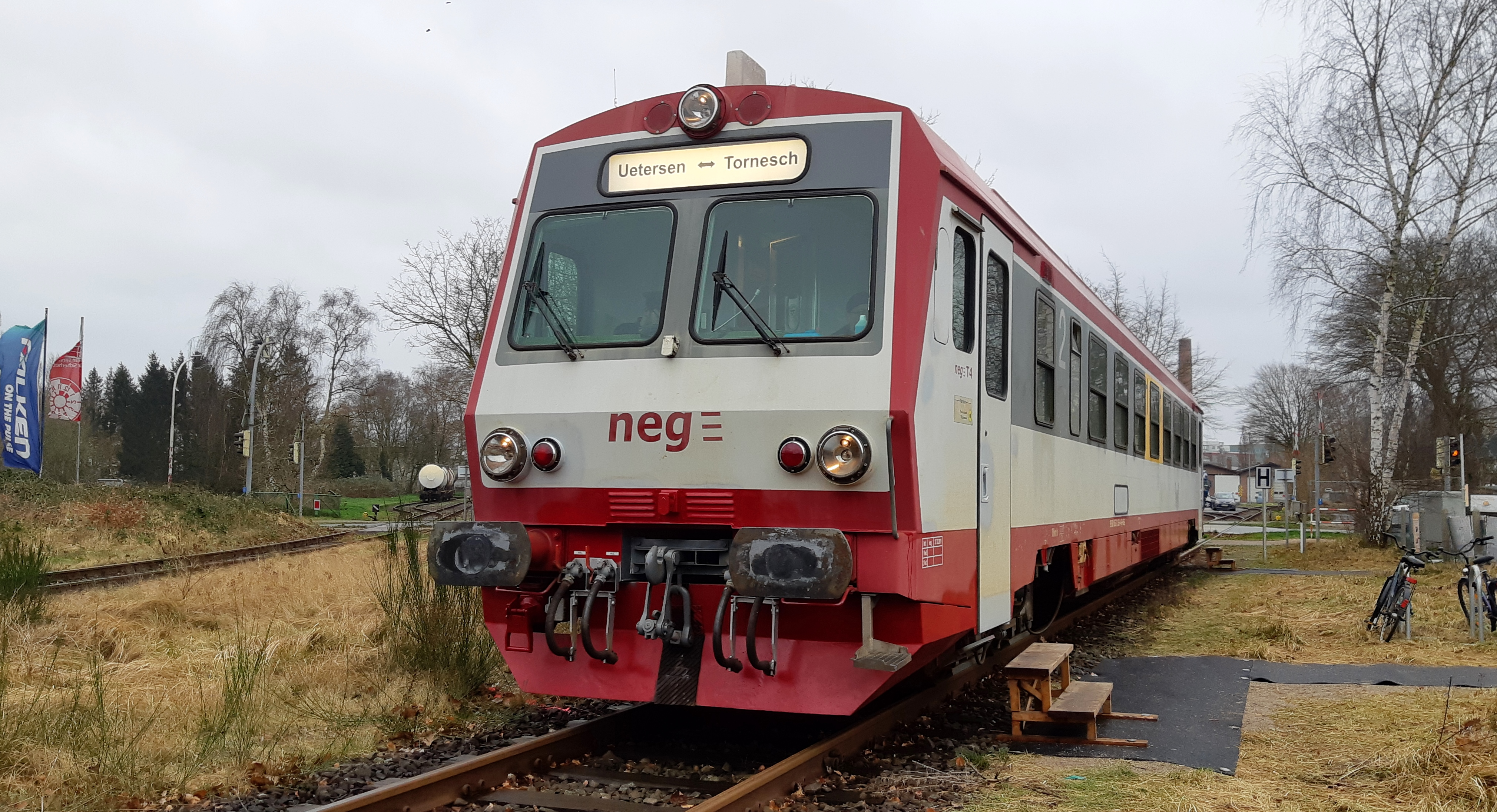
Triebwagen der neg in Uetersen, Februar 2020

Aufgrund von Protesten einheimischer Fuhrleute erhielt Uetersen beim Bau der Altona-Kieler Eisenbahn im 19. Jahrhundert keinen Bahnhof. Unter dieser mangelhaften Verkehrsanbindung leidet die Stadt noch heute. Der in diesem Zuge im Nachbarort Tornesch errichtete Bahnhof führte zum Prosperieren der Nachbarstadt. Um diesen Nachteil auszugleichen, wurde 1873 die Uetersener Eisenbahn als Verbindung des Südteils der Stadt mit dem Tornescher Bahnhof eröffnet. Der Personenverkehr wurde 1965 eingestellt, Güterverkehr wird bis heute betrieben. Die sechs Kilometer lange Bahnstrecke hatte früher das größte Verkehrsaufkommen des Kreises; allein 1941 beförderte diese Bahnstrecke über eine Million Fahrgäste und rund 80.000 Tonnen Frachtgut.

#### Busverkehr
Uetersen ist über mehrere Buslinien der ortsansässigen Kreisverkehrsgesellschaft in Pinneberg (KViP) innerhalb des Hamburger Verkehrsverbundes (HVV) mit den Städten Elmshorn, Tornesch, Pinneberg und Wedel verbunden. Die Buslinien führen auch über Groß Nordende, Neuendeich, Heidgraben und Haseldorf. Zusätzlich gibt es noch Anrufbuslinien und den Schulbusverkehr. Die Stadt hat das dichteste Verkehrsnetz im Kreis Pinneberg. Die zentrale Bushaltestelle befindet sich in der Altstadt am Buttermarkt im Bereich des Klosterviertels. Die innerstädtische Buslinie 62 wurde 2007 trotz Protesten wegen Geldstreitigkeiten eingestellt. Als Ersatz, besonders um den Uetersener Westen anzubinden, wurde die Buslinie 6667 um mehrere Fahrten erweitert.
Folgende Linien bedienen das Stadtgebiet:
X890 Elmshorn ZOB – Klein Nordende – Groß Nordende – Uetersen – Moorrege – Heist – Holm – Wedel Bf  (hält nur an ausgewählten Haltestellen)
4890 Elmshorn ZOB – Klein Nordende – Groß Nordende – Uetersen – Moorrege – Heist – Holm – Wedel Bf 
5890 Uetersen – Moorrege – Heist – Haselau – Haseldorf – Hetlingen – Holm – Wedel Bf 
X990 Elmshorn, Ernst-Abbe-Str. – Klein Nordende – Groß Nordende – Uetersen, Buttermarkt (– Moorrege – Heist – Holm – Wedel Bf ) (nur montags–freitags, kein Spätverkehr; hält nur an ausgewählten Haltestellen)
66600 Uetersen – Groß Nordende – Neuendeich – Uetersen (nur an Schultagen in Schleswig-Holstein)
66610 Uetersen, Buttermarkt – Uetersen Ost – Tornesch Bf (– Klaus-Groth-Schule)
66630 Uetersen, Buttermarkt – Moorrege – Appen – Pinneberg Bf 
66650 Uetersen – Moorrege – Heist – Haselau – Haseldorf (nur montags bis freitags)
66670 Uetersen – Heidgraben – Tornesch Bf (nur werktags, kein Spätverkehr, samstags nur Einzelfahrten nach Voranmeldung)

#### Schifffahrt

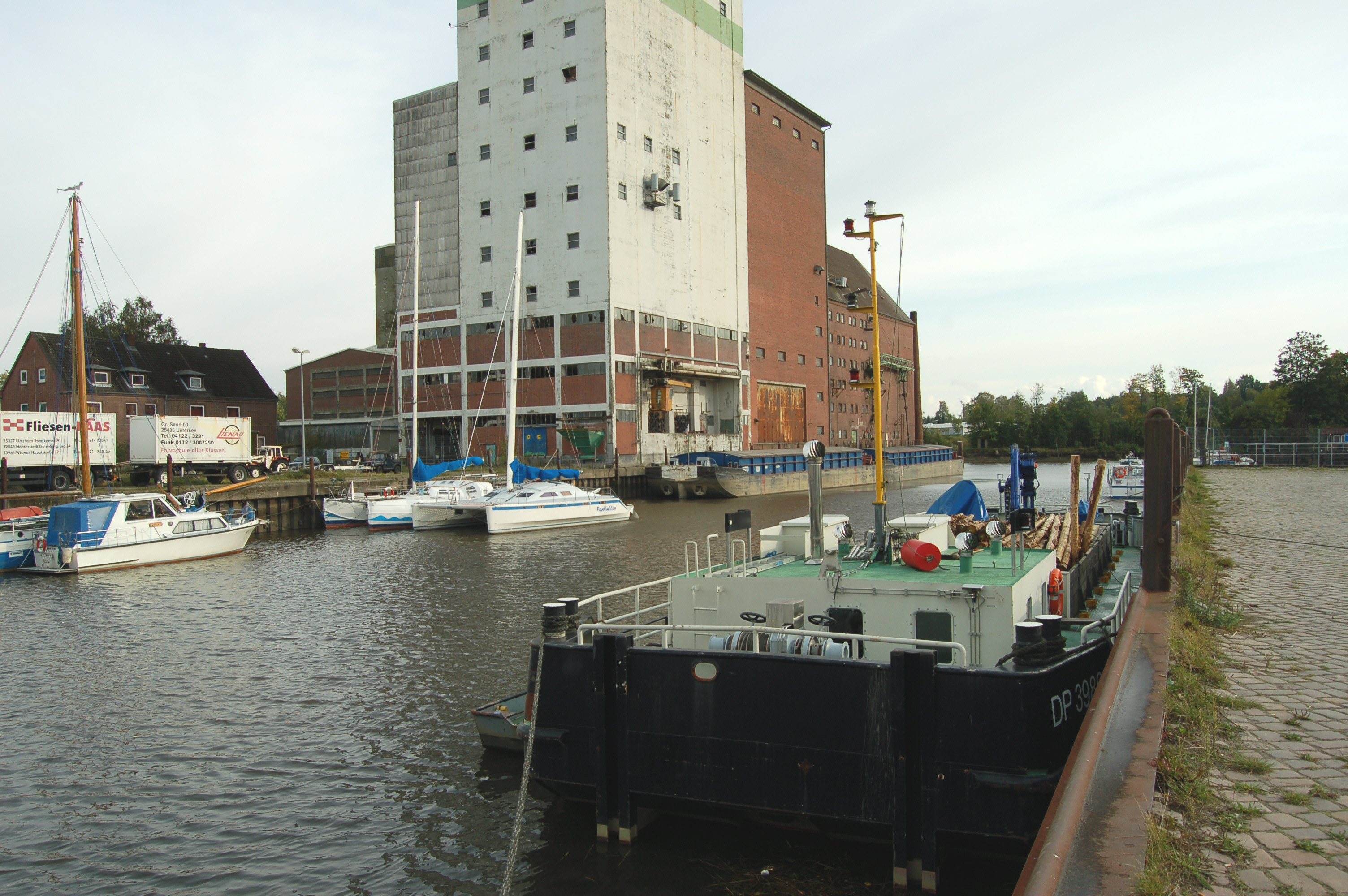
Der Uetersener Stichhafen mit dem rund 60 Meter hohen Raiffeisen-Silo, das zwischenzeitlich abgerissen wurde

Nachweislich wurde in Uetersen seit dem 12. Jahrhundert von verschiedenen Stellen aus über die Pinnau Schifffahrt betrieben. So gab es zunächst eine Anlegestelle in der Nähe des heutigen Klosters, wo Korn und Mühlenprodukte verschifft wurden. Im Laufe der Zeit kamen weitere größere Anlegestellen und ein Hafen entlang der Pinnau hinzu, und die Anlegestelle beim Kloster verlor an Bedeutung. Diese waren Umschlagpunkte für Korn, Kalk, Torf, Muscheln, die zum Kalkbrennen benötigt wurden, und Ziegeleierzeugnisse, die über den Wasserweg vertrieben wurde.
Heute besitzt die Stadt zwei an der Pinnau gelegene Häfen, den Wassersporthafen Klosterdeich am Ortsrand und den großen Stichhafen im Zentrum, in dem sich ebenfalls ein Wassersporthafen befindet. Vom Stichhafen, der einst eine wichtige Drehscheibe des Handels war, sind durch die Verlagerung des Gütertransports auf Lastkraftwagen und die Verschlickung lediglich die 240 Meter langen Kaimauern geblieben. Früher war der Stichhafen von großer Bedeutung. Während 1953 noch 35.600 Tonnen Güter umgeschlagen wurden, stieg die Tonnagenzahl der umgeschlagenen Güter von Jahr zu Jahr. Kein anderer Binnenhafen in Schleswig-Holstein verzeichnete einen so großen Güterumschlag wie der Uetersener Stichhafen. 1971 legten rund zweitausend Schiffe im Hafen an und bewegten über 300.000 Tonnen Frachtgut.
Der Stichhafen wurde nach langer Vernachlässigung im Jahr 2005 ausgebaggert und wieder schiffbar gemacht. Er wurde bis Ende 2008 überwiegend zur Verladung von großen Schiffswinden, Kesselanlagen und anderen Sonderanfertigungen genutzt, die nicht als Schwertransporte auf den Straßen bewegt werden konnten. Seit der erneuten Verschlickung des Hafens hat er wieder an wirtschaftlicher Bedeutung verloren, eine erneute Entschlickung steht noch wegen Unstimmigkeiten hinsichtlich der anfallenden Kosten aus. Die Bürgerinitiative Hafen-Stadt versuchte, das brachliegende Gelände wieder zu beleben. 2009 beschloss die Ratsversammlung, das 60 Meter hohe Raiffeisen-Silo abzureißen, um dort eine 4000 Quadratmeter große Gewerbefläche zu erschließen. Mit den Abrissarbeiten erfolgten bis August 2011. Die Kosten für den Abriss und die Entsorgung von Bauschutt und sonstigen Restabfällen wurden auf rund 700.000 Euro geschätzt, das Bundesland Schleswig-Holstein beteiligte sich dabei mit 336.000 Euro an den Abrisskosten. 2012 erwarben die Nordmark-Werke das Gelände.

#### Luftverkehr
Der nächste internationale Flughafen befindet sich in Hamburg-Fuhlsbüttel, rund 30 Kilometer entfernt, und ist mit dem Pkw in 30 bis 60 Minuten Fahrtzeit (je nach Verkehrsdichte) von Uetersen aus erreichbar.

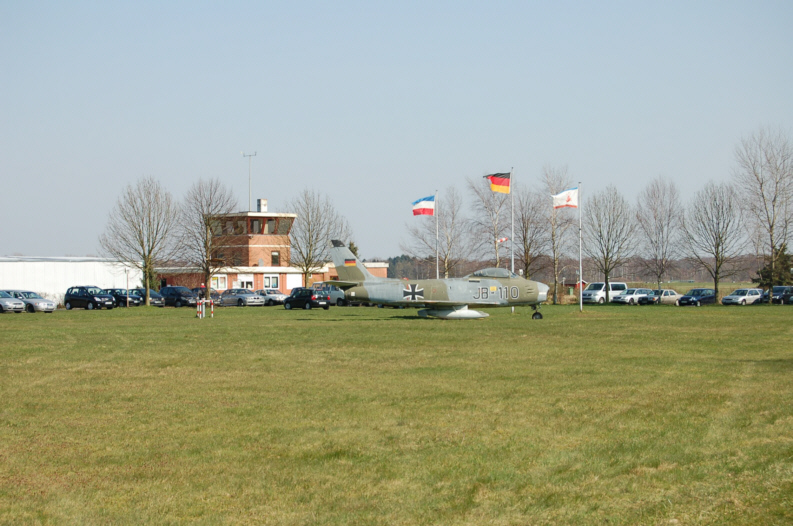
Der Flugplatz Uetersen/Heist mit Tower

Der nationale Flugplatz Uetersen/Heist liegt vor den Toren der Stadt auf dem Gebiet der Gemeinde Heist (und im Nordosten einem kleinen Stück der Gemeinde Appen), er ist mit 60.000 Starts und Landungen pro Jahr einer der meistbeflogenen Flugplätze Deutschlands. Von hier aus startet die Air Hamburg die sogenannten Inselflüge. Die Nordseeinseln Sylt, Föhr und Juist sowie die Ostseeinseln Rügen und Usedom werden von dort direkt angeflogen. Er grenzt direkt an die Marseille-Kaserne, mit der Unteroffizierschule der Luftwaffe. Hier war auch das Luftwaffenmuseum Uetersen beheimatet, das 1995 nach Berlin-Gatow verlegt wurde. Betreiber ist die Flugplatz Uetersen GmbH, die 1973 gegründet wurde und seitdem den ehemaligen Fliegerhorst (ohne die Kasernenanlage) zivil betreibt. Der frühere ICAO-Code war EDNU, dieser stand für Europa/Deutschland/Nord/Uetersen, heute heißt der Verkehrslandeplatz EDHE (= Europa/Deutschland/Hamburg/Uetersen).

## Medien

### Zeitungen
Mit den Uetersener Nachrichten (UeNa), die aus dem Wochenblatt für Uetersen entstanden sind, besitzt Uetersen eine werktäglich erscheinende Tageszeitung mit örtlichen und überörtlichen Politik-, Sport- und Wirtschaftsnachrichten. Sie wurde 1887 gegründet und hat eine Auflage von zirka 6000 Exemplaren. Schwerpunkt der lokalen Nachrichten sind Uetersen, Tornesch und das angrenzende Marschgebiet. Die Zeitung ist der in Stade ansässigen Zeitungsgruppe Nord angeschlossen.
Des Weiteren berichtet das Hamburger Abendblatt in seinem regionalen Teil über den Kreis Pinneberg und somit auch über Uetersen. Außerdem sind in Uetersen das Pinneberger Tageblatt, das Wedel-Schulauer Tageblatt sowie die Elmshorner Nachrichten vom Schleswig-Holsteinischen Zeitungsverlag (sh:z) erhältlich.
Zu den Uetersener Nachrichten gehörte der UeNa-Tip mit einer Auflage von 47.500, der einmal wöchentlich kostenlos an alle Haushalte verteilt wurde. Er wurde durch den UeNa-Tip am Sonntag ersetzt. Ferner werden im ganzen Stadtgebiet „der Mittwoch am Samstag“, „Holsteiner Allgemeine“, „Woche im Blickpunkt“ sowie der „Blickpunkt“ kostenlos verteilt.

### TV und Hörfunk
Ein Schülerprojekt des Ludwig-Meyn-Gymnasiums Uetersen verfilmt interessante regionale Themen und veröffentlicht diese auf Uetersen TV. Uetersen liegt im Sendegebiet des NDR, das Fernsehprogramm kann direkt über DVB-T vom Hamburger Heinrich-Hertz-Turm empfangen werden. In der Stadt sind alle landesweiten Radiosender zu empfangen, ferner können Sender aus Niedersachsen, Hamburg und Schleswig-Holstein sowie der British Forces Broadcasting Service empfangen werden. Des Weiteren besteht die Möglichkeit, Radio- und Fernsehprogramme über Kabel und Satellit zu empfangen.

## Ehrungen

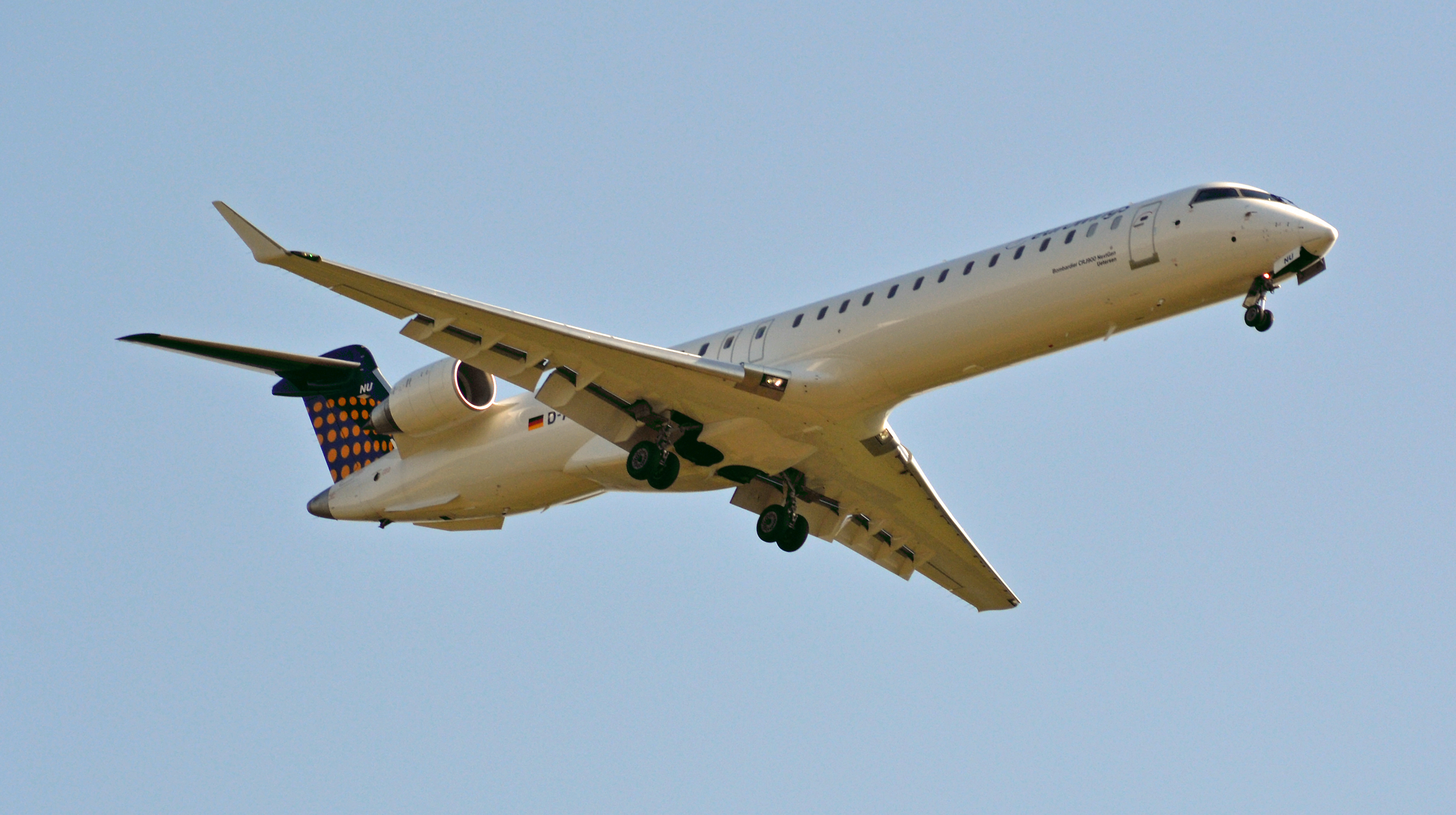
Bombardier CRJ900 Next Generation „Uetersen“ (D-ACNU)

Durch das Engagement für die Rose wurde die Stadt 1992 durch den Verein Deutscher Rosenfreunde e. V. zur „Rosenstadt des VDR“ ernannt. Des Weiteren wurden mehrere Rosenzüchtungen eingeführt, die die Stadt und verdiente Persönlichkeiten ehrten. So wurde 1919 die Rosensorte Stadtrat Meyn dem Rosenpionier Ernst Ladewig Meyn aus Uetersen gewidmet. Er entwickelte eine neue Methode zur Rosenvermehrung, um Rosen in gleichbleibender Qualität kostengünstig zu produzieren. Es folgten weitere Rosensorten wie Heros zur 700-Jahr-Feier der Stadt und die Kletterrose Ritter von Barmstede (1959) zu Ehren des Ritters Heinrich II. von Barmstede, der das Kloster von Uetersen gründete. 2006 wurde die Rosensorte Uetersener Klosterrose getauft, ihr Name ehrt die Zisterzienserinnen, die Mitbegründerinnen des Uetersener Klosters. Zur 775-Jahr-Feier (2009) wurden die Strauchrosen Uetersens Rosenkönigin und Uetersens Rosenprinzessin eingeführt. Auch Gräfin Augusta Louise zu Stolberg-Stolberg, die im Kloster Uetersen lebte, wurde mit der Edelrose Augusta Luise im Jahr 1999 geehrt. Sie wurde durch ihren regen Briefwechsel mit dem Dichter und Denker Johann Wolfgang von Goethe bekannt und ging als Goethes Gustchen in die Literaturgeschichte ein.
Die Stadt vergibt selbst neben dem Ehrenbürgerrecht noch andere Ehrungen und Auszeichnungen und seit 1997 wird im jährlichen Abstand die Rosennadel während eines Festaktes an verdiente Uetersener Persönlichkeiten verliehen, die sich ehrenamtlich um die Stadt verdient gemacht haben. Bisher wurde diese 15-mal verliehen.
Am 26. August 2011 wurde auf dem Hamburg Airport ein Canadair Regional Jet vom Typ CRJ900 (Next Generation D-ACNU) der „Schleswig-Holstein-Flotte“ von Eurowings auf dem Namen „Uetersen“ getauft. Der Jet ist einer von 12 „fliegenden Botschaftern“ der Lufthansa aus Schleswig-Holstein und fliegt europaweit die Städte Basel, Bilbao, Birmingham, Budapest, Göteborg, Madrid, Mailand, Manchester, Neapel, Prag, Stockholm, Warschau, Wien und Zürich an. Taufpatin war die Uetersener Bürgermeisterin Andrea Hansen.
Am vierten Advent (22. Dezember 2013) wurde der Stadt auf Grund der höchsten Chordichte in Schleswig-Holstein der Titel „Chorstadt des Nordens“ vom Ministerpräsidenten Torsten Albig verliehen. Neu hinzugekommen ist der „Chor der Generationen“ mit über 40 Männer und Frauen jeglichen Alters, der im März 2014 gegründet wurde.

## Persönlichkeiten

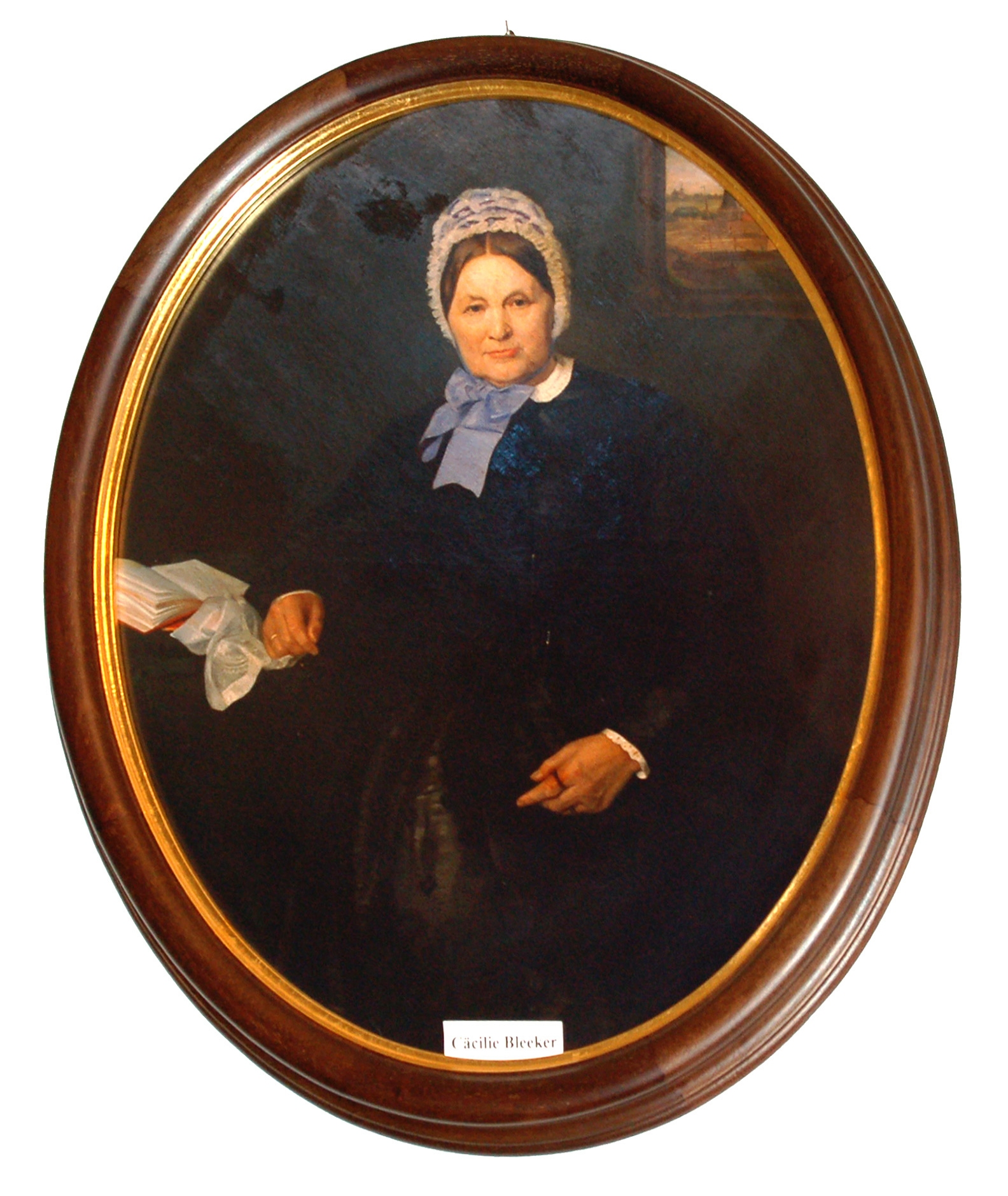
Cäcilie Bleeker

### Ehrenbürger

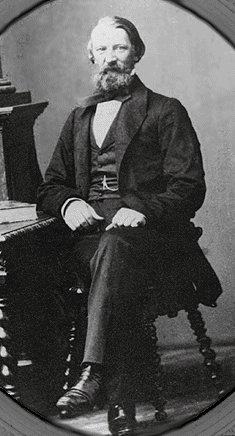
Michael Lienau

Menschen, die Besonderes für die Stadt geleistet haben, wird in Uetersen die Ehrenbürgerschaft verliehen. Folgende Personen haben für ihr bürgerschaftliches Engagement diese Auszeichnung bisher bekommen:
- Cäcilie Bleeker (1798–1888) war Stifterin zahlreicher sozialer Einrichtungen wie einer Mädchenschule und des Krankenhauses der Stadt (Bleeker-Stiftung). Am 20. Juni 1879 wurde sie zur Ehrenbürgerin ernannt. Sie war die erste Ehrenbürgerin in Schleswig-Holstein.
- Michael Lienau (1816–1893) erwarb sich besondere Verdienste für Uetersen. Er stattete die Bleeker-Stiftung mit zusätzlichen Mitteln aus, gründete den Uetersener Verschönerungsverein, der Baumalleen an allen öffentlichen Straßen und Plätzen pflanzte, und kurbelte die Bauwirtschaft der Stadt an. Er vererbte der Stadt sein ganzes Vermögen.
- Ernst-Heinrich Meßtorff (1822–1916) war Erster Bürgermeister der Stadt, unter seiner Leitung erhielt Uetersen den Status des Marktfleckens und 1864 den Lokalstatus. Dies waren die Voraussetzungen für die 1870 verliehenen Stadtrechte. Er war 30 Jahre Bürgermeister der Stadt.
- Werner Lange (1917–1979) vererbte 1979 der Stadt seinen ganzen Grundbesitz, mit der Auflage, die Gebäude und den Park mit angrenzendem Wald im bisherigen Stil zu erhalten und ein öffentliches Museum mit einem frei zugänglichen Park zur Erholung einzurichten.
- Waldemar Dudda (1925–2015). Unter seiner Leitung wurden der Stadtkern und der Marktplatz neu gestaltet und drei neue Schulen mit vier Sporthallen wurden errichtet, das Alten- und Pflegeheim und der Städtische Kindergarten neu gebaut. Es entstand die Fußgängerzone und das neue Rathaus sowie diverse Straßen und Fahrradwege.

Adolf Hitler wurde 1934 anlässlich der 700-Jahr-Feier der Stadt und der Einweihung des Rosariums in Abwesenheit zum Ehrenbürger ernannt. Am 1. November 1934 nahm er die Ehrenbürgerschaft schriftlich an. Am 15. Dezember 2015 beschloss der Uetersener Stadtrat die Entziehung der Ehrenbürgerwürde.

### Bekannte Uetersener

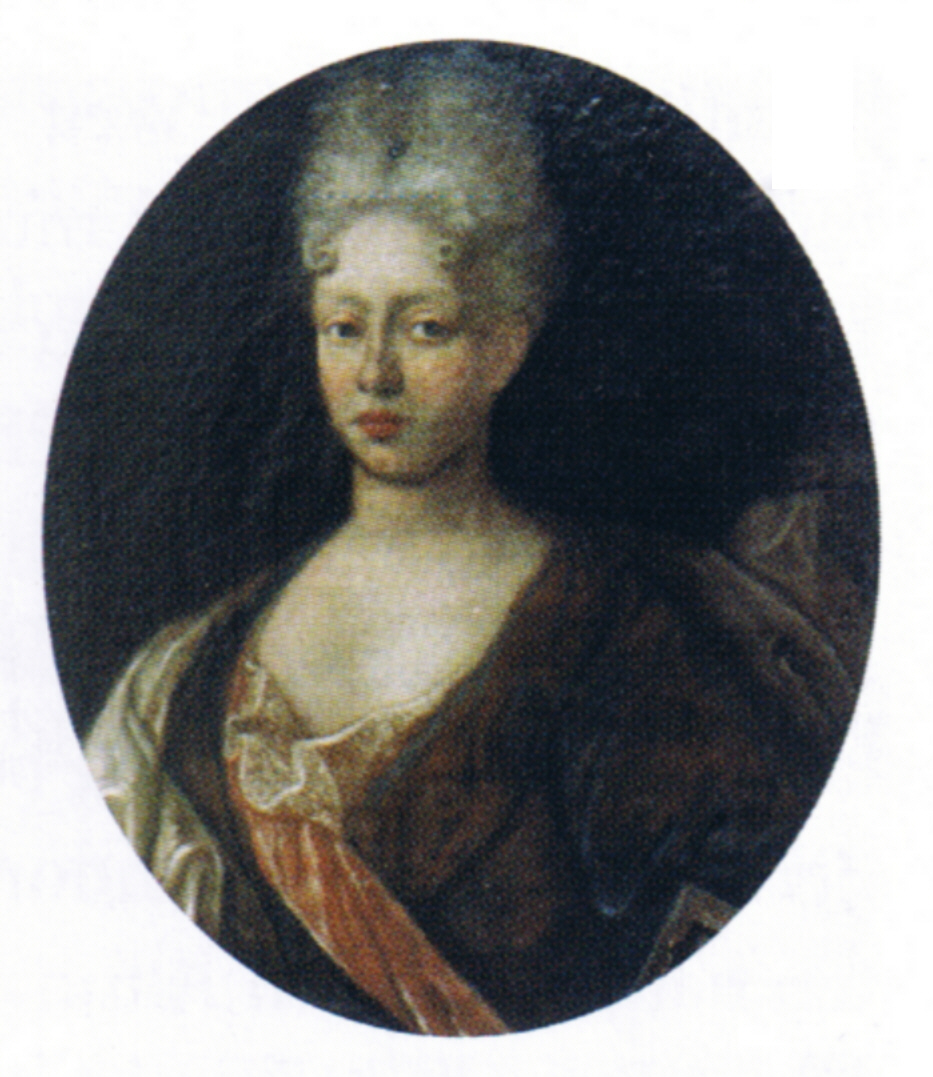
Anna Emerentia Reventlow

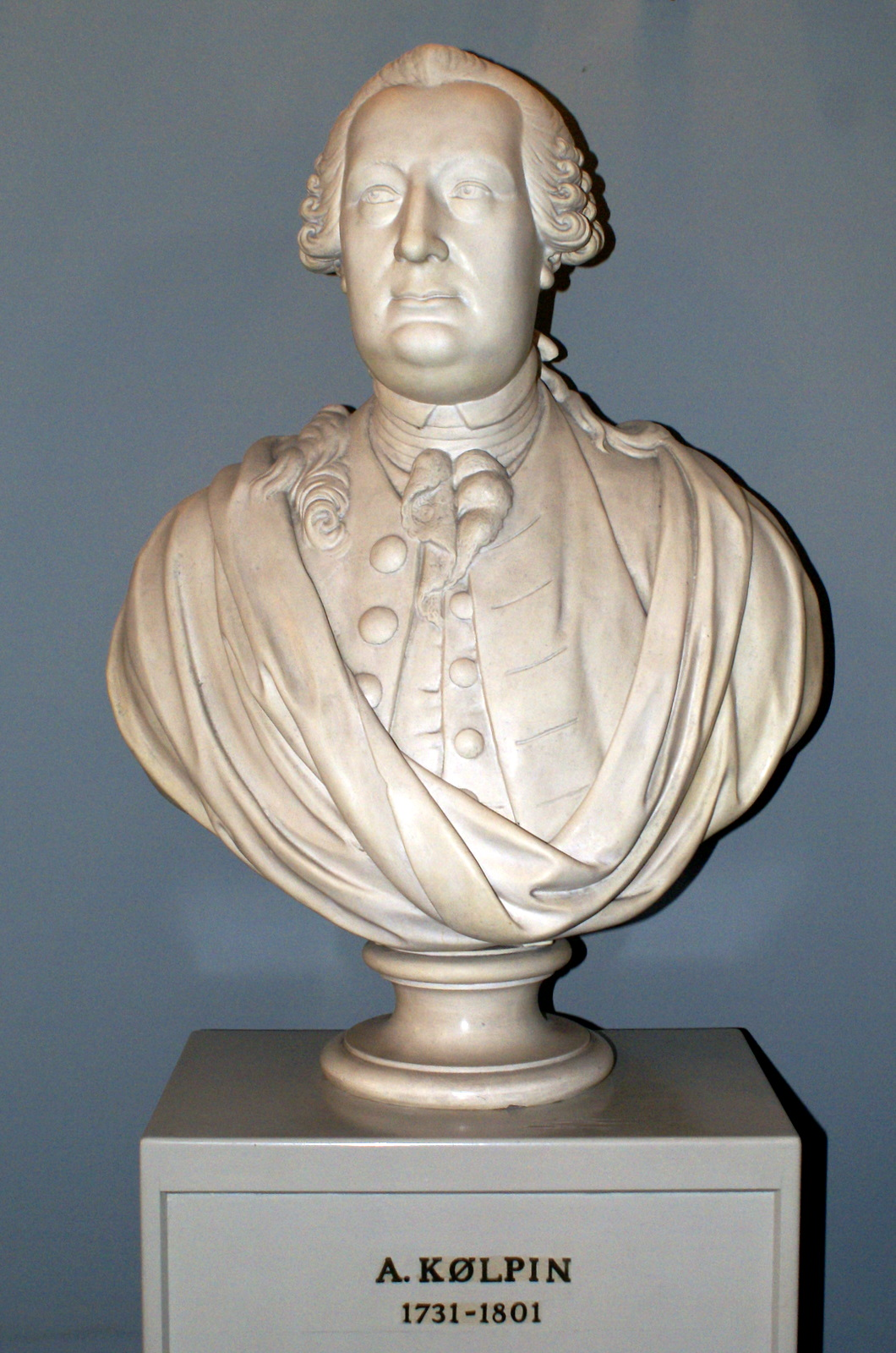
Alexander Kölpin

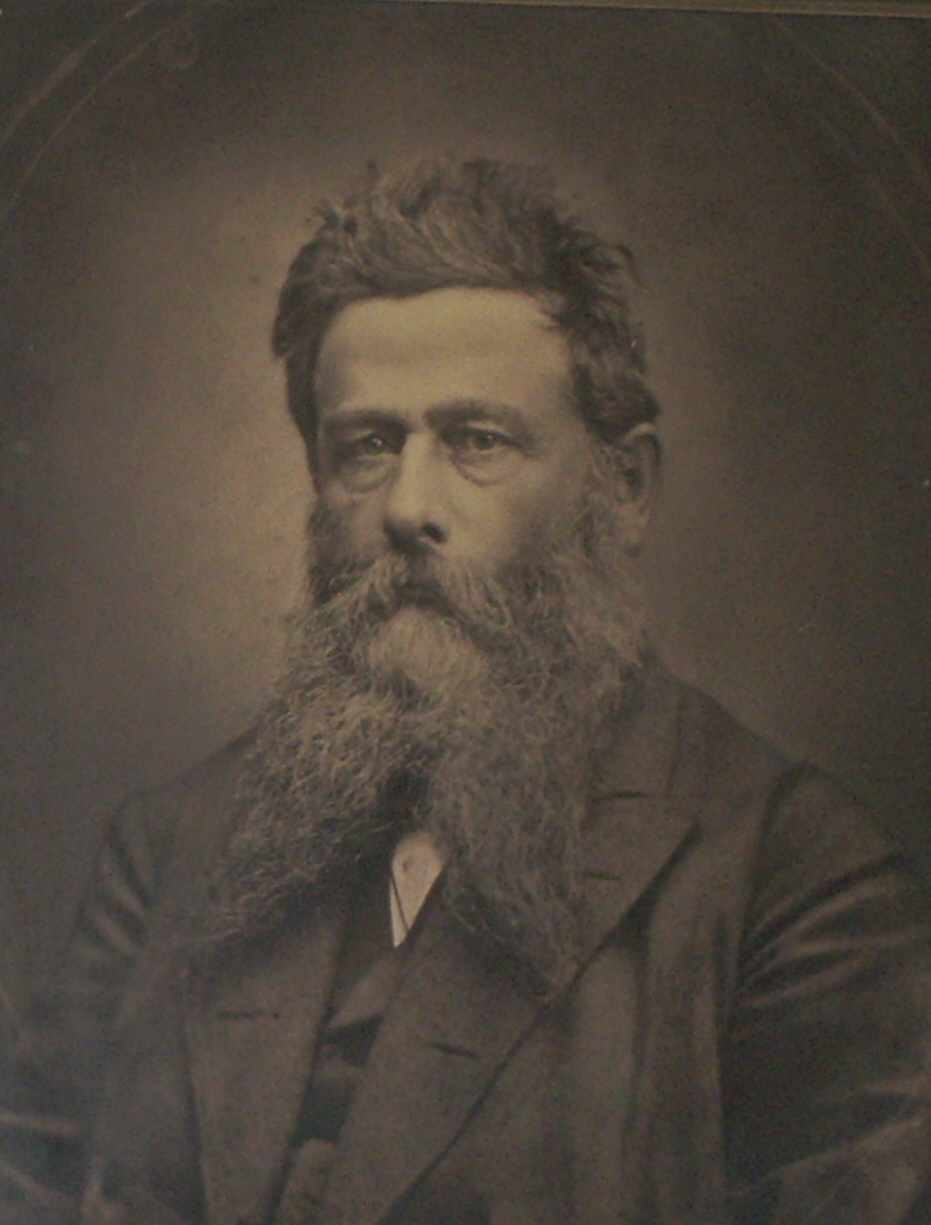
Ludwig Meyn

Eine Aufzählung von Menschen, die in Uetersen geboren wurden, leben oder gelebt haben und in der Stadt wirken oder gewirkt haben (sortiert nach Geburtsjahr).

#### 17. Jahrhundert
- Catharina von Platen († 1632), Priorin des Klosters Uetersen, geb. in Mecklenburg
- Margaretha von Ahlefeldt (1613–1681), Wohltäterin und Priorin des Klosters Uetersen
- Metta von Schwaben (1636–1709), Wohltäterin, Konventualin, Priorin und die letzte des Adelsgeschlecht von Schwawe, geb. auf Gut Dänisch-Lindau
- Ida Hedwig von Brockdorff (1639–1713), Wohltäterin, Konventualin und Priorin des Klosters Uetersen
- Martin Clausen (1640–1716), Hauptpastor der Klosterkirche Uetersen und Bischof, geb. in Kellinghusen
- Andreas Fuchs (1641–1720), deutsch-dänischer General, Infanterie-Inspektor in den Herzogtümern Schleswig und Holstein
- Johann Halcke (* um 1665; † 1735), deutscher Autor, Mathematiker, Schreib- und Rechenmeister
- Gregor Langemak (1671–1737), deutscher Theologe
- Anna Emerentia von Reventlow (1680–1753), deutsche Gräfin, Wohltäterin und Priorin des Klosters Uetersen, geb. auf Gut Hemmelmark
- Detlev Friderich Clausen (1682–1739), evangelischer Pastor, Domherr zu Schleswig und Hauptpastor des Schleswiger Doms
- Johann Herbst (1691–1761), deutscher Kunst- und Kirchenmaler
- Titus Schröder (1686–1726), deutscher Geistlicher und Theologe
- Johann Friedrich von Zepelin (1695–1777), deutscher Generalleutnant, geb. in Hostrup

#### 18. Jahrhundert
- Johann Bösewiel († 1755), deutscher Autor und Amtsvogt der Vogtei Uetersen
- Jürgen Grube (1702–1776), königlich dänischer Kanzleirat, Regierungs- und Obergerichtsadvokat, Verfasser der Otia Jersbecensia
- Henning von Qualen (1703–1785), Oberpräsident von Altona und Klosterprobst von Uetersen
- Marie Antoinette von Ahlefeldt (1711–1764), deutsche Reichsgrafin und Priorin des Klosters Uetersen
- Nicolaus von der Willig (1730–1798), deutscher Kaufmann und Kommerzrat
- Alexander Kölpin (1731–1801), deutsch-dänischer Chirurg
- Christian Wilhelm Alers (1737–1806), deutscher Geistlicher Dichter, Philosoph und Prediger, geb. in Hamburg
- Metta von Oberg (1737–1794), Baronesse und Stiftsdame im Kloster Uetersen, geb. auf Gut Jersbek
- Daniel Lienau (1739–1816), Hamburger Senator und Bürgermeister
- Johann Peter Tiedemann (1740–1816), evangelischer Propst, Geistlicher und Theologe
- Heinrich Wilhelm Lawätz (1748–1825), deutscher Dramatiker, Lyriker, Syndikus des Klosters Uetersen und Justizrat, geb. in Rendsburg
- Friedrich Christoph Kölpin (* um 1750; † um 1820), deutsch-dänischer Arzt und Autor
- Augusta Louise zu Stolberg-Stolberg (1753–1835), Brieffreundin Goethes, geb. in Bad Bramstedt
- Amalie von Gollowin (1764–1831), Wohltäterin, Konventualin und Priorin des Klosters Uetersen
- Johann Osenbrüggen (1773–1841), deutscher Autor, Kirchenmusiker und Pädagoge
- Johann Huwald (1791–1865), deutscher Autor und Advokat am Ober- und Landesgericht in Schleswig, geb. in Waldshagen
- Johann Nikolaus Anton Kirchhoff (1791–1873), deutscher Autor, Reichsrat und Bürgermeister von Kiel
- Heinrich Rost (1795–1855), deutscher Autor und Syndikus des Klosters Uetersen
- Jacob Lienau (1798–1884), deutscher Kaufmann und Ehrenbürger in Neustadt in Holstein
- Peter Friedrich Matthiessen (1800–1865), deutscher Autor, Jurist und Rechtsanwalt

#### 19. Jahrhundert
- Peter Friedrich Matthiessen (1800–1865), deutscher Autor, Jurist und Rechtsanwalt
- Christian Karl Meissner (* 1801; † unbekannt), deutscher Theologe, Autor und Übersetzer
- Wilhelm Ludwig Alers (1802–1869), deutscher Advokat und Dichter
- Christian Julin-Fabricius (1802–1875), deutscher Dichter, Pädagoge, Übersetzer und Jugendbuchautor
- Johann Bröker (1806–1890), deutscher Autor, evangelisch-lutherischer Theologe, Propst und Mitglied der Holsteinische Ständeversammlung, geb. in Schleswig
- Otto Mehlen (1807–1877), deutscher Kapitän und Grönlandfahrer
- J. C. Schaumann (1808–1866), deutscher Autor und Mathematiker, geb. in Adelby
- Eduard Osenbrüggen (1809–1879), deutsch-schweizerischer Kriminalrechts- und Rechtswissenschaftler
- Louise von Qualen (1810–1895), deutsche Adlige, Wohltäterin und Stiftsdame des Klosters Uetersen
- Johann Höpfner (1812–1852), deutscher Autor, königlich dänischer Staatsrat, Departementschef im schleswigschen Ministerium zu Kopenhagen
- Caspar Kirchhoffer (1812–1885), deutscher Arzt und Autor
- Karl Andresen (1813–1891), deutscher Germanist
- Johann Theodor Schultz (1817–1893), deutscher Kunstmaler und Pädagoge, geb. in Marne
- Detlef Lienau (1818–1887), deutscher Architekt
- Wilhelm von Ahlefeldt (Carl Wilhelm von Ahlefeldt; 1818–1897), Landrat und Propst des Klosters Uetersen
- Ludwig Meyn (1820–1878), Agrarwissenschaftler und Geologe, geb. in Pinneberg
- Friedrich Christian Kirchhoff (1822–1894), deutscher Autor und evangelischer Theologe
- Johannes Diermissen (1823–1893), niederdeutscher Autor und Volkskundler, geb. in Lauenburg
- Theodor Reinhold Schütze (1827–1897), deutsch-österreichischer Rechtswissenschaftler
- Carl Friedrich Ludowici (1827–1881), Gründer der Falzziegelwerke Carl Ludowici
- Theodor Kirchhoff (1828–1899), ein deutsch-amerikanischer Schriftsteller
- Eduard Keetmann (1840–1910), deutscher Theologe, Pfarrer und Oberstudiendirektor am Ludwig-Meyn-Gymnasium, geb. in Puderbach
- Emmerich Andresen (1843–1902), deutscher Bildhauer und Professor
- Julius Schmarje (1844–1902), deutscher Autor und Lehrer, geb. in Moorrege
- Georg Andresen (1845–1929), deutscher Autor, Pädagoge und Altphilologe
- Friedrich Karl Adolf Neelsen (1854–1894), deutscher Pathologe und Wissenschaftler
- Ludwig Max Roth (1858–1952), deutscher Maler, geb. in Hamburg
- Christian zu Rantzau (1858–1939), Landrat, Mitglied des Preußischen Herrenhauses und des Preußischen Staatsrates
- Margarete Pix (1862–1944), deutsche Schauspielerin und Theaterpädagogin, geb. in Weimar
- Arthur Drews (1865–1935), deutscher Philosoph und Schriftsteller
- Adolf Möller (1866–1943), deutscher Maler, Dekorationsmaler und Illustrator
- Oskar Löber (* 1869; † nach 1930), deutscher Autor, evangelischer Pfarrer, Theologe und Oberregierungsrat, geb. in Obersuhl
- Jürgen Borcherdt (1870–1956), niederdeutscher Lustspiel- und Possenautor sowie Schriftsteller
- Friedrich Eduard von Buchwaldt (1871–1954), deutscher Oberstleutnant und Klosterpropst zu Uetersen
- Arved von Wedderkop (1873–1954), Major, Regierungsrat und Klosterpropst zu Uetersen, geb. in Altona
- Hans Ferdinand Bubbe (1873–1961), deutscher Schulmann und Heimatforscher, geb. in Eppendorf
- Alfred Ursinus (1880–1966), deutscher Autor, evangelischer Theologe, Philosoph und Oberstudienrat, geb. in Weißenfels
- Mathias Tantau (1882–1953), bedeutender Rosenzüchter (Euterpe, Fanal, Friedrich Heyer, Heros, Stadtrat Meyn usw.)
- Franz Kruckenberg (1882–1965), Konstrukteur des Schienenzeppelins
- Heinrich Vietheer (1883–1968), Zeltmissionar
- Peter Ingwersen (1885–1958), Doktor der Philosophie, Autor, Seminaroberlehrer, Schul- und Oberregierungsrat, geb. in Flensburg
- Otto Stäcker (* 1886; † nach 1970), deutscher Generalstaatsanwalt
- Otto von Dorrien (1889–1945), evangelisch-lutherischer Theologe, gehörte zum christlichen Widerstand gegen den Nationalsozialismus, geb. in Plön
- Paul Bassen-Spiller (1892–1962), Oberst baltisch-deutscher Herkunft des estnischen Militärs, geb. in Kuressaare (Estland)
- Heinrich Wilckens (1892–1956), ein deutscher Politiker (SPD) und Landtagsabgeordneter in Schleswig-Holstein, geb. in Ritscherschleuse
- Hermann Reimers (1893–1961), deutscher Autor und Botaniker
- Ernst Mohr (1895–1974), deutscher evangelisch-lutherischer Pfarrer Propst, Mitglied der Bekennende Kirche, geb. in Elmshorn
- Jakob Sinn (1895–1967), Theater- und Filmschauspieler
- Jakob Heinrich Schmidt (1897–1974), deutscher Kunsthistoriker
- Kurt Roth (1899–1975), deutscher Maler, geb. in Ratingen
- Rudolf Jürgens (1900–1937), deutscher Mathematiker und Physiker
- Christian von Platen-Hallermund (1900–1976), Klosterpropst zu Uetersen, geb. Gut Kaden

#### 20. Jahrhundert
- Meta Scheele (1904–1942), deutsche Romanschriftstellerin und Historikerin
- Willy R. Kuschinski (1907–1980), niederdeutscher Hörspielautor, Heimatdichter und Schriftsteller
- Otto Scharnweber (1907–1980), deutscher Lehrer und Kunsterzieher
- Erwin Freytag (1907–1987), deutscher Autor und Theologe, geb. in Wesselburen
- Karl-Werner Maaßen (* 1910; † 20. oder 21. Jahrhundert), deutscher Arzt und SS-Hauptsturmführer
- Hans Kähler (1912–1983), deutscher Sprachwissenschaftler, Hochschullehrer und Südseesprachenforscher
- Mathias Tantau jun. (1912–2006), bedeutender Rosenzüchter (Duftwolke, Floribundarose, Montana usw.)
- Werner Lange (1917–1979), Mühlenkaufmann, vererbte 1979 das 27 ha große Grundstück der Langen Mühle an die Stadt Uetersen, geb. in Altona
- Ernst-Günther von Luckner (1919–1993), Klosterpropst zu Uetersen, geb. in Hamburg
- Hans-Heinrich Hatlapa (1920–2009) und Frau Theda, Gründer und Eigentümer des Wildpark Eekholt, Ehrenpreisträger der Heinz Sielmann Stiftung
- Hilda Körner (1920–1995), Grafikerin und Malerin
- Hans Detlef Stäcker (1923–2003), deutscher Politiker (FDP und CDU)
- Günter Kolodziej (1924–1996), deutscher Chorleiter, Dirigent, Kapellmeister, und Komponist, geb. Hindenburg O.S.
- Waldemar Dudda (1925–2015), deutscher Politiker (SPD), war von 1964 an 24 Jahre lang Bürgermeister von Uetersen und Mitglied des Landtags von Schleswig-Holstein, geb. in Hamburg
- Günter Borchert (1926–2008), Geograph
- Robert Rehm (1926–2012), deutscher Politiker (SPD), Kreistagsabgeordneter und Kreispräsident
- Erich Rafael (1928–2010), deutscher Fußballspieler, geb. Eichensee (Ostpr.)
- Gudrun Münster (* 1928), niederdeutsche Dichterin und Schriftstellerin
- Ilse Rieth (1928–2021), deutsche Chorleiterin, geb. in Bergedorf
- Helmut Kristen (1929–2012), deutscher Chemiker und Professor für Organische Chemie an der Universität Rostock
- Willi Gerdau (1929–2011), Fußballspieler der Nationalmannschaft von 1957, geb. in Heide
- Lothar Mosler (1930–2002), deutscher Autor, Heimatforscher, Gewerkschafter und Kommunalpolitiker der SPD, geb. in Königsberg
- Reimer Johannes Meyer-Jens (1931–2019), deutscher Bauingenieur
- Elsa Plath-Langheinrich (* 1932), deutsche Autorin und Historikerin, geb. in Gersfeld
- Dieter Harms (* 1935), Pathologe
- Hermann Stehr (1937–1993), deutscher Bildhauer und Maler
- Manfred Bock (1941–2010), deutscher Leichtathlet und Zehnkämpfer, geb. in Hamburg
- Lieselott Blunck (* 1942), deutsche Politikerin (SPD), geb. in Bad Segeberg
- Peter Wellmann (1943–2014), deutscher Politiker (SPD), geb. in Perleberg
- Monika Schwalm (1946–2008), deutsche Politikerin (CDU)
- Jürgen Hargens (* 1947), Psychologe
- Heidi Handorf (* 1949), deutsche Filmeditorin
- Ingo Stawitz (* 1950), deutscher Politiker (DVU, DLVH, NPD), geb. in Hamburg
- Henning Rethmeier (* 1953), deutscher Künstler
- Werner Sentek (1953–1982), deutscher Schauspieler
- Hubertus von Luckner (* 1954), Propst des Klosters Uetersen Kommendator des Johanniterordens, geb. in Bad Oldesloe
- Karl-Heinz Boyke (1955–2024), deutscher Bildhauer und Maler
- Jens Gunter Rohwer (* 1958), deutscher Biologe und Professor an der Universität Hamburg
- Joachim Stüben (* 1959), deutscher evangelischer Kirchenhistoriker
- Andy Holm (* 1960), deutsch-australischer Filmemacher, Komponist, Weltmusik und Didgeridoomusiker
- Thomas Bethke (* 1961), deutscher Mediziner, Klinischer Pharmakologe und Hochschullehrer
- Sören von Rönne (* 1962), deutscher Springreiter
- Christian Frenzel (* 1963), deutscher Richter und Politiker (SPD)
- Jens Skwirblies (* 1965), deutscher Musiker und Produzent
- Pascal Fuhlbrügge (* 1965), deutscher Musiker und Musikproduzent
- Ulrike Streck-Plath (* 1965), Designerin, Autorin, Künstlerin und Musikerin
- Andreas Beitin (* 1968), deutscher Kunsthistoriker, Kurator und Museumsleiter
- Karine von Rumohr (* 1977), deutsche Gärtnerin, Autorin, Redakteurin und Priorin des Klosters Uetersen, geb. in Freiburg
- Jannik Nowak (* 1994), deutscher American-Football-Spieler

### Weitere Personen, die in einem engen Zusammenhang mit Uetersen stehen
Diese Personen haben in Uetersen gelebt, gewirkt oder waren mit der Stadt stark verbunden. Sie haben der Stadt zu einem größeren Ansehen verholfen oder zum Allgemeinwohl der Bevölkerung beigetragen (sortiert nach Geburtsjahr).

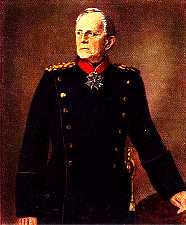
Helmuth Karl Bernhard von Moltke

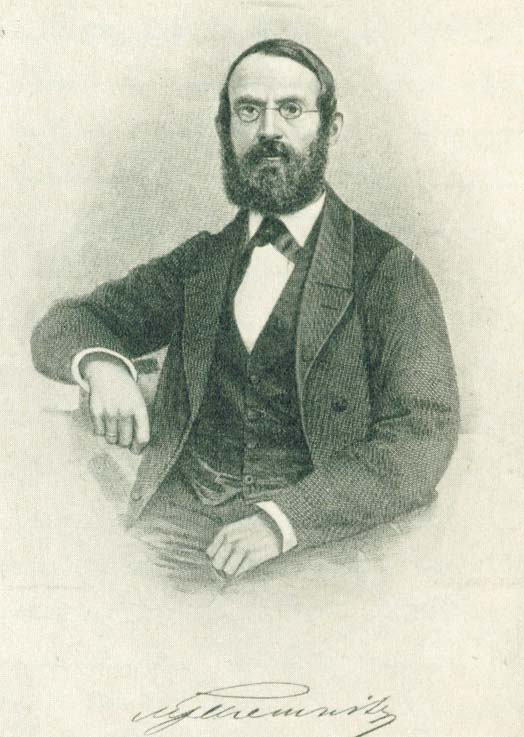
Matthäus Friedrich Chemnitz

#### 11. bis 16. Jahrhundert
- Ritter von Bredenvlet, hatten Besitzungen um Uetersen, die sie dem Kloster Uetersen verkauften
- Heinrich I. von Barmstede (um 1149), holsteinischer Adliger, wurde vermutlich in Uetersen erschlagen
- Heinrich II. von Barmstede (1211–1240), Gründer der heutigen Stadt Uetersen
- Otto von Barmstede (* 1212; † wohl 1269/70), holsteinischer Adliger und Sohn des Heinrich II. von Barmstede
- Henning Rantzau (* um 1521; † 1531), Klosterpropst des adligen Kloster zu Uetersen
- Benedikt von Ahlefeldt (1593–1634), Erbherr auf Haseldorf, Osterrade, Kluvensiek und Klosterpropst zu Uetersen
- Sievert von Pogwisch (1587–1626), deutscher Adliger, Diplomat, Gutsherr und Klosterpropst zu Uetersen

#### 17. Jahrhundert
- Klaus von Sehested (1612–1649), verbrachte seine Kindheit und Jugend in Uetersen
- Dietrich von Ahlefeldt (1618–1664), Amtmann zu Schwabstedt, Herr auf Osterrade, Kluvensiek, Klosterpropst zu Uetersen
- Friedrich von Ahlefeldt (1618–1665), damaliger Klosterpropst und Hochfürstlicher Gottorffischen Statthalter
- Gosche von Buchwaldt (1624–1700), damaliger Klosterpropst und Gutsherr des schleswigschen Gutes Olpenitz
- Friedrich von Reventlow (1649–1728), Geheimer Etats- und Landrat und Klosterpropst zu Uetersen
- Heinrich von Reventlow (1678–1732), Kaiserlicher Hofrat und Klosterpropst zu Uetersen
- Benedikt von Ahlefeldt (1678–1757), damaliger Klosterpropst und ehemaliger Eigentümer des Parks und Gutes Jersbek

#### 18. Jahrhundert
- Jasper Carstens (1705–1759), deutscher Baumeister, baute die Klosterkirche und das Propsteigebäude in Uetersen
- Giovanni Battista Innocenzo Colombo (1717–1801), Schweizer Kirchenmaler, schuf das Deckenfresko der Klosterkirche
- Johann Friedrich Camerer (1720–1792), deutscher Jurist, Gerichtsoffizier, Volkskundler und archäologischer Pionier des 18. Jahrhunderts
- Peter zu Rantzau (1733–1809), Land- und Regierungsrat in Glückstadt und Klosterpropst zu Uetersen
- Josias von Qualen (1742–1819), Herr auf Damp, Verbitter von Itzehoe, Geheimer Konferenzrat, Klosterpropst von Uetersen
- Conrad Christoph von Ahlefeldt (1768–1853), war Erb- und Gerichtsherr aus Ascheberg, Kammerherr, Land- und Obergerichtsrat in Glückstadt und Klosterpropst von Uetersen
- Peter von Kobbe (1793–1844), deutscher Autor, Schriftsteller und Jurist
- Carl Friedrich Hermann Klenze (1795–1878), Justizrat, Superintendent und Syndikus von Uetersen
- Theodor von Kobbe (1798–1845), deutscher Jurist, Menschenrechtler und Schriftsteller

#### 19. Jahrhundert
- Helmuth Karl Bernhard von Moltke (1800–1891), preußischer Generalfeldmarschall, wohnte zeitweise bei seinen Schwestern in Uetersen und war Finanzgeber des ehemaligen Krankenhauses (Bleekerstift)
- Otto von Rantzau (1809–1864), Herr auf Aschau, Klosterpropst zu Uetersen
- Matthäus Friedrich Chemnitz (1815–1870), deutscher Jurist und Dichter des Schleswig-Holstein-Liedes
- Georg Julius Andresen (1815–1882), Arzt in Uetersen, Hydrotherapeut und Gründer des Sophienbads in Reinbek
- Emil Graf zu Rantzau (1827–1888), Klosterpropst zu Uetersen
- Hugo Willich (* 1859; † unbekannt), deutscher Autor und Musiker
- Richard Kabisch (1868–1914), evangelischer Theologe und ehemaliger Direktor der heutigen Ludwig-Meyn-Schule
- Eduard Clausnitzer (1870–1920), deutscher Pädagoge und Schriftsteller, war Seminardirektor der städtischen Präparendenanstalt, der heutigen Ludwig Meyn Schule
- Ludwig Frahm (1856–1936), deutscher Lehrer und niederdeutscher Autor
- Carl Bulcke (1875–1936), deutscher Schriftsteller, wohnte um die Jahrhundertwende in Uetersen und wurde hier zu seinem Roman Silkes Liebe inspiriert

#### 20. Jahrhundert
- Hubertus Lehner (1907–2006), Maler, Schüler Otto Muellers und bedeutender Vertreter der „Breslauer Schule“
- Mathias Tantau jun. (1912–2006), Rosenzüchter
- Gerhard Folkerts (* 1944), Konzertpianist und Komponist
- Erhard Göttlicher (* 1946), österreichisch-deutscher Maler, Grafiker und Buchillustrator
- Harald Klehn (1949–2011), Boxer (Schwer- und Superschwergewicht), boxte für den TSV Uetersen
- Klaus-Dieter Ott (* 1952), Boxer, Deutscher Meister im Federgewicht (1978 und 1979)
- Dagmar Seifert (* 1955), Schriftstellerin
- Sönke Zankel (* 1973), Forscher, Historiker, Autor und Gymnasiallehrer
- Stephanie Grebe (* 1987), Tischtennisspielerin und Teilnehmerin bei den Sommer-Paralympics 2012 in London